# Alto Medioevo
- Impero carolingio (814)

Balcani e Asia occidentale
- Impero romano d'oriente
- Califfato abbaside
- Bulgaria
- Ducato di Croazia
- Principato di Serbia

Scandinavia
- Regni norvegesi
- Finnici
- Norreni Svedesi e Goti
- Norreni Danesi

Europa orientale
- Tribù baltiche
- Popoli slavi
- Regno dei Khazari
- Etelköz (Magiari)
- Regno degli Avari

Isole britanniche
- Irlanda
- Pitti
- Scoti
- Galles
- Regni Anglosassoni

Italia Meridionale e isole
- Ducato di Benevento
- Sardegna (Impero bizantino)
- Sicilia (Impero bizantino)

Penisola iberica
- Regno di Galizia
- Emirato di Cordova

L'Alto Medioevo è, per convenzione, quella parte del Medioevo che va dalla caduta dell'Impero romano d'Occidente, avvenuta nel 476, all'anno 1000. A seconda dell'impostazione storiografica, il primo secolo di tale periodo si può talvolta sovrapporre al periodo precedente della tarda antichità, mentre l'ultimo secolo a quello successivo del Basso Medioevo (o, nella storiografia dei paesi di cultura anglosassone, a quello del Pieno Medioevo).

Tale periodo vide una continuazione delle tendenze evidenti fin dall'antichità classica, compreso uno spopolamento, avvenuto in particolare nei centri urbani, un declino negli scambi commerciali, un lieve aumento delle temperature e l'affermarsi del fenomeno delle migrazioni. Nel XIX secolo l'Alto Medioevo era spesso etichettato come "Secoli bui", una caratterizzazione basata sulla relativa scarsità di produzione letteraria e culturale di questo periodo. L'Impero romano d'Oriente, o Impero bizantino, continuò a sopravvivere nonostante nel VII secolo il Califfato dei Rashidun e il Califfato omayyade avessero conquistato ampie porzioni di territorio precedentemente romano.

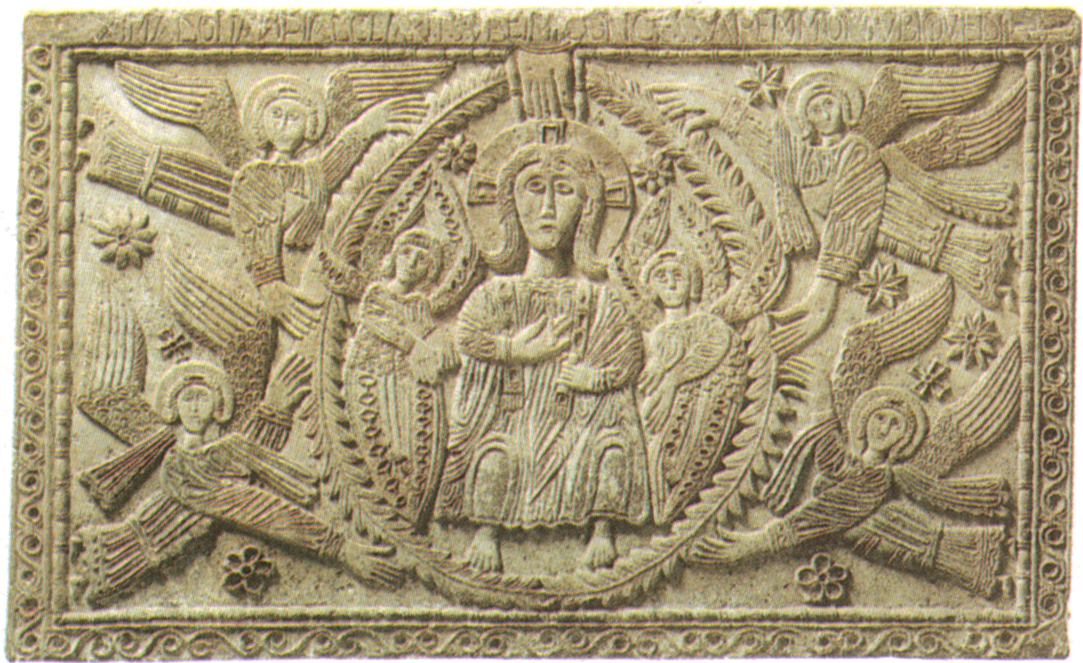
Rilievo dell'altare del duca Rachis, arte longobarda, 730-740, Museo cristiano e tesoro del duomo di Cividale del Friuli

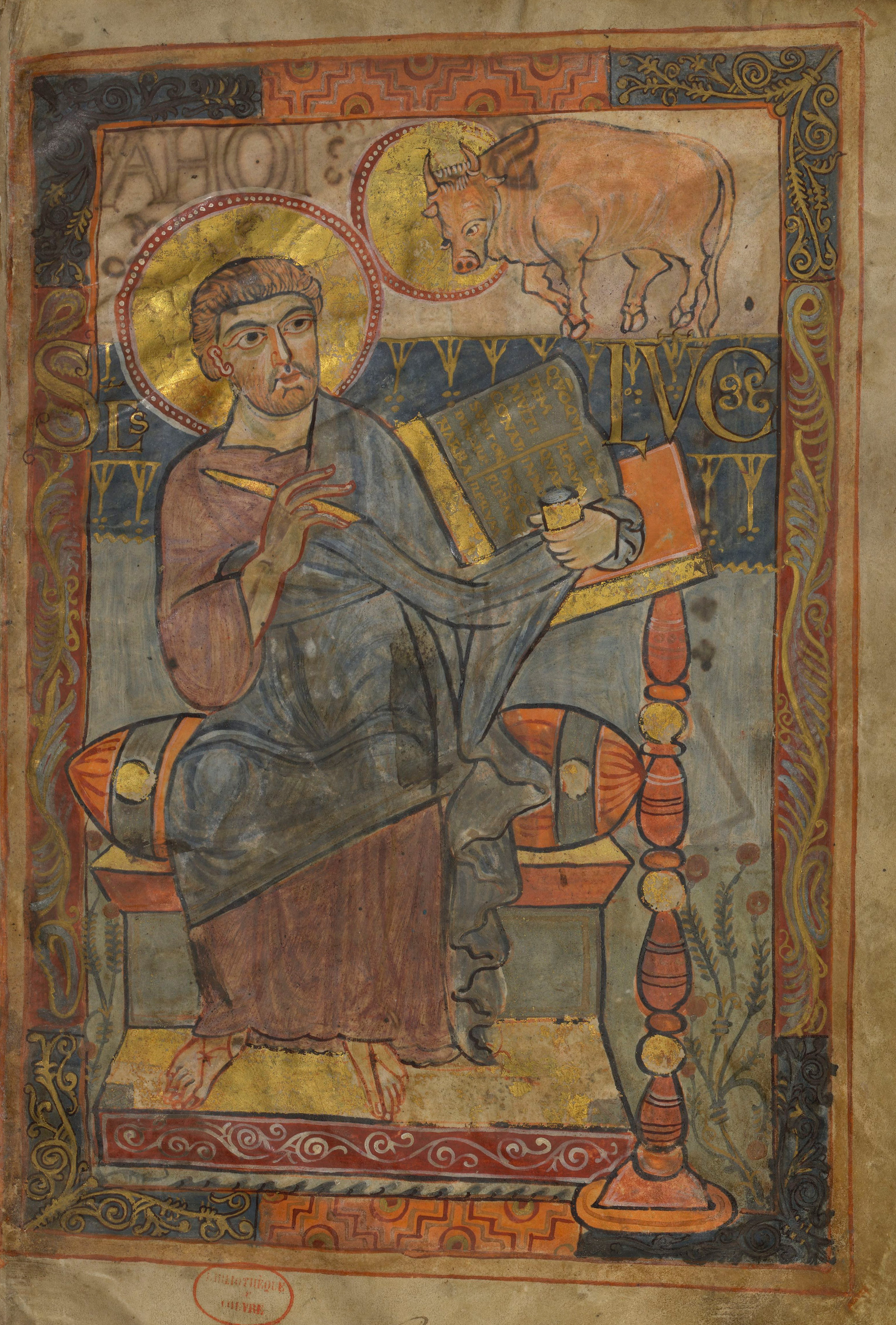
Evangeliario di Godescalco, San Luca, 781 (BnF, Ms. Lat 1203 fronte 1r)

Successivamente, molte delle tendenze elencate andarono incontro a una inversione. Nell'800 il titolo di Imperatore" fu riproposto nell'Europa occidentale con Carlo Magno, il cui Impero carolingio influenzò di molto la struttura sociale e la storia europea. Le popolazioni europee intrapresero un ritorno all'agricoltura sistematica, con importanti innovazioni come la rotazione delle colture e l'aratro pesante. L'espansionismo dei barbari si stabilizzò in gran parte dell'Europa, anche se quello vichingo si protrasse in larga misura nell'Europa settentrionale.

## La caduta dell'Impero romano d'Occidente

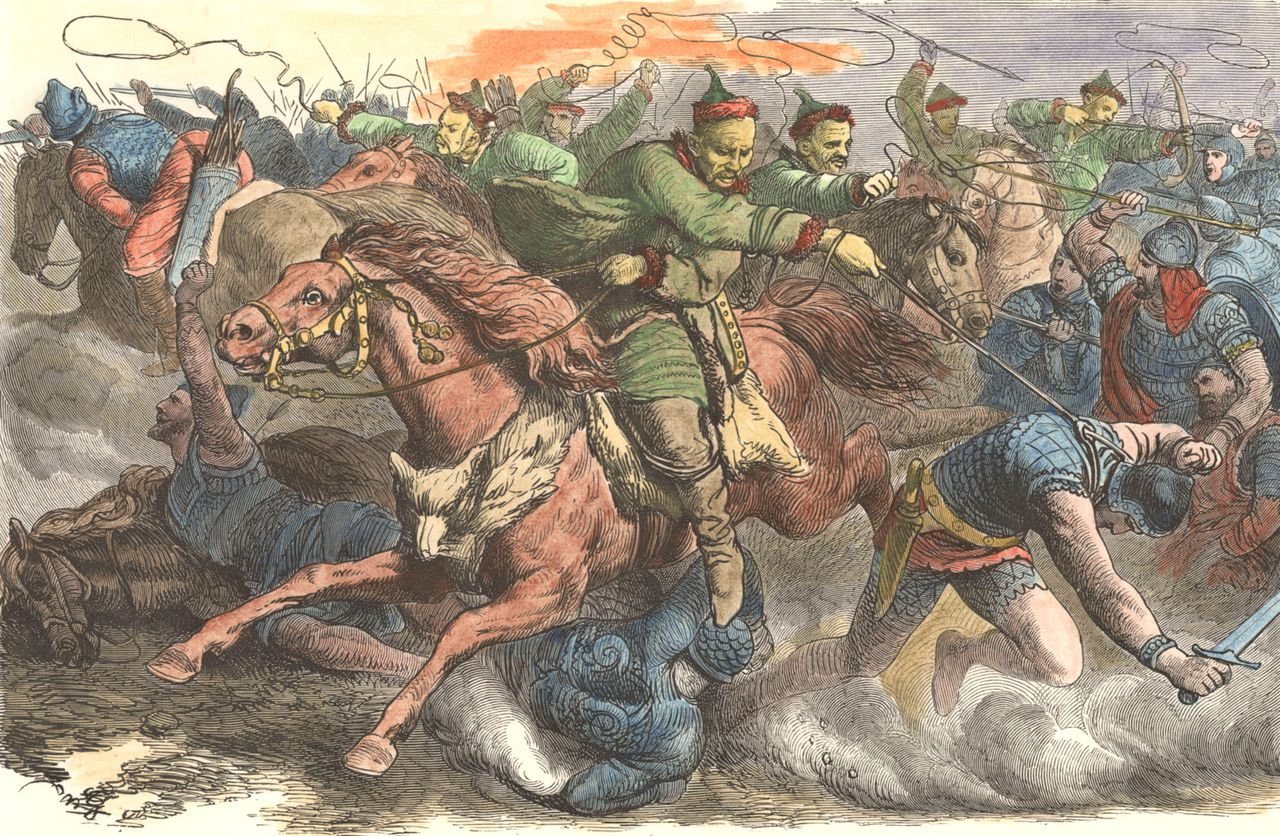
Gli Unni in battaglia in un'illustrazione ottocentesca

A partire dal II secolo, vari indicatori della civiltà romana iniziarono a declinare, tra cui l'urbanizzazione, il commercio marittimo e la popolazione. All'inizio del III secolo, alcuni popoli barbarici migrarono a sud dalla Scandinavia e raggiunsero il Mar Nero, creando confederazioni che si opposero ai Sarmati. In Dacia (l'attuale Romania) e nelle steppe a nord del Mar Nero i Goti stabilirono almeno due regni: quello dei Tervingi e quello dei Grutungi. Furono tra i primi di molte bande di popoli che inondarono l'Europa occidentale in assenza di un forte governo amministrativo.
Durante le cosiddette invasioni barbariche, o Völkerwanderung (in tedesco "migrazioni di popoli"), termine che evita le connotazioni negative legato all'uso dei vocaboli "invadere" e "barbarico", popolazioni cosiddette "barbariche" (germaniche, slave, sarmatiche e di altri popoli di origine asiatica) migrarono all'interno dei confini dell'Impero romano tra la fine del IV e il VI secolo. Le ragioni di questo fenomeno di ampia portata sono molteplici e recentemente sono state chiarite anche grazie a studi climatici: un abbassamento della temperatura terrestre di un paio di gradi rese gelati i pascoli delle zone dell'Asia del nord, innescando un processo a catena di popolazioni semi-nomadi che si spostarono verso sud, in particolare verso oriente (l'Impero cinese costruì proprio per far fronte a tali migrazioni la Grande Muraglia) e occidente. Inoltre, le società sviluppatesi al di fuori dall'impero romano vedevano nella guerra e nel saccheggio un'attività utile e legittima, quindi fu sempre presente la minaccia di incursioni.
La penetrazione dei barbari fu facilitata dal generale spopolamento delle campagne e dal massiccio arruolamento di barbari come mercenari nell'esercito romano. L'arrivo degli Unni nel 372-375 pose fine alla storia dei regni goti sopraccitati. Gli Unni, una confederazione di tribù dell'Asia centrale, fondarono un impero. Avevano imparato la difficile arte di sparare frecce con archi ricurvi compositi da cavallo.

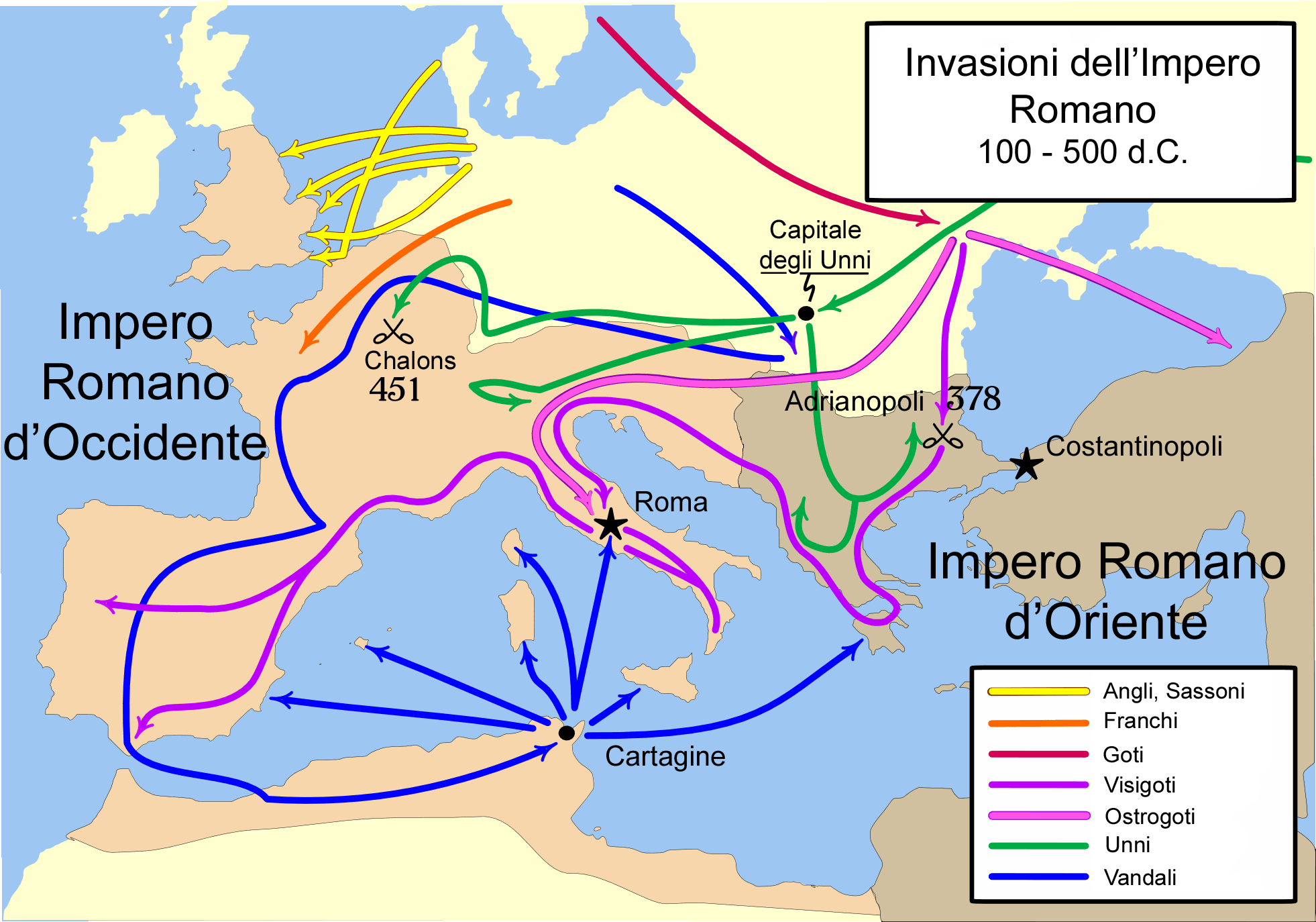
Le invasioni barbariche del II-V secolo

Nel 376, i Goti Tervingi, scacciati dalle loro sedi dagli attacchi degli Unni, chiesero all'imperatore Valente il permesso di stabilirsi sulla riva sud del Danubio e vennero accettati all'interno dell'impero, che in questo modo si assicurava una considerevole fonte di reclutamento nonché un'ulteriore fonte di entrate per il fisco. Le fonti antiche accusano gli ufficiali romani di avere gestito male l'insediamento dei Tervingi e di aver lucrato alle loro spalle: i maltrattamenti subiti furono tali da spingere i Goti alla rivolta, dando avvio alla guerra gotica (inizi del 377). 
A peggiorare la situazione, anche i Goti Greutungi riuscirono ad attraversare il fiume e a unire le forze con i Tervingi; più tardi, alla fine del 377, alcuni contingenti di Unni e Alani attraversarono il Danubio e si unirono agli invasori. Il 9 agosto 378 i Goti sconfissero i Romani nella battaglia di Adrianopoli, nella quale perirono i due terzi dell'esercito campale dell'impero d'Oriente, insieme allo stesso imperatore Valente. La grave sconfitta subita costrinse Roma a venire a patti con i Goti e a rivedere l'ipotesi di conservare l'unicità della funzione imperiale.
In base al compromesso raggiunto con lo stato romano (retto all'epoca da Graziano in Occidente e Teodosio I in Oriente), i Goti furono accettati all'interno dell'Impero in qualità di foederati ("alleati"). Secondo la maggior parte degli storici moderni, i Goti Greutungi (identificati tradizionalmente con gli Ostrogoti) furono insediati in Pannonia in base al trattato del 380, mentre il trattato del 3 ottobre 382 concesse ai Goti Tervingi (Visigoti) lo stanziamento nella parte settentrionale della diocesi di Tracia. Non è da escludere che parte dei barbari fu insediata in Macedonia.
Poiché i Romani non erano usciti vincitori nel conflitto, ai propri nemici furono concesse condizioni favorevoli senza precedenti: in particolare, fu loro concesso di mantenere le proprie usanze e non furono dispersi per le province ma rimasero pericolosamente coesi; in cambio i foederati goti si impegnarono a fornire all'esercito romano truppe mercenarie in occasione di specifiche campagne militari (come quelle di Teodosio contro gli usurpatori Magno Massimo ed Eugenio). La convivenza tra popoli si dimostrò comunque molto difficile, poiché i germani tendevano a occupare terre in mano a privati con la forza.
Dopo la scomparsa di Teodosio, che negli ultimi anni del suo regno aveva riunificato l'Impero, lo Stato romano fu diviso definitivamente in due parti, con una diarchia (395). La parte Orientale toccò al figlio maggiore, Arcadio, mentre quella occidentale al secondogenito Onorio. Nello stesso anno i foederati Visigoti, congedati dall'esercito romano da Teodosio in seguito alla vittoria sull'usurpatore Eugenio e rispediti in Tracia, scontenti per le perdite subite nella battaglia del Frigido e temendo che i Romani ne avrebbero approfittato per annullare la loro autonomia, si rivoltarono eleggendo loro capo unico Alarico. 
Questi sfruttò le rivalità tra le due partes imperii (in particolare tra Stilicone, generale e reggente di Onorio, e i ministri di Arcadio), una frammentazione questa che condannò inevitabilmente all'oblio la regione occidentale. In seguito all'insurrezione antigermanica a Costantinopoli, nel corso della quale furono trucidati 7 000 Goti nella capitale (12 luglio 400), i ministri di Arcadio annullarono il riconoscimento legale delle terre occupate dai Visigoti di Alarico, i quali, allora, si spostarono verso Occidente per ragioni non precisate dalle fonti.
Secondo una congettura avanzata in passato da Demougeot e Stein, i diplomatici di Arcadio avrebbero istigato i Goti ad invadere l'Italia al duplice fine di liberarsi della loro scomoda presenza e danneggiare l'inviso Stilicone, ma altri studiosi (come Bayless, Cesa e Cameron) non concordano con tale teoria, anche sulla base del miglioramento dei rapporti tra le due partes tra il 401 e il 403, e ritengono che gli Unni di Uldino, da poco alleati di Arcadio, avessero attaccato i Visigoti di Alarico spingendoli verso Occidente. In ogni caso Stilicone respinse l'invasione visigota e successivamente si alleò con Alarico in funzione antibizantina, intendendo servirsene per sottrarre al controllo di Arcadio le diocesi contese dell'Illirico orientale. 
Stilicone fu però costretto ad annullare la già prevista spedizione contro Costantinopoli, a causa del massiccio superamento della ormai sguarnita frontiera renana da parte delle popolazioni germaniche (Vandali, Alani e Svevi) a partire dal 406. Dopo la sua uccisione (408), i Visigoti non ebbero più rivali e arrivarono a saccheggiare Roma nel 410, episodio che sconvolse l'opinione pubblica del tempo, come testimoniato da Sant'Agostino e da San Girolamo. Tale popolo si stanziò successivamente nella Gallia meridionale e in Spagna.

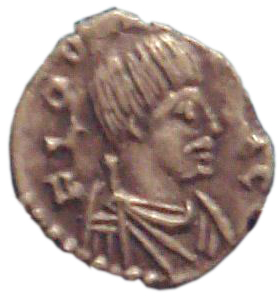
Moneta di Odoacre, coniata a Ravenna nel 477. Notare i baffi "barbarici" del re germanico

Seguirono i Vandali, che dopo aver attraversato la Gallia si stanziarono in Spagna e in seguito, sotto la pressione dei Visigoti, in Africa del Nord, dalla quale a bordo di imbarcazioni compirono scorrerie nelle grandi isole del Mediterraneo e saccheggiarono di nuovo Roma nel 455. Franchi, Burgundi e Turingi occuparono le zone della Gallia e tra Meno e Elba, mentre la Britannia veniva conquistata da Sassoni, Angli e Frisoni, ai quali si aggiunsero anche gli Juti dello Jutland (attuale Danimarca). La pesante crisi sofferta dall'Impero romano d'Occidente culminò con la rivolta dei mercenari barbari presenti in Italia, che, sotto la guida di Odoacre, deposero l'ultimo imperatore romano. Odoacre, re degli Eruli, mise definitivamente fine all'esistenza formale dell'Impero d'Occidente, deponendo l'imperatore fantoccio Romolo Augusto (476) e rispedendo le insegne imperiali a Costantinopoli.
In cambio ottenne il titolo di patrizio e il governo dell'Italia, che tenne fino al 493, quando venne sconfitto dagli Ostrogoti, spinti in Italia dall'imperatore d'Oriente Zenone. Gli Ostrogoti si trasferirono in Italia nel 489 e riuscirono a sconfiggere Odoacre. Il loro re, Teodorico, ottenne dall'imperatore Anastasio I il titolo di patricius e il suo popolo ottenne pieni diritti sulle terre occupate.
Queste migrazioni di interi popoli, come nel caso dei Goti e dei Longobardi, non devono comunque far pensare a migrazioni bibliche: i Longobardi, ad esempio, erano 70 000, gli Ostrogoti 100-125 000, con circa 25 000 armati. Il regno degli Ostrogoti, che ebbe il suo fulcro in Italia (pur estendendosi anche al di fuori di essa), mantenne separati giuridicamente i cittadini romani, che continuavano a essere soggetti al diritto romano, e i federati (i "barbari"), su cui si applicava invece una legislazione prevalentemente consuetudinaria, di tipo germanico.

## I regni romano-barbarici

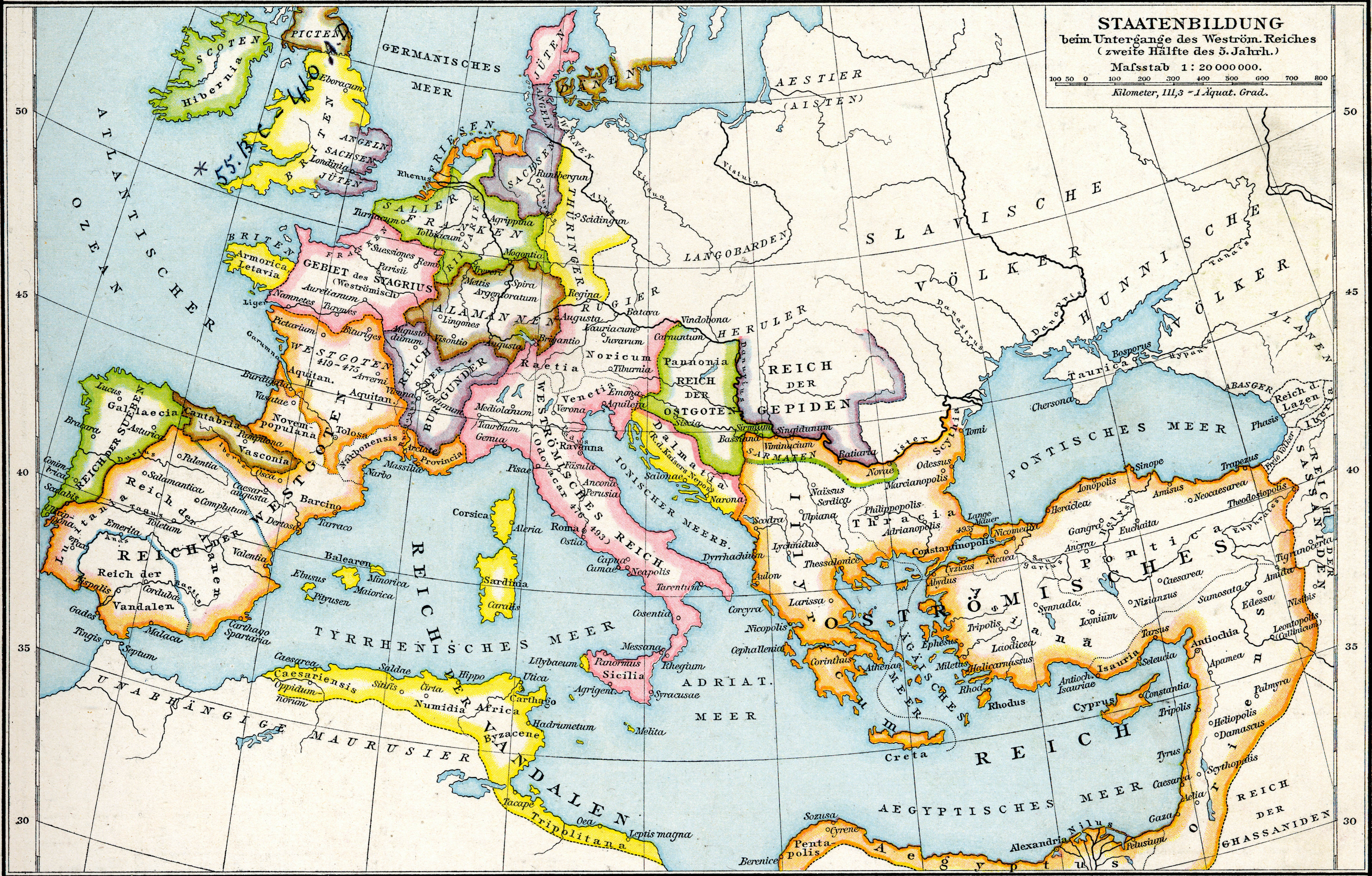
Regni romano-barbarici nel 476

I popoli germanici sapevano poco di città, denaro o scrittura e avevano un assetto socio-politico piuttosto rudimentale, basato essenzialmente sulla guerra. Con l'inizio del Medioevo, cominciò un inevitabile confronto tra l'antica e raffinata cultura romana e quella più rozza, ma allo stesso tempo più energica, dei Germani. Questi ultimi seguivano criteri del tutto diversi rispetto alla controparte romana, fondata sul riconoscimento di un'autorità pubblica, fonte del diritto, e caratterizzata dalla presenza di un apparato burocratico e di un sistema fiscale. In più, i popoli germanici erano stati per secoli non stanziali e il nomadismo era correlato all'acquisizione di maggiori risorse, con il risultato che così si spiega la costante ricerca di comunità e villaggi da depredare. In siffatto tessuto sociale, avevano un ruolo decisivo i rapporti di tipo personale o parentale. Nello specifico, la Sippe rappresentava l'unità parentale di base ed essa risultava inserita in un ben precisato contesto territoriale (gau o, in latino, pagus). Si trattava di un aggregato di famiglie legate da vincoli di sangue, impegnate a fornire difesa e al sostentamento reciproco; non esistendo di solito il concetto di proprietà privata, i beni immobili erano gestiti comunitariamente. La Sippe coesisteva con un'altra forma di legame, detta dai romani comitatus, ossia un seguito di giovani armati che si univa a un guerriero più valoroso e che, in cambio di una fetta del bottino, forniva supporto bellico. Tale vincolo di fedeltà, forte perlopiù durante i conflitti, finì per stabilizzarsi con il tempo e soppiantò il precedente sistema tribale, dove i contrasti risultavano più frequenti. Infine, tali gruppi erano sostanzialmente organizzati su linee "orizzontali", cioè tra pari, non subordinati da relazioni di tipo gerarchico.
Nei primi regni romano-barbarici, vi era una limitata presenza nello Stato di caratteristiche germaniche. Ciò accadde perché la cultura germanica non riuscì né sentì il bisogno di eliminare l'elemento romano, con il risultato che ogni popolo contribuì con i propri migliori pregi nel dare vita ai cosiddetti regni romano-barbarici (tale designazione ne rimarca il «carattere misto»). La peculiarità principale di questi regni consisteva nella permanenza delle istituzioni e delle cariche romane, ancora attive per le popolazioni conquistate e che, pertanto, assicuravano una certa continuità con l'ordinamento tradizionale; dal canto proprio, i Germani non rinunciarono invece al binomio dell'esercito-popolo, all'interno del quale i capi militari guidavano singole comunità. Gli abitanti germani erano poi perlopiù pagani, malgrado via via sempre più persone abbracciarono l'arianesimo. La diversità culturale e religiosa fu mitigata dall'importante ruolo assunto dai vescovi cattolici, che si ersero a punto di riferimento delle comunità latine e come custodi del sapere ellenistico-romano. In verità, la coesistenza religiosa fu tutto sommato poco traumatica (con la significativa eccezione dei Vandali), tanto che alcuni capi germanici dimostrarono di operare in pieno accordo con la Chiesa cattolica, malgrado non aderissero a quel credo.
Società così differenti non potevano che presupporre ordinamenti giuridici differenti. Tra i Germani, la riconciliazione tra due membri della comunità in seguito a reati non avveniva per mezzo del ruolo attivo di un'autorità pubblica, preposta unicamente a risolvere controversie, bensì tramite un'assemblea di uomini liberi (mallus) presieduta da un conte o da un suo delegato. In caso di colpevolezza, la pena veniva comminata in misura più o meno maggiore a seconda della condizione sociale della vittima. Le più diffuse forme di giustizia erano la faida, la vendetta privata, andata gradualmente in disuso e che consentiva di infliggere lo stesso torto subito, o il guidrigildo, ovvero un'ammenda in denaro che veniva destinata dal condannato alla parte lesa e, in misura minore, all'erario del re. Queste pratiche di diritto convissero per diverso tempo con l'ordinamento romano sulla base di un singolo fondamentale presupposto: la giustizia si regolava rispettando il criterio della personalità del diritto, ovvero in base all'appartenenza etnica. L'esigenza di una maggiore certezza del diritto e i dilemmi relativi a quale giurisdizione applicare in caso di figli avuti in matrimoni misti, invero sempre più frequenti, fecero sì che, gradualmente, si ultimassero dei codici atti a regolare le consuetudini romane e germaniche: si pensi all'Edictum Theodorici (del re visigoto Teodorico II 453-466), al Codex euricianus (del visigoto Eurico, 470 circa), alla Lex Romana Visigothorum (506) o alla Lex Romana Burgundionum (501-515).
La struttura fondamentale della società germanica, come detto, era di tipo militare e rispettava lo schema di un "popolo-esercito" perennemente organizzato in funzione della guerra. I capi militari guidavano ciascuno un numero variabile di uomini liberi in battaglia, mentre in pace assicuravano la protezione di tale comunità, e presiedevano la corte di giustizia che rispondeva alla comunità che a lui faceva capo: questi erano, pertanto, detentori del "banno", il diritto di giudicare e di punire tali uomini. La corte popolare presieduta dal re, ovvero l'assemblea dei liberi, aveva una funzione fondamentale e consentiva l'esercizio del potere legislativo. Con il tempo, però, l'istituzione perse vigore in favore del re e l'accesso alla stessa venne riservato alla sola nobiltà, la quale si preoccupò, in modo costante, «di impedire il formarsi di dinastie regie a carattere ereditario». Inoltre, l'aristocrazia germanica cominciò presto a incrociarsi quella romana ma senza scontrarsi; lo dimostra il caso degli Ostrogoti, con la nobiltà gota che andò gradualmente a unirsi ai consiglieri romani nel consiglio del re (consistorium).

Mosaico della cupola del battistero degli Ariani fatto edificare da Teodorico il Grande a Ravenna

I Visigoti, insediati inizialmente in Aquitania in base al trattato del 418, giunsero a controllare anche la penisola iberica, ma, sconfitti dai Franchi nel 507, abbandonarono il Midi francese per formare il Regno visigoto di Toledo, che ebbe fine nel 711 con l'invasione araba. Il regno dei Burgundi venne cancellato dai Franchi nel 534 con la vittoria di Autun, mentre i Vandali, stanziatisi nel Nordafrica, vennero sconfitti da Bisanzio nel 535. Il regno degli Ostrogoti di Teodorico ebbe inizio nel 493, con la sconfitta degli Eruli di Odoacre e con l'approvazione dell'imperatore Zenone. A seguito dell'uccisione della figlia di Teodorico, fu Amalasunta a rimanere al potere, ma la donna visse una parentesi al potere travagliata. La sua morte fu presa a pretesto da Giustiniano I per scatenare la lunga guerra greco-gotica del 535-553, terminata, tra alterne vicende, con la conquista della penisola italiana da parte di Bisanzio.
In ambito linguistico, mentre i popoli di Francia, Italia, Spagna e Portogallo continuavano a parlare i dialetti del latino che oggi costituiscono le lingue romanze, la lingua del popolo romano dell'attuale Inghilterra scomparve, lasciando appena qualche traccia. Sono numerosissimi gli esempi di vocaboli di origine germanica che, già prima dell'anno Mille, entrarono nelle lingue romanze, come nel caso dell'italiano, quasi tutti inerenti all'arte bellica (ad esempio agguato, guardia, o zuffa). Poiché, nei nuovi regni, i romani più colti furono impiegati nell'amministrazione della legge, dell'economia e come insegnanti, le usanze germaniche si imposero in modo particolare nel campo bellico e nelle abitudini quotidiane, mentre lingua e giurisdizione rimasero tendenzialmente su base latina. Nelle parole degli storici Tabacco e Merlo, in definitiva, «questa convergenza di forza militare germanica e di splendore aulico di tradizione imperiale non oper[ò] soltanto in superficie, ma espr[e]sse un orientamento suscettibile di sviluppi duraturi nel solco tracciato dalle egemonie sociali del mondo mediterraneo».

## L'Impero bizantino
La risposta di Costantinopoli dopo il 476 ai nuovi regni barbarici fu duplice: da un lato gli imperatori volevano mantenere i diritti teorici su tutto l'impero, quali legittimi successori dei Cesari; dall'altro lato essi erano ormai disinteressati al vasto territorio occidentale ormai impoverito e decentrato, che non valeva l'enorme dispendio di mezzi che sarebbe stato necessario per riconquistarlo. Malgrado un periodo di crisi, l'economia redditizia, dopotutto, si svolgeva ormai quasi esclusivamente nelle ricche città della parte asiatica e nel Mediterraneo orientale. Per questo, gli imperatori fecero buon viso a ogni capo barbaro che si arrogasse il governo di qualche territorio, purché riconoscessero la superiorità morale di Costantinopoli. Talvolta, quando un regno sembrava acquisire troppa forza e importanza, Bisanzio cercava di mettere i capi barbarici l'uno contro l'altro, favorendo colpi di stato e congiure. I germani erano ancora importanti sotto il profilo militare come mercenari, ma dall'epoca di Leone I (al potere dal 457 al 474) si riuscì ad affrancarsi da essi tramite l'arruolamento in larga scala di Isauri, una popolazione guerriera dell'Anatolia. Lo stesso imperatore Zenone era isaurico. Alcuni problemi derivarono dal fatto che la fede della sua popolazione fosse monofisita, cosa che l'imperatore cercò di mitigare adottando una dottrina di compromesso (editto di Henotikòn), che venne però condannata sia dalla frangia più estrema del monofisismo sia dal Papa. Oltre alle questioni religiose, molto sentite, i problemi che preoccupavano l'Impero d'Oriente erano la difesa dei confini nord-occidentali dalle popolazioni germaniche, slave e uralo-altaiche, la ridefinizione giuridica, fiscale e territoriale del territorio, i rapporti con l'Occidente e con il papa romano, e la contesa con l'Impero persiano della zona tra l'Eufrate e la Siria.

### Giustiniano

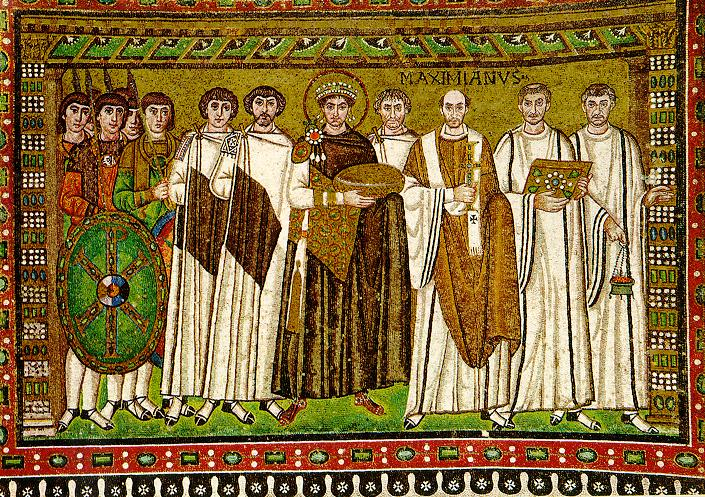
Giustiniano, mosaico nella chiesa di San Vitale a Ravenna

Con l'imperatore Giustiniano I (al potere dal 527), nell'Impero romano d'Oriente si avviò una campagna di riconquista dei territori occidentali, con l'obiettivo di spostare di nuovo il baricentro politico verso il Mediterraneo e verso occidente, restaurando l'antica unità territoriale imperiale. Innanzitutto, si assicurò la pace sulla frontiera orientale stipulando una pace "perpetua" (dopo un conflitto con scarsi risultati tra il 527 e il 532). Un esercito di modeste dimensioni, ma dotato di una notevole flotta, poté allora partire alla volta dell'Occidente, sbaragliando velocemente in Africa il regno dei Vandali. Capitanò l'impresa il generale Belisario, già vittorioso durante la rivolta di Nika, che aveva insanguinato Costantinopoli nel 532 e quasi fatto fuggire l'imperatore, se non fosse stato per i consigli di sua moglie Teodora, secondo quanto racconta lo storico Procopio di Cesarea.
La riconquista di Giustiniano si volse quindi all'Italia, dove il potere degli Ostrogoti era in crisi dopo la morte di Teodorico (526). Sua figlia Amalasunta teneva la reggenza per conto del figlio Atalarico, che però morì nel 534. Poiché mal sopportata al potere per via della sua condizione femminile, la reggente aveva cercato di associarsi al cugino Teodato per restare sul trono, ma egli l'aveva prima isolata sull'Isola Bisentina (lago di Bolsena), quindi l'aveva fatta uccidere. Il pretesto per l'attacco agli Ostrogoti fu dato proprio dal comportamento di Teodato (oltre ai non chiari patti di foederatio tra Impero e Goti). La cosiddetta guerra greco-gotica iniziò nel 535 con la rapida conquista di Napoli e la morte di Teodato, già destituito, mentre fuggiva a Roma. Il nuovo re ostrogoto, Vitige, fu preso in ostaggio da Belisario quando conquistò l'imprendibile Ravenna con un'astuzia. Belisario si trovò quindi in disaccordo con Giustiniano sul cosa fare con i territori riconquistati e, nel 541, fu ripetutamente sconfitto da Totila (soprannome che significava l'"Immortale") in Romagna, Toscana e Campania. Ciò portò alla riconquista di Napoli e Roma (546), oltre che alla costituzione di una flotta grazie a cui Totila organizzò numerose scorrerie nelle grandi isole del Mediterraneo. Il sovrano ostrogoto tentò anche la mossa strategica di abolire la schiavitù, liberando i servi dei latifondi, ma non ne ebbe l'appoggio che sperava. Dopo essere caduto in disgrazia nel 543 con l'accusa di tradimento (per poi essere perdonato grazie all'amicizia di sua moglie Antonina con l'Imperatrice Teodora), Belisario fece ritorno in Italia (544), ma con truppe insufficienti non riuscì a contrastare efficacemente Totila, anche se riuscì a strappare ai Goti il possesso di Roma (547). Conscio che senza truppe sufficienti non sarebbe mai riuscito a vincere la guerra, Belisario tramite Antonina chiese e ottenne il richiamo in Oriente nel 548. In seguito, Giustiniano trascurò la guerra in Italia perché impegnato nelle questioni teologiche, e Totila ne approfittò riconquistando Roma e invadendo la Sicilia, la Sardegna e la Corsica. Nel 551 Giustiniano si decise a inviare il generale eunuco Narsete in Italia. Narsete riuscì a sconfiggere definitivamente Totila a Taginae (l'odierna Gualdo Tadino), come pure il suo successore Teia (553), conquistando tutta l'Italia; respinse inoltre le scorrerie dei Franco-Alamanni nell'Italia del Nord. Nel 554 Giustiniano estese a tutta l'Italia la Prammatica Sanzione (la legislazione romana), con una prefettura con capitale a Ravenna, divisa in varie province. Fu ristabilita la schiavitù e fu iniziato un programma artistico e architettonico a Ravenna. Non è certo in che misura il diritto romano venne effettivamente applicato nei territori conquistati; sicuramente, almeno i vescovi divennero gestori della giustizia dotati di un apposito tribunale. Tuttavia, la guerra gotica aveva devastato l'Italia e l'obiettivo giustinianeo di ricostituire l'unità dell'impero era sostanzialmente fallito. Dopo il conflitto, Roma era parzialmente in rovina con solo un acquedotto ancora in funzione e il senato romano in irreversibile declino. Giustiniano nella Prammatica Sanzione promise fondi per la ricostruzione e per la promozione della cultura, ma a quanto pare i Bizantini non fecero molto per riportare la Città Eterna all'antico splendore, se l'unica opera pubblica riparata a Roma risulta essere un ponte ricostruito nel 565. Narsete comunque si impegnò a ricostruire parzialmente varie città, anche se concentrò le sue attenzioni soprattutto nel rinforzamento delle difese. Nonostante Giustiniano avesse preso con la Prammatica Sanzione provvedimenti per contrastare gli abusi degli esattori imperiali in Italia, essi continuarono a essere perpetrati. Il sistema tardo-romano di riscossione delle tasse, che i Bizantini ereditarono dall'Impero romano, era infatti oppressivo e la corruzione degli esattori che estorcevano dalla popolazione più del dovuto per tenersi l'eccedenza per sé, senza darlo allo Stato, non fece che peggiorare la situazione. Pare, addirittura, che alcuni esattori, pretesero il pagamento di tributi risalenti all'epoca di Teodorico, sovrano ostrogoto dal 474 al 492.
Lo squilibrio creato a Oriente dalle campagne in Europa occidentale fu subito colto dai persiani, che tra il 540 e il 562 invasero l'Armenia e la Siria, conquistando anche la metropoli di Antiochia. Un momento altamente drammatico fu anche la cosiddetta peste di Giustiniano (542-546), che spopolò Costantinopoli e tutto l'impero, mentre pochi anni più tardi (559) la capitale veniva salvata a stento da un'orda di invasori Unni e Slavi. Nel 568-569 i Longobardi invadevano l'Italia stremata dalla guerra, rendendo vana ed effimera la riconquista della penisola. Il governo di Giustiniano si era però distinto in ambito economico per via del notevole impulso riservato alle attività commerciali e industriali; oltre ad aver migliorato gli scambi tra Oriente (specie India e Cina) e Occidente, l'imperatore è soprattutto ricordato per la sua attività di codificazione del diritto romano con il Corpus Iuris.

### Dopo Giustiniano
Con la scomparsa del grande imperatore, si decise di abbandonare «le non troppo sicure riconquiste occidentali per una più valida difesa delle frontiere orientali». Giustino II, anziché inviare truppe in difesa dei possedimenti a ovest (e lo avrebbe potuto fare, dato che all'epoca l'Impero non era impegnato in nessun altro fronte), decise di rompere la pace con i Persiani, che Giustiniano saggiamente comprato nel 562, avviando una guerra inutile e dispendiosa la quale poi impedì all'Impero di difendere con efficacia gli altri fronti. I suoi successori Tiberio II e Maurizio continuarono la lotta con la Persia, durata vent'anni e conclusasi con la vittoria bizantina e l'annessione all'Impero di parte dell'Armenia persiana (591), mentre le province balcaniche venivano occupate da Avari e Slavi, i quali iniziarono a stanziarsi in quei territori permanentemente. I romei combatterono con alterni successi gli Avari e gli Slavi, ottenendo dei successi ma non riuscendo a cacciare completamente gli Slavi dalla Grecia all'inizio del 600. In Occidente, Maurizio creò due nuove strutture politiche di confine: gli esarcati di Ravenna e di Cartagine, guidati ciascuno da un magistrato speciale, l'esarca appunto, dotato di poteri politici e militari speciali. In Italia venne creata un'ulteriore provincia sull'Adriatico, la Pentapoli, che comprendeva le città di Ancona, Senigallia, Rimini, Fano e Pesaro. I rapporti con l'Impero persiano restavano comunque pessimi, con una serie praticamente ininterrotta di guerre dall'inizio del VII secolo, culminata con la conquista persiana di Siria ed Egitto. I Persiani conquistarono e devastarono Gerusalemme nel 614, portando in Persia la reliquia della Vera Croce. L'imperatore Eraclio I promosse una vittoriosa riscossa (paragonata da taluni a una crociata), nonostante l'alleanza tra Persiani e Àvari arrivati alle mura di Costantinopoli nel 626, coronata dalla vittoria bizantina nella battaglia di Ninive. In seguito a questa vittoria, Eraclio riuscì a ottenere dai Persiani vinti la restituzione della Vera Croce e della Siria e dell'Egitto e riportò trionfalmente la Vera Croce a Gerusalemme. L'Impero sasanide era ormai in profonda crisi, tanto che l'imperatore poté occupare la capitale nemica Ctesifonte nel 629 e, presto, lo Stato Sassanids sarebbe scomparso.
Eraclio riorganizzò l'apparato centrale in logotesie e il territorio in circoscrizioni militari dette themata (in italiano "temi"), governati da strategos con poteri civili e militari. Sul piano militare organizzò una sorta di milizia territoriale di contadini-soldato (gli stratiotai) simili ai soldati limitanei romani presso il limes romano: ogni stratiota in cambio di un appezzamento di terreno trasmissibile ereditariamente doveva provvedere alla difesa militare della zona. Comunque l'attribuzione dell'istituzione dei temi a Eraclio non è accettata da alcuni studiosi, come Warren Treadgold, il quale l'attribuisce a Costante II (641-668). Di lì a poco il sorgere repentino della potenza arabo-islamica, tanto potente quanto inattesa, avrebbe inesorabilmente compromesso la stabilità appena raggiunta, con la perdita nel giro di pochi mesi di ricchi territori quali la Siria, la Palestina e l'Egitto. Dal VII al XV secolo si parla ormai abbastanza diffusamente nella storiografia di Impero bizantino, piuttosto che di Impero romano d'Oriente: con l'epoca di Eraclio si assistette al definitivo tramontare delle mire di controllo sulla parte occidentale dell'Europa e del Mediterraneo, inoltre le organizzazioni statali e territoriali prendono tutti nomi greci (non più provinciae, ma nemmeno l'Imperatore era ormai più imperator, ma basileus). Ma non si trattò di una semplice traduzione, il significato delle istituzioni mutò profondamente: per esempio, si perdeva la connotazione di "generale vittorioso" dell'imperatore o la valenza di "Res publica" dello Stato.
L'Impero bizantino perse però molto terreno per la repentina nascita ed espansione della potenza araba, che strappò via importanti province del Mediterraneo sud-occidentale. Risale a quel periodo un'ancora maggiore militarizzazione dell'Impero. Bisanzio aumentò la propria influenza nell'Europa orientale, dove numerosi missioni della Chiesa greca avevano cristianizzato ampie regioni dai Balcani alla futura Russia. Nonostante ciò i successori di Eraclio dovettero assistere alla perdita graduale di ampi territori nei Balcani, ormai indifendibili rispetto ai continui attacchi degli Slavi. L'unica rivalsa che Costante II e Costantino IV Pogonato ottennero fu la formale sudditanza all'Impero da parte dei re slavi. Tra 674 e 678 gli Arabi arrivarono a attaccare la stessa Costantinopoli, che data la sua posizione affacciata sul mare e ben difesa si poteva trovare facilmente in prima linea. Tra il 695 e il 717 ebbe luogo un periodo tumultuoso passato alla storia come anarchia dei vent'anni, ingenerato dalla fine della parentesi al potere della dinastia eracliana. Furono ben sei i basileis a succedersi e dovettero tutti convivere con guerre civili, sconfitte contro potenze esterne e repressioni. Roma si stava frattanto sottraendo definitivamente all'influenza di Costantinopoli, rafforzando la sua rivendicata superiorità sulle altre chiese patriarcali. Dopo la caduta di Ravenna e dell'Esarcato (751), in Italia restava sotto il controllo bizantino l'Italia meridionale, la Sicilia e la Sardegna, ma progressivamente i romei persero queste terre tra IX e XI secolo.

### La lotta iconoclasta

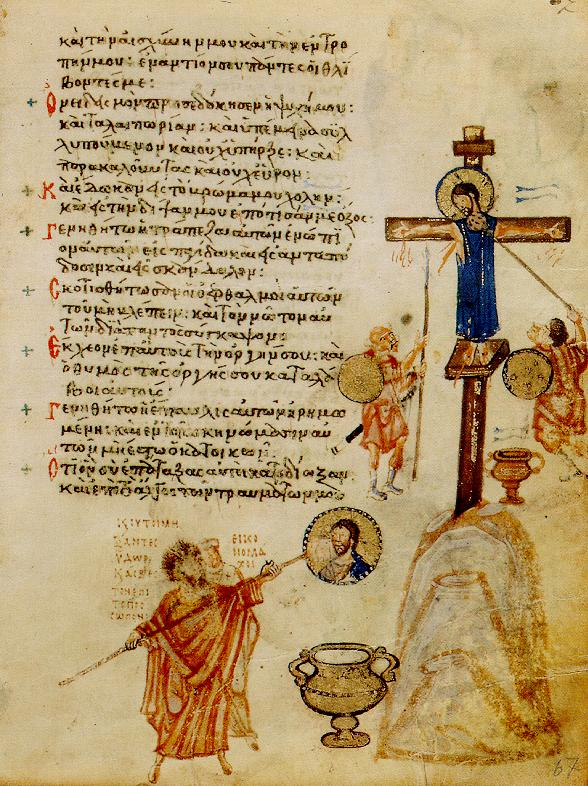
Raffigurazioni di Gesù distrutte dagli iconoclasti, miniatura del Salterio Chludov, IX secolo

L'eresia iconoclasta fu sostenuta dagli imperatori della cosiddetta dinastia isaurica (cioè proveniente dalla regione anatolica dell'Isauria, presso il Tauro). Leone III (salito al potere nel 717, primo della nuova dinastia) fu un sovrano energico, oltre che capace di restaurare l'ordine nell'Impero e di arrestare temporaneamente gli arabi tra il 717 e il 718. Egli è noto anche per il controverso divieto di culto verso le immagini sacre, per decreto condannate alla distruzione fisica. Si trattò della cosiddetta iconoclastia, la quale generò una crisi protrattasi fino al IX secolo. Non sono ancora chiari i motivi di tale scelta, che danneggiarono i ricchi monasteri (che proprio sul culto delle immagini fondavano la loro prosperità) e il numeroso gruppo di artisti, attivi soprattutto nella capitale. Il sovrano troncò un lungo dibattito teologico in merito alle immagini, con quello che può sembrare un brusco motu proprio: ruppe definitivamente i rapporti con la Chiesa di Roma (che definì l'imperatore eretico) e, nonostante l'apparenza, non avvicinò i cristiani greci a ebrei e musulmani. Entrambi non veneravano immagini sacre, ma i primi non erano interessati ad alcun proselitismo tra i cristiani e i secondi, proprio in quegli anni, erano guidati dalla dinastia omayyade, che nella sua corte di Damasco appariva assai tollerante verso le rappresentazioni figurative. L'iconoclastia spinse l'impero, a causa delle dispute interne, sull'orlo di una guerra civile e causò delle rivolte anti-bizantine in Italia, che facilitarono l'espansione dei Longobardi a danni dell'esarcato. Nel 751 Ravenna, capitale dell'Esarcato bizantino, cadde in mano longobarda, avvenimento che segnò la fine della dominazione bizantina dell'Italia centrale; infatti, il Papa chiamò i Franchi contro i Longobardi, che vennero sconfitti e costretti dal re franco a cedere l'esarcato al pontefice, decretando la nascita dello Stato della Chiesa e l'inizio del potere temporale dei Papi, che si staccarono così dalla dominazione di Bisanzio. Nel 787, la questione iconoclasta venne risolta con il ritorno all'iconodulia ("venerazione delle immagini") decisa dall'Imperatrice Irene al Concilio di Nicea II, ma gli iconoclasti tornarono al potere con Leone V (813-820), che ripristinò il vecchio bando. I suoi successori, Michele II e Teofilo, mantennero l'iconoclastia (soprattutto Teofilo), ma questa venne poi abolita all'inizio del regno del figlio di Teofilo Michele III nell'843, per opera della madre e reggente di Michele III, Teodora. Vennero però perse le isole di Creta (nell'863, riconquistata solo nel 961) e la Sicilia (conquistata dagli emiri di Kairouan tra l'827 e il 902).

### La dinastia isaurica e la dinastia macedone
Alla dinastia isaurica si avvicendò sul trono di Costantinopoli quella amoriana, originaria della remota provincia della Frigia e appartenente all'aristocrazia militare (820-867). Durante questa fase storica, il principale avvenimento dalla portata duratura riguardò la cristianizzazione della Bulgaria e di gran parte dell'Europa orientale, con la Chiesa di Costantinopoli che sperava di assorbirle pienamente nella propria orbita. A seguito di quella amoriana prese il potere la dinastia macedone, originaria della Macedonia, situata a nord dell'impero bizantino. Dopo varie lotte e incertezze prese il potere Basilio I "il Macedone", che inaugurò una nuova politica più fortemente accentrata. Lui e il suo successore Leone VI aggiornarono il diritto giustinianeo con nuove leggi, una riforma della burocrazia e affrontarono i temi teologici sollevati dal turbolento Fozio. Essi cercarono di ristabilire il controllo in Italia meridionale, ma persero definitivamente la Sicilia. I macedoni monopolizzavano le cariche pubbliche e le rendite fondiarie a danno dei piccoli latifondisti, arrivando, nel corso del X secolo, a una bipolarizzazione tra i pochi grandi latifondisti aristocratici e la massa di piccoli agricoltori impoveriti e pesantemente tassati. Tutti i governatori dei trentadue distretti dell'impero dovevano risiedere a Costantinopoli, dove si accentrava ormai la costosa e rapace compagine imperiale, da dove partivano tutti i processi decisionali dell'impero. Venne potenziato l'esercito per controllare i confini dove minacciavano i musulmani, i bulgari e i principi di Kiev, che vedevano Costantinopoli come un faro di civiltà, ma anche come una ricchissima preda. I successivi imperatori furono totalmente assorbiti dalle lotte contro i nemici esterni, come Niceforo II Foca, che riconquistò Creta e Aleppo tra il 961 e il 962, Cipro, la Cilicia e la Siria settentrionale con Antiochia, venendo poi incoronato per acclamazione. Basilio II cercò di contenere l'aristocrazia, colpendo duramente chi creava problemi, lottò contro i Musulmani e soprattutto contro i Bulgari, vincendo lo czar Samuele e guadagnandosi l'appellativo di "Ammazzabulgari" (Bulgaroctonos).

## Nascita ed espansione dell'Islam

### La nascita dell'Islam
Nel VI secolo, la Penisola arabica era abitata, nelle sue aree centrali e settentrionali, da tribù nomadi indipendenti, mentre in quelle meridionali erano attive, sotto il nome di Himyariti (i latini homerites), gli eredi dei grandi regni sabei, del Hadramawt, del Qataban, di Awsan e dei Minei, tutte culture sedentarie estremamente progredite nelle conoscenze idrauliche e assai attive fin dal secondo millennio a.C. nel commercio dei cosiddetti "aromata", fra cui il famoso incenso, assai richiesti in area mediterranea, mesopotamica e iranica. I beduini, abitanti della steppe arabe, erano invece dediti al piccolo e grande nomadismo a causa del loro speciale modo di sussistenza, basato strettamente sull'allevamento di ovini e di dromedari e sull'assalto di altri gruppi nomadi e delle carovane dei mercanti. Erano politeisti e il santuario di Mecca era forse il più importante centro di incontro sia religioso sia commerciale, quanto meno nella regione del Hijāz.

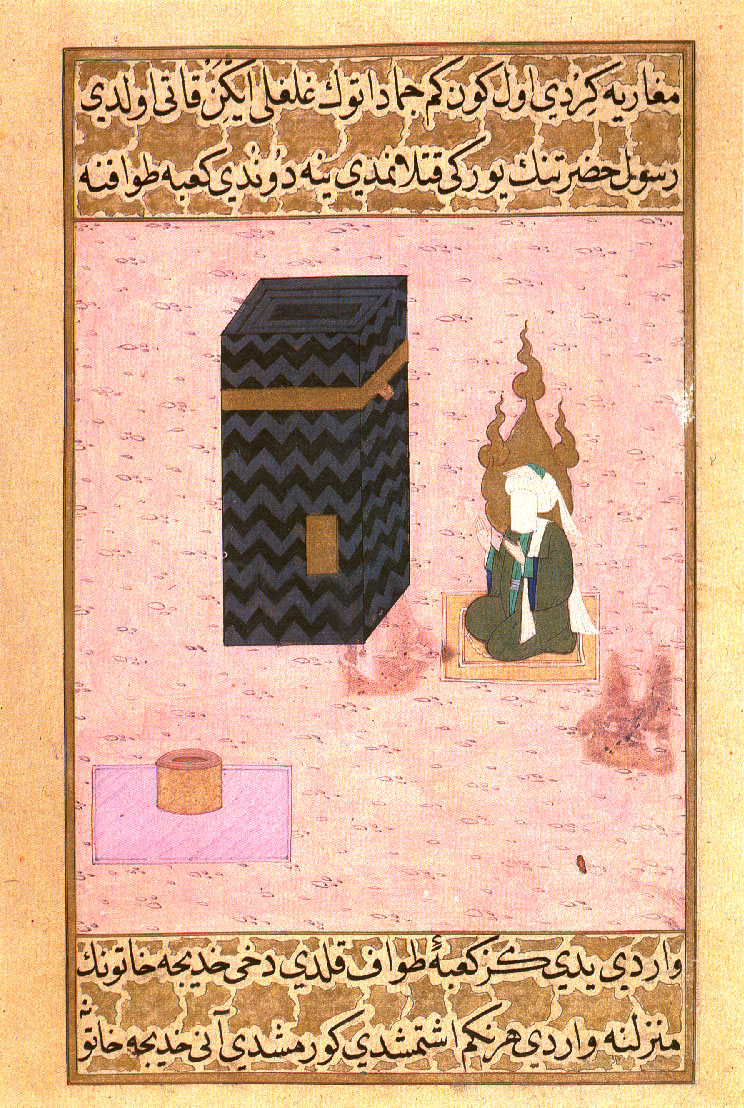
Maometto alla Kaʿba, miniatura ottomana del 1545 circa

All'inizio del VII secolo, Maometto riuscì a fare degli Arabi una nazione, fondando uno Stato teocratico. La tradizione islamica vuole che Maometto fosse nato il 20 aprile 570 alla Mecca, da un'importante famiglia cittadina. Dopo la morte del padre fu allevato dalla madre Amina bint Wahb e, alla morte di costei, dal nonno paterno ʿAbd al-Muṭṭalib b. Hāshim, per essere affidato alla morte anche di questi alla tutela dello zio paterno Abū Ṭālib. Nel 595 sposò una ricca e colta vedova, Khadīja, di circa quindici anni più anziana di lui e titolare di un'impresa carovaniera nella quale Maometto era stato a lungo procuratore. Dopo il matrimonio, che migliorò notevolmente la sua situazione, Maometto svolse il mestiere di mercante. Già entrato in contatto con la comunità ebraica medinese e conosciuti gli esponenti della più rarefatta presenza cristiana nell'area non c'è dubbio che delle due grandi religioni egli abbia conosciuto i principali assunti teorici, anche se è impossibile quantificarne gli apporti, a dispetto di quanti vogliono negare una sua originalità all'Islam per il quale, tra l'altro, è impossibile negare il contributo anche sud-arabico e mazdeo. Quasi sicuramente, durante un suo viaggio, era entrato in contatto con cristiani monofisiti in Siria. La predicazione di Maometto iniziò nel mese di Ramadan del 610, quando, secondo la tradizione tramandata dal Corano, sul Monte Hira, nei pressi di Mecca, al Profeta apparve l'Arcangelo Gabriele che gli parlò inculcandogli la Rivelazione musulmana. Seguirono numerose altre visioni, ritiri spirituali, voci che gli parlavano. Inizialmente Maometto confidò queste esperienze solo a pochi intimi, tra i quali il cugino ʿAlī e i congiunti ʿUthmān b. ʿAffān e Abū Bakr, mentre solo verso la fine del decennio successivo iniziò a predicare in pubblico una rivelazione monoteistica. Egli predicava un Dio unico "Allah" (parola araba che deriva dalla radice <'-l-h>, "divinità"), per il quale era l'Inviato (rasūl) per concludere il messaggio, perfezionandolo, già annunciato nella Bibbia. Le caratteristiche della sua predicazione erano un duro tono apocalittico e una ferma condanna del politeismo che, con i pellegrinaggi alla Kaʿba, era una delle attività più remunerative alla Mecca.
Il 16 luglio 622 Maometto e una trentina circa di seguaci, sempre più invisi ai potenti concittadini, si defilarono dalla città e si rifugiarono a Yathrib (poi chiamata Medina). Fu la vera e propria Egira del 622 che segnò l'inizio dell'epoca musulmana, grazie alla positiva accoglienza della sua predicazione nella città. Nel 624, Maometto scese in campo contro La Mecca con una serie di guerre con alterne vicende. Nel 630 finalmente Maometto, la cui autorità era ormai indiscussa, entrò alla Mecca quasi senza colpo ferire. Sbaragliati gli ultimi coreisciti pagani, all'età di quasi sessant'anni si dedicò, coronato il suo disegno principale, all'espansione della fede islamica nelle terre dei nomadi e semi-nomadi, vale a dire l'intero Ḥiǧāz. Egli accettò comunque il compromesso di mantenere il santuario della Kaʿba, integrandolo nella spiritualità islamica. Morì a Medina nel 632.
La fortuna della predicazione di Maometto fu l'accoglienza positiva che ricevette da tutte le comunità beduine, riuscendo a dare a esse un credo e un'identità comune, sottraendole alla spirale di vendette tribali che comportavano una guerra continua (la quale si mitigò, ma restò comunque endemicamente presente, essendo strettamente collegata alla vita nomadica, alla razzia delle greggi, al possesso dei pozzi, ecc.). I beduini offrirono alla causa islamica tutta la loro fedeltà, il senso dell'onore, la straordinaria audacia guerriera e la frugalità che permisero nel giro di pochi decenni di conquistare un vero e proprio impero. Da un lato si veniva a nobilitare la pratica diffusa della razzia (che per i beduini era un diritto, un titolo di vanto e di sostentamento), dall'altro essa si accostava a una delle norme basilari della nuova religione, il jihād ("sforzo nella direzione gradita a Dio"), che aveva come fine non tanto la conversione, ma l'assoggettamento degli infedeli, tramite il riconoscimento della superiorità araba e il pagamento di un tributo.
Intanto, a Medina, in un'improvvisata riunione si decisero i destini politici della Umma (la comunità islamica), identificando il primo successore di Maometto e "luogotenente" di Dio in terra: il califfo. Egli non era un "re": il re era sempre Dio, che guidava il popolo dei credenti, mentre califfo ne era solo il vicario sulla Terra. Già per disposizione del primo califfo, Abū Bakr, ma assai più per volontà del terzo califfo ʿUthmān b. ʿAffān, furono raccolte le tradizioni orali e i pochissimi appunti scritti relativi al Corano, il libro sacro dell'Islam, ma anche la sua legge, perché nello Stato islamico la sovranità appartiene a Dio. Maometto era riuscito con la sua predicazione a dare unità alle tribù beduine, indirizzando verso l'esterno la guerra violenta che in genere essi esercitavano tra di loro stessi. Il jihād fī sabīl Allāh, lo "sforzo sulla Strada di Dio", erroneamente tradotto come "guerra santa", che viene invocato ogni volta che l'Umma, la comunità musulmana, si trova minacciata nell'esistenza, nella propria libertà e nella sua sicurezza. Per la tarda giurisprudenza islamica esiste un "piccolo jihād" verso il nemico esterno e un "grande jihād" verso i nemici interni dell'uomo, intesi come il peccato, le debolezze e l'inadeguato accordo tra principi teorici e realtà mondane.

### L'espansione islamica
Espansione sotto Maometto, 622-632
     Espansione durante il califfato elettivo, 632-661
     Espansione durante il califfato omayyade, 661-750

Espansione dall'Islam tra VII e VIII secolo
Espansione sotto Maometto, 622-632
Espansione durante il califfato elettivo, 632-661
Espansione durante il califfato omayyade, 661-750

Per un trentennio il califfato fu elettivo, prima di diventare ereditario con la dinastia degli Omayyadi. Furono essi a trasferire nel 661 la capitale da Medina a Damasco. I successori politici di Maometto, i califfi, avviarono una fortunata e rapida espansione territoriale, che seppe sfruttare le debolezze dei due colossi dell'Impero bizantino e persiano sasanide, i quali guardavano ai beduini come a una minaccia tradizionalmente innocua. Nel 637 veniva conquistata Ctesifonte e l'impero persiano, che per un millennio era stato una delle più allarmanti preoccupazione per l'Impero romano, fu cancellato come neve al sole entro il 645 circa. All'impero bizantino vennero strappate le ricchissime e popolose regioni della Siria, Palestina (633-640) ed Egitto (639-646). Dall'Egitto si proseguì fino alla Nubia, a sud, e alla Tripolitania, a ovest. Con la conquista del litorale del mediterraneo sud-orientale gli Arabi ottennero la capacità di creare presto una flotta con ottimi marinai. Nel 655 la battaglia navale lungo le coste della Licia ruppe la tradizionale supremazia bizantina in mare, con una disastrosa sconfitta delle 500 navi capitanate dallo stesso basileus Costante II. La conquista tanto rapida di aree vaste e popolose fu sicuramente dovuta anche alla stanchezza delle popolazioni locali verso il duro e rapace dominio bizantino: gli Arabi infatti offrivano paradossalmente una maggiore libertà religiosa ai cristiani "eretici" (dominavano in queste zone infatti le eresie monofisita e nestoriana, duramente avversate da Bisanzio) e richiedevano il pagamento di un tributo che era decisamente più sopportabile della tassazione imperiale. Una prima crisi dell'Islam si ebbe tra il 656 e il 661, quando ʿAlī ibn ʾAbī Ṭālib, cugino e genero di Maometto, insorse contro il califfo ʿUthmān, fondatore della dinastia omayyade. Entrambi vennero poco tempo dopo assassinati e dai loro seguaci si instaurò la frattura tra sunniti (che riconoscono la Sunna, ossia gli scritti con detti e fatti del Profeta) e gli sciiti (che riconoscono una Sunna diversa quanto a trasmettitori delle tradizioni e che non riconoscono l'autorità califfale dopo quella di ʿAlī ibn Abī Tālib, legittimo successore di Maometto). Tra gli sciiti si ebbe un ulteriore scisma con la formazione del gruppo dei kharigiti, che sostenevano il principio radicale secondo il quale qualsiasi fedele può ricoprire la carica di califfo. Furono i sunniti ad avere la meglio, ed essi fondarono un califfato ereditario spostando la capitale da Medina a Damasco nel 661. Durante l'epoca omayyade si continuarono le conquiste: in Oriente si arrivò fino all'Hindu Kush e al lago d'Aral con la conquista di Kabul e Samarcanda; in Occidente venne conquistata tutta l'Africa del Nord (il Maghreb, dal 647 al 663) fino alla penisola iberica. Entro il 705, il "lontano Occidente" del Marocco era in mano agli arabi e si iniziava il lento e faticoso processo di islamizzazione delle popolazioni berbere. Nel 711 i musulmani misero piede in Spagna, sconfiggendo velocemente i Visigoti e arrivando entro il 720 alla Catalogna e alla Settimania (Gallia meridionale). Anche in questo caso la repentinità della conquista viene spiegata con la complicità della popolazione, in particolare degli ebrei, degli ariani (i re visigoti si erano da tempo convertiti al cristianesimo "romano") e delle fazioni nemiche alla casa regnante.
Al 717, sul fronte orientale, i musulmani avevano posto l'assedio a Costantinopoli, ma la distruzione della flotta araba grazie al "fuoco greco" impedì temporaneamente l'espansione verso la penisola balcanica. L'importante vittoria di Leone III Isaurico venne ridimensionata in Occidente nella storiografia successiva, perché l'imperatore era un eretico iconoclasta. Il mito di aver fermato gli arabi venne tributato invece a un fatto secondario, la battaglia di Poitiers, che ebbe come protagonista Carlo Martello, personaggio del nascente astro della dinastia carolingia. Tra il 718 e il 730 i musulmani conquistarono e razziarono la tutta la Provenza e il bacino del Rodano. Nella penisola iberica frattanto però resistettero focolai di resistenza cristiana, dai quali il goto Pelagio organizzò nel 720 il principato delle Asturie, che circa venti anni dopo si trasformò in regno con capitale a Oviedo (fondata nel 760). Secondo una tradizione molto radicata i musulmani vennero fermati con la battaglia di Poitiers del 732 (o 733) dal merovingio Carlo Martello. In realtà; tale avvenimento ebbe un mito che probabilmente oltrepassò la sua reale importanza storica, grazie alla propaganda della dinastia carolingia, che si sarebbe affermata da lì a poco. Le razzie infatti non terminarono negli anni successivi e si assistette piuttosto a un graduale esaurirsi della spinta araba, forse giunta alla naturale conclusione del processo di espansione. Nel 734, infatti, veniva presa Avignone e contemporaneamente veniva saccheggiata Arles. Nel 737 gli Arabi arrivarono a saccheggiare la Borgogna, dove prelevarono un'enorme quantità di schiavi da portare in Spagna. Carlo Martello era impegnato nelle continue campagne nel sud della Francia, ma i continui doppi giochi di alleanze trasversali e di tradimenti rende impossibile una netta divisione tra i due schieramenti, tanto che ad alcuni Franchi le incursioni musulmane fecero anche comodo, all'interno di una lotta per il potere molto complessa. Nel 751, sul fronte orientale, la battaglia del Talas segnò la spartizione dell'area altaica tra musulmani e Impero cinese della dinastia Tang. L'espansione islamica si andava esaurendo per la fine della spinta e per la stanchezza verso il continuo stato di guerra. Inoltre, nei nuovi territori frutto di incursioni (come la Francia) non c'erano le condizioni di insoddisfazione delle popolazioni o di scontri interni che avevano permesso la rapida conquista di Africa e Spagna.

### I Saraceni in Sicilia

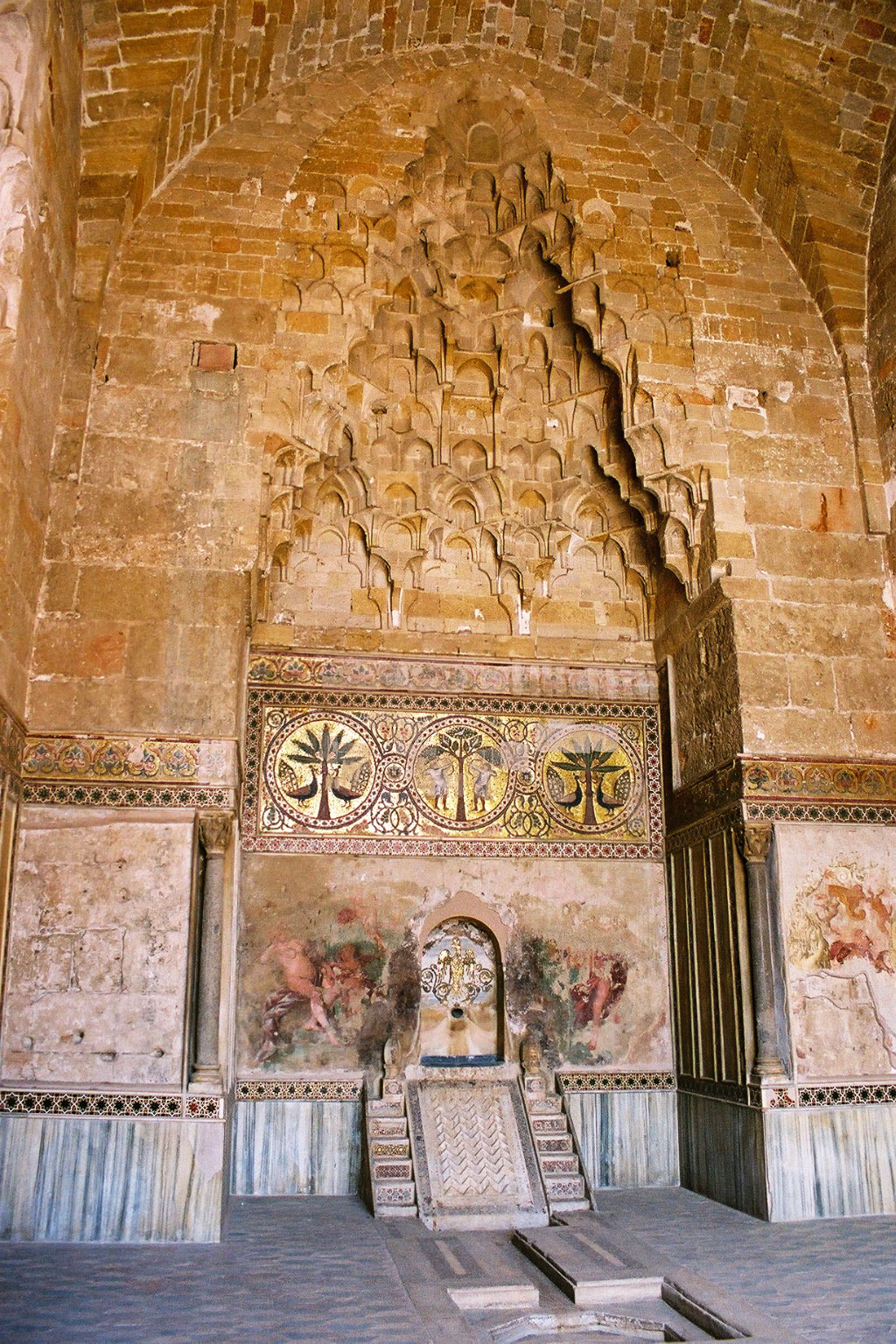
Fontana nel palazzo della Zisa a Palermo

La grande offensiva araba che investì il Mezzogiorno d'Italia nel corso dell'VIII e del IX secolo ebbe come protagonista la dinastia degli emiri aghlabidi. Questi ultimi si erano affermati a partire dall'800 in quella regione chiamata dagli Arabi Ifrīqiya e costituita in pratica dalla Tunisia, da parte dell'Algeria occidentale e da piccole parti della Cirenaica. La penetrazione araba in Sicilia ebbe inizio nell'827, forse sfruttando la fragilità e i dissidi interni tra i bizantini, ma la campagna si rivelò lunga e tortuosa. Se Palermo era stata espugnata nell'831, Siracusa cedette soltanto nell'878 così un emirato che, nell'899, diventò di fatto autonomo per quasi un secolo dal potere dei Fatimidi che, nel frattempo, avevano sostituito in Ifrīqiya gli Aghlabidi.
Mediante una lenta conquista, prolungatasi per tutto il secolo e completata nel 902 con la caduta di Taormina, gli Arabo-Berberi d'Ifrīqiya si insediarono stabilmente in Sicilia, sostenuti con una consistente immigrazione dal Nordafrica e da una riuscita opera di islamizzazione delle popolazioni isolane, soprattutto nella zona occidentale dell'isola. Maggioritario rimase comunque l'elemento latino e greco; non si deve poi trascurare il ruolo delle comunità ebraiche, che abbandonarono l'isola solo molti secoli dopo, per disposizione spagnola. Nel resto del Mezzogiorno, con l'eccezione dell'emirato di Bari, peraltro mai orientatosi verso la costruzione di un dominio regionale, e di quello di Taranto, in Puglia e in Campania, la presenza araba ebbe il significato solo di un'espansione al fine di realizzare bottino. Per questo i musulmani, peraltro talvolta chiamati nel ruolo di mercenari da alcuni signori, come nel caso di Adelchi di Benevento, talora dettero vita a insediamenti stabili funzionali a ospitare basi e a sostenere campagne nell'entroterra e sui mari (in particolare, si ricordino gli avamposti di Agropoli, in Campania o di Santa Severina, in Calabria). Non migliore fortuna ebbero i tentativi di espansione islamica verso la Calabria sul finire dell'VIII secolo.
Il dominio arabo sulla Sicilia ebbe termine nel 1091 per opera dei Normanni. Il periodo della dominazione araba ebbe influssi positivi sull'isola sia in campo economico (introduzione di forme di agricoltura più avanzate con l'eliminazione del precedente latifondo e miglioramento della produttività che contribuì a dare un forte impulso ai già attivi commerci), sia in quello culturale (Palermo conobbe una splendida fioritura artistica e fu ricordata come la principale città islamica del Maghreb, dopo Cordova, per il suo alto numero di moschee, di bagni pubblici hammām e di istituzioni scolastiche).

### La rottura dell'unità islamica

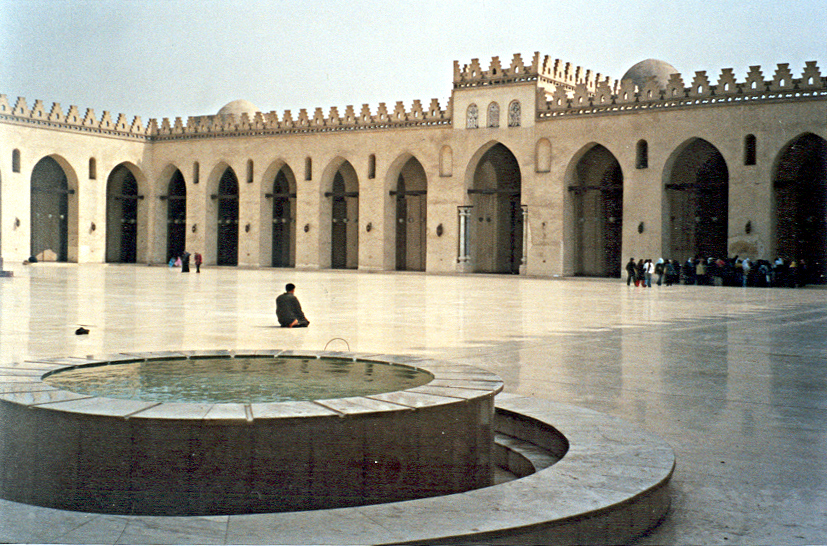
Moschea fatimide di al-Hakim, Il Cairo

Da al-Mansūr ad al-Mutawakkil il califfato conobbe la sua epoca d'oro, con un impero vastissimo che toccava da una parte l'Atlantico e dall'altra penetrava nel sub-continente indiano. L'eccessiva ampiezza fece lentamente esaurire le spinte verso l'esterno, che conobbero un arresto nel terzo decennio dell'VIII secolo. Gli Omayyadi avevano trasformato le conquiste in un impero ereditario, con un'amministrazione fiscale sempre più preoccupata a drenare risorse per forze armate pletoriche e relativamente efficienti e disciplinate. Grandi preoccupazioni causavano gli sciiti e i kharigiti, quando nacque un forte contrasto tra la dinastia al potere e la famiglia degli abbasidi, che sconfissero l'ultimo califfo omayyade in una grande battaglia nel 750. Nel 762 il nuovo califfo al-Mansur inaugurava una nuova epoca con una capitale appositamente fondata, Baghdad, sul fiume Tigri. La scelta spostava notevolmente il baricentro dell'impero verso est ed era un'aperta rivalsa contro la corte degli omayyadi, troppo ispirata a Bisanzio. Un membro della casa omayyade però riuscì a fuggire nella Penisola iberica e a fondare il nuovo emirato di al-Andalus, con capitale Cordova, che riuscì a imporre la propria egemonia su buona parte della Penisola, tanto che nel 929 ‘Abd al-Rahman III assunse il titolo di califfo.
L'enorme dilatazione del califfato e la sempre minor efficienza dell'amministrazione favorirono rivendicazionismi nazionali e, dopo l'autonomia di governo riconosciuta dagli Abbasidi ad Aghlabidi e Tahiridi, si ebbero le prime esperienze indipendentistiche, prima delle quali fu quella dei Tulunidi in Egitto e Siria. Si formarono così, con l'andare del tempo, emirati e sultanati indipendenti, non di rado in lotta fra loro. Tutto ciò moltiplicò le corti dando nuovo respiro all'economia (in grado ora d'investire sul posto e di non essere costretta ad arricchire il solo centro dell'impero), oltre che alla scienza e alle attività culturali, in genere grazie a una vivace committenza da parte dei vari sovrani. Si ebbe così l'autonomia della Tunisia, sotto gli Aghlabidi di Qayrawan (inizio del IX secolo), e quella dell'Egitto, con le dinastie dei Tulunidi (868-905), Ikhshididi (935-969) e Fatimidi. Questi ultimi, dichiaratisi discendenti della figlia di Maometto, Fātima, conquistarono l'Egitto nel 969 muovendosi dall'Algeria, fondando una nuova capitale chiamata Il Cairo e proclamando un califfato sciita che sarebbe durato fino al 1171. Gli Ziridi poi, già sottomessi ai Fatimidi, si impose nell'area dell'attuale Tunisia, Tripolitania e algerina orientale dal 972 al 1167.
Sebbene poi gli altri musulmani rispettassero la formale sudditanza alla dinastia sunnita di Baghdad, ormai il processo di frammentazione era inarrestabile e vide il fiorire di alcune dinastie locali che spesso diedero vita a splendide culture: la dinastia degli Hamdanidi tra Aleppo e Mosul (890-1003), la dinastia dei Tahiridi e Samanidi in un immenso territorio in Asia centrale con capitale a Bukhara (819-999), o i Buwayhidi in Iran (932-1055), che arrivò a governare Baghdad e il territorio tra Siria meridionale, Giordania e Iraq. Alla fine del IX secolo vennero alla luce anche delle eresie, quali quella degli estremisti sciiti-ismailiti, detti Carmati, nel Bahrein, che rese necessario il taglio delle rotte commerciali nel Golfo Persico dirottate nel Mar Rosso e nel Corno d'Africa.

## La nascita dell'Occidente latino
Il riconoscimento formale da parte dell'imperatore di Bisanzio e il titolo di patricius purpureus erano ritenuti importanti dai germanici, in quanto consentivano al re "barbaro" di legittimare il possesso delle terre di cui si era appropriato con la conquista e, soprattutto, di istituire una dinastia che si incaricasse di amministrare questi possessi. Ciò risulta maggiormente evidente nel caso del regno franco dei merovingi e nel regno dei longobardi: il re iniziò ad assumere importanza, oltre che come guida degli uomini liberi dell'esercito-popolo, anche in quanto più importante possessore fondiario, comportando, di fatto una patrimonializzazione della propria carica militare.
Un altro elemento di novità consisté nello sviluppo di un regime di tipo curtense. Innanzitutto è importante osservare che, in seguito allo stanziamento nelle terre conquistate, i capi militari acquisirono almeno due terzi delle terre dell'aristocrazia romana. Nella società germanica, peraltro, iniziò la rottura di una organizzazione sociale teoricamente egualitaria, in cui tutti gli uomini che possono combattere sono liberi: i possessori romani e i nuovi possessori germanici formarono un'aristocrazia fondiaria dai contorni sempre più definiti (a partire soprattutto dal VII secolo), mentre alla popolazione romana già inquadrata nelle ville, legata al padrone da regime colonico, si aggiungevano elementi germanici di rango più basso. Pertanto, la fusione ci fu su due livelli, delle aristocrazie e delle popolazioni rurali, inquadrati nelle curtes. La conseguenza maggiore fu la difficoltà dei capi militari nella tutela dell'ordinamento tradizionale contro una giustizia che il possessore fondiario applicava in modo autonomo, senza ricorrere all'assemblea dei liberi e alla guida della comunità: spesso ricorreva all'impiccagione o ad altre forme di giustizia diretta, senza tener conto delle forme di giustizia consuetudinaria.
In seguito alla divisione dell'Impero carolingio e, in particolare, alle invasioni di Ungari, Arabi, Normanni nel IX-X secolo, le cariche militari tradizionali, in particolare il re, cessarono sostanzialmente di esistere nella forma propria dell'ordinamento germanico. Il potere pubblico, a causa della incapacità del re di convocare il popolo in battaglia contro i nuovi invasori, e a causa della incapacità delle autorità tradizionali di difesa delle comunità minacciate, andò frazionandosi nelle mani dei signori fondiari più intraprendenti, che si appropriarono dei titoli della tradizione germanica, dinastizzandoli, per conferire legittimità alla propria autorità.

### Italia

Croce nastriforme, VII secolo, 10 cm, Verona, Museo di Castelvecchio

I Longobardi erano una popolazione dalle origini incerte; finirono per stanziarsi in Pannonia, da dove partirono per scendere in Italia, al tempo devastata dalla sanguinosa guerra gotica e quindi meno pronta a difendersi da un'invasione.
Il loro arrivo ruppe la fragile pace imposta dalla vittoria di Giustiniano; il nuovo popolo si stabilì in diverse parti d'Italia, principalmente nel settentrione ma anche nel centro (in Toscana e nei territori del ducato di Spoleto) e nel sud (dove fondarono il ducato di Benevento). Animati da spirito di conquista e distruzione, essi non si comportarono da foederati, ma si dettero anche a massacri prima di ingentilirsi gradualmente verso la fine del VI secolo, quando iniziarono anche a convertirsi dall'arianesimo al Credo niceno della Chiesa di Roma. La capitale longobarda era Pavia, dove risiedeva il re, mentre il territorio era amministrato da una trentina di duchi. In ciascun ducato un gastaldo si occupava degli interessi del re, mentre l'aristocrazia era composta da una classe di guerrieri e proprietari terrieri detti arimanni.
Clefi, succeduto ad Alboino, primo re in Italia, impose un durissimo trattamento dei latini. Dopo un decennio di lotte tra i duchi (il cosiddetto periodo dei Duchi) venne nominato re Autari (584-590), quindi Agilulfo (590-615), che sposò Teodolinda, la vedova di Autari, la quale ebbe un ruolo centrale nel processo di conversione del suo popolo, anche per la sua amicizia con il papa Gregorio I. Non tutti i duchi accettarono il nuovo credo e la sua applicazione fu lunga. Con l'editto di Rotari venne messo per iscritto (in latino) il corpus di leggi longobarde, spesso mutuate da leggi germaniche modificate. Per esempio la fehde (la faida), ovvero la vendetta, fu sostituita da una compensazione in denaro. La definitiva conversione avvenne attorno alla metà del VII secolo, quando ormai la società longobarda era profondamente mutata rispetto alle sue origini.
Tuttavia i longobardi non riuscirono a sottomettere l'intera Italia: rimasero in mano bizantina l'Esarcato (ovvero l'attuale Romagna), la laguna veneta, la pentapoli, la valle del Tevere e il Lazio, la Puglia e la Calabria. Gli stessi ducati longobardi del meridione (la Langobardia Minor) erano separati fisicamente dal potere regio di Pavia dal Ducato di Perugia. Nel frattempo, la Venezia marittima, abbandonata di fatto dai bizantini, stava iniziando a percorrere strade autonome che la porteranno a formare in futuro la Repubblica di Venezia.

### Isole britanniche

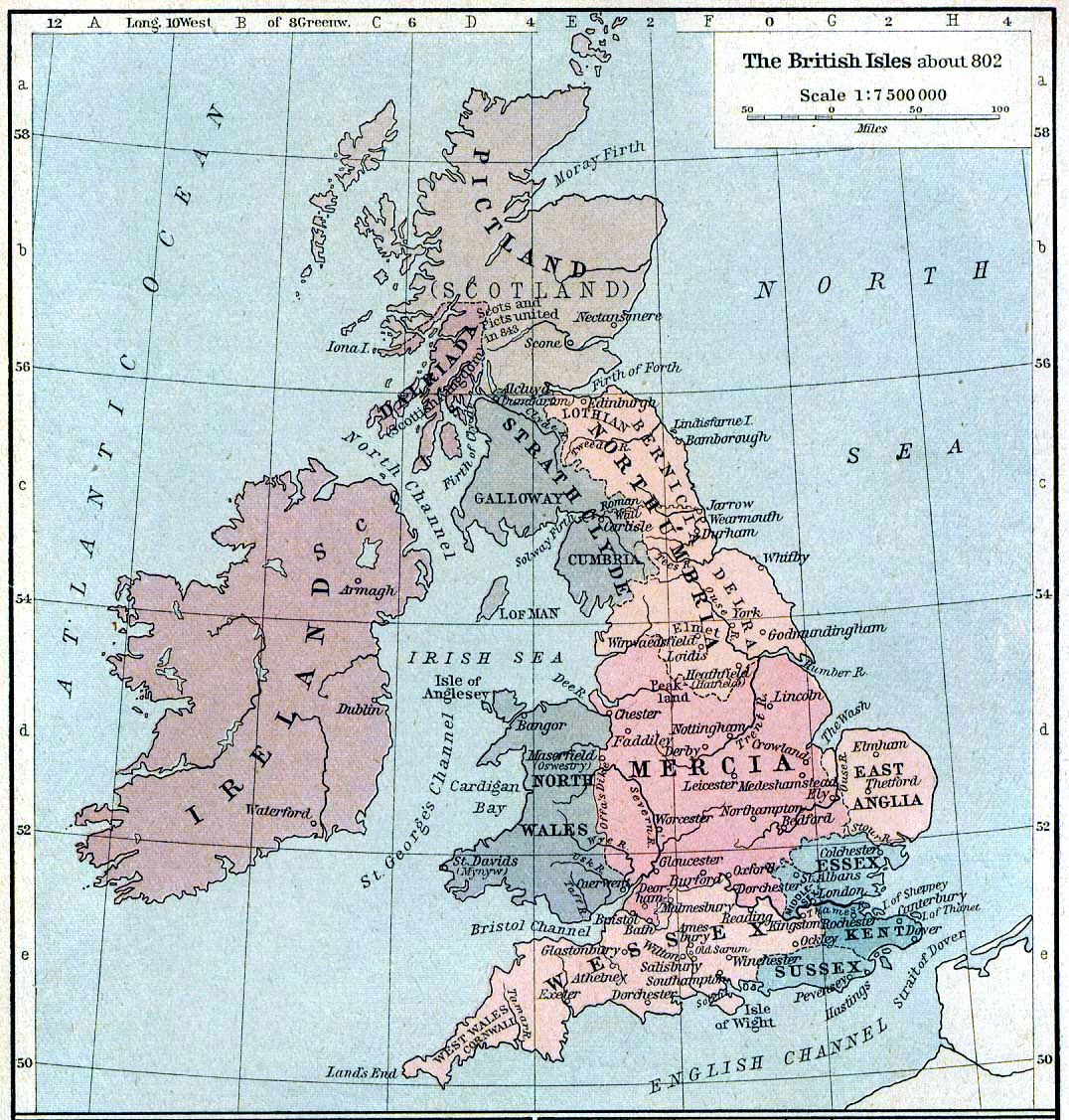
Le Isole britanniche ai tempi dell'eptarchia

La Britannia, abbandonata dall'impero romano, fu invasa nel V secolo da Juti, Angli e Sassoni e cristianizzata tra il V e il VI secolo. Il nord (Scozia), l'ovest (Galles, che fu cristianizzato nel VI secolo) e sud-ovest (Cornovaglia) rimasero occupati dai Celti. I vari regni apparivano spesso in conflitto tra di loro, soggetti a guerre, scissioni e accorpamenti. Una situazione di maggior stallo si determinò nel VII-VIII secolo, quando emerse una situazione poi chiamata eptarchia, cioè dei sette regni: tre angli a est (Northumbria, Mercia, Anglia orientale) e quattro sassoni (Wessex, Sussex, Essex e Kent). Dopo un breve predominio del Kent, prevalse la Northumbria e, successivamente, la Mercia.
A livello religioso, nel VII secolo il prestigio dell'abbazia di Iona faceva propendere per l'egemonia sulle isole britanniche della Chiesa irlandese, diversa da quella di Roma per varie caratteristiche liturgiche, disciplinari e culturali. Fu Gregorio I a inviare dei monaci benedettini che ricollegassero il cristianesimo irlandese a quello romano, in quella che già si poteva chiamare "Gran Bretagna" (la Bretagna francese era ormai un'entità a sé, dopo la migrazione celtica V secolo. Il più famoso di questi monaci fu Agostino, che organizzò le diocesi tra Angli e Juti diventandone primate e insediandosi a Canterbury. Col sinodo di Whitby del 663, la Chiesa britannica completò il processo di fondazione e sottomissione a quella di Roma, organizzandosi gerarchicamente attorno all'arcivescovo di Canterbury. La grande stagione culturale dell'epoca culminò con la figura di Beda il Venerabile.

#### Inghilterra
Data la loro relativa vicinanza alla Scandinavia e alla Danimarca, le isole britanniche soffrirono particolarmente durante la cosiddetta epoca vichinga. A partire dal 793, quando la prima incursione vichinga conosciuta mise a ferro e fuoco l'abbazia di Lindisfarne, uno dei principali centri religiosi della Britannia, i vari regni anglosassoni furono flagellati dalle costanti razzie dei norreni e, quando questi si organizzarono per colonizzare le isole, caddero uno dopo l'altro, permettendo lo stabilimento degli Stati vichinghi del regno di Jórvík e del Danelaw nel corso del IX secolo. Durante i primi decenni dell'invasione vichinga, gli anglosassoni non riuscirono ad opporre un'efficace resistenza, soccombendo alla conquista scandinava; solo il regno del Wessex contrastò con successo gli attacchi vichinghi, e dopo le decisive battaglie di Ashdown ed Ethandun negli anni 870 re Alfredo il Grande costrinse gli invasori ad una tregua e alla spartizione della Britannia in due diverse sfere d'influenza, anglosassone ad occidente e scandinava ad oriente.
Nel corso del X secolo, il potere vichingo sulle isole britanniche venne progressivamente meno, e i successori di Alfredo il Grande erosero in maniera graduale i domini norreni. Decisiva fu la battaglia di Brunanburh del 937, dove una grande coalizione composta da scozzesi e norreni fu sconfitta dagli anglosassoni. In seguito al disastro di Brunanburh il potere vichingo si sgretolò velocemente, e il regno d'Inghilterra fu definitivamente unificato nel 954 dopo le ultime campagne militari di re Edredo. Nonostante la caduta dei principali domini vichinghi, le isole britanniche continuarono ad ospitare una grande popolazione di origini, usi e costumi scandinavi, segnatamente nei gruppi di isole più esterne della Scozia e in parte delle Highlands e dell'Irlanda. Gli attacchi vichinghi contro gli anglosassoni continuarono anche dopo la caduta dei regni scandinavi in Britannia; tuttavia, essi avvenivano perlopiù a scopo politico, poiché i re di Danimarca e Norvegia erano variamente imparentati con la dinastia reale anglosassone e vantavano dei reclami al trono d'Inghilterra. A cavallo dell'anno Mille, l'Inghilterra fu quindi caratterizzata da una situazione di forte instabilità politica, culminata nel lungo, ma stagnante, regno del sovrano Etelredo II, che avrebbe gettato le basi per la successiva conquista normanna a partire dal 1066. Mentre avvenivano questi eventi, altri vichinghi, più precisamente norvegesi, esplorarono a più riprese l'Oceano Glaciale Artico, sbarcando fra X e XI secolo in Islanda, Groenlandia e persino in Vinlandia (il moderno Labrador, in Canada) e colonizzando ognuna di queste regioni.

#### Scozia
La Scozia (all'epoca chiamata Alba), mai conquistata dall'impero romano, era dominata all'inizio dell'Alto Medioevo in gran parte dal popolo dei Pitti, suddiviso a sua volta in numerosi regni (i principali erano Gododdin, Bernicia e Strathclyde, mentre la zona della Northumbria venne presto perduta in favore degli anglosassoni). Inizialmente pagani, a partire dal VI secolo i Pitti furono gradualmente convertiti al cristianesimo da numerosi evangelizzatori, tra i quali san Brendano di Clonfert, san Columba di Iona e san Mungo di Glasgow. I frequenti viaggi dei monaci tra Scozia e Irlanda riportati nelle loro agiografie suggeriscono uno stretto contatto tra le due regioni, e la Scozia fu infatti soggetta intorno al VI-VII secolo ad una forte immigrazione da parte di genti irlandesi di lingua gaelica, gli Scoti, che fondarono il regno di Dalriada e col tempo presero il sopravvento sui Pitti.
Gli scontri tra le popolazioni scozzesi e i vicini meridionali cominciarono fin dall'insediamento di Juti, Angli e Sassoni nel V secolo, ma nel VII furono i Pitti ad essere soggetti al violento espansionismo della germanica Northumbria, che conquistò la parte meridionale della regione e vi fondò la futura capitale Edimburgo. Il potere dei Pitti, attaccati a partire dal IX secolo anche dai vichinghi, andò sempre più indebolendosi, e ciò favorì una loro graduale assimilazione da parte degli Scoti, il cui sovrano Kenneth MacAlpin nell'843 stroncò le loro ultime resistenze, divenendo quindi il primo re di Scozia. Vi fu una forte gaelicizzazione della regione, e l'elemento pitto presto si estinse; inizialmente poco più che signori locali, col tempo i re di Alba riuscirono ad espandere sempre più i propri domini e a creare un grande potentato stabile.
Fin dalla sua nascita, il regno di Scozia dovette difendersi dagli attacchi dei vichinghi, la cui sempre più massiccia presenza nella regione risultò nella fondazione del regno delle Isole, i cui domini comprendevano tutte le isole scozzesi esterne e alcuni salienti nell'entroterra, soprattutto nelle Highlands. L'antica abbazia di Iona, centro del cristianesimo locale, fu ripetutamente attaccata tra il 795 e l'806, venendo infine abbandonata. La presenza scandinava in Scozia rimase ben radicata addirittura fino al Tardo Medioevo e i conflitti con gli scozzesi si dimostrarono frequenti, ma ciò non impedì occasionali alleanze in funzione anti-inglese, come quella conclusa tra re Costantino II di Scozia e il sovrano vichingo Olaf Guthfrithsson, risultata tuttavia sonoramente sconfitta dagli anglosassoni alla battaglia di Brunanburh del 937. La disfatta di Brunanburh indebolì notevolmente la potenza militare scozzese, tanto che la successiva guerra contro l'Inghilterra fu intrapresa solo un secolo e mezzo più tardi.

#### Irlanda
Anche l'Irlanda, allora nota come Ibernia, non fu mai conquistata dai Romani, e per questo le notizie su di essa nella tarda antichità sono particolarmente scarse. La società irlandese del tempo, interamente costituita da tribù celtiche, era tribale e semi-nomade, e l'isola era governata nominalmente da un re supremo, il cui ruolo era tuttavia maggiormente mistico-cerimoniale che politico. Frequenti erano anche le incursioni e le migrazioni verso la Gran Bretagna, tanto che a partire dal V secolo numerosi irlandesi si stabilirono soprattutto in Galles e Scozia, fondando nel primo il regno del Dyfed e nella seconda il regno di Dalriada, i cui abitanti Scoti avrebbero finito col prendere il potere nell'intera regione. La cristianizzazione dell'Irlanda cominciò attorno al IV secolo e fu completata nel VII, e la sua figura più rappresentativa fu di certo san Patrizio. Nella regione si sviluppò quindi una particolare branca religiosa, il cristianesimo celtico, che perdurò ancora per molti secoli.
Anche l'Irlanda soffrì le incursioni dei vichinghi, che a partire dal IX secolo stabilirono numerose colonie lungo la costa, tra cui Dublino. Irlandesi e norreni lottarono lungamente, finché la minaccia vichinga permise agli isolani di coalizzarsi sotto il re supremo Brian Boru, il quale sconfisse definitivamente i vichinghi alla battaglia di Clontarf nel 1014.

#### Galles
Del Galles, abitato principalmente da popolazioni celtiche, è difficile ricostruire la storia antica e altomedievale, data la quasi totale assenza di fonti scritte e la cripticità della mitologia gallese. Il Galles si presentava diviso in molti regni, retti forse dai discendenti del patriziato romano presente nella zona al momento dell'abbandono da parte dell'impero. Fu comunque soggetto per alcuni secoli alle incursioni irlandesi lungo le sue coste, che risultarono nella fondazione del regno gaelico del Dyfed, che sopravvisse fino al X secolo. Di sovrani leggendari dell'epoca come Cunedda Wledig, uno dei principali eroi della mitologia gallese, è praticamente impossibile determinare l'esatta storicità, anche se di certo si tratta di una figura storica reale o comunque composita. La società gallese si fondava essenzialmente sulla guerra, come testimoniato dalle numerose razzie lanciate contro i regni vicini, come quella fallimentare che il regno del Gwynedd intraprese contro la Northumbria nel 634. I gallesi respinsero altresì numerose invasioni da parte dei propri vicini, principalmente gli anglosassoni del regno di Mercia.
Come le altre popolazioni britanniche, anche i gallesi entrarono in contatto coi vichinghi. Pare tuttavia che le relazioni fossero più amichevoli, e che anzi i gallesi spesso si unissero alle scorrerie vichinghe, come accadde per l'iniziale conquista della Britannia e forse per la battaglia di Brunanburh. La bellicosità gallese continuò anche dopo l'apogeo vichingo, tanto che la frontiera tra Galles e Inghilterra fu la prima regione delle isole ad essere incastellata nella prima metà dell'XI secolo, nel tentativo da parte anglosassone di porre un freno alle frequenti razzie dei propri vicini.

### Gallia

#### Dinastia merovingia

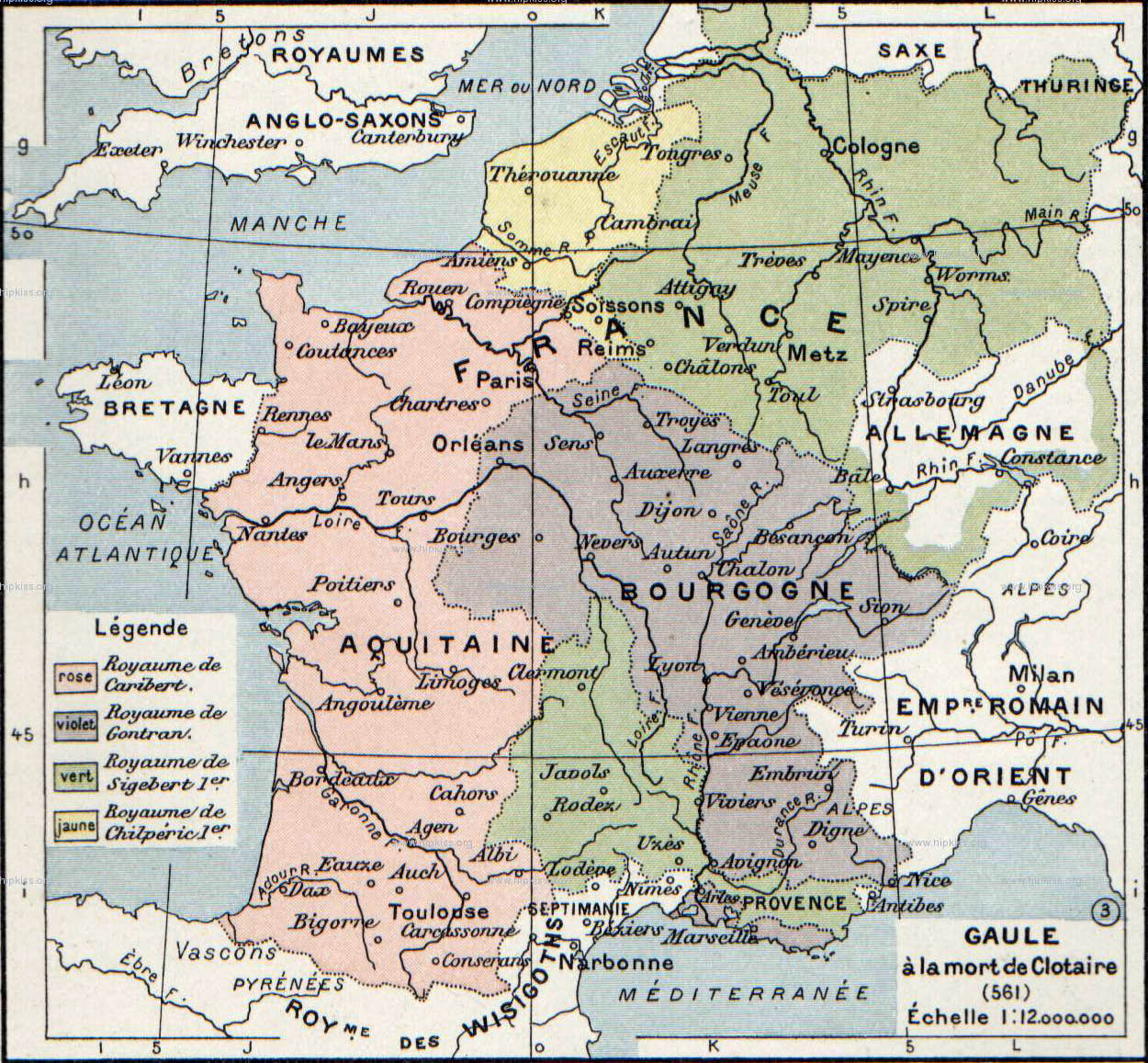
Divisione del Regno di Clotario I

La dinastia regale dei franchi ebbe origine dai Salii (si parla infatti di stirpe salica), gravitanti attorno a Tournai. Dal semi-leggendario Meroveo (secondo la tradizione germanico-pagana di discendenza divina) era nato Childerico, il cui figlio Clodoveo fu il vero fondatore di quella che si chiamò poi dinastia dei merovingi. Salito al potere nel 481, Clodoveo coalizzò le tribù dei franchi e iniziò una politica di espansione a spese di Alemanni, Turingi, Burgundi (con i quali stese un'alleanza) e Visigoti (stanziati nella Gallia del Sud fino al 507, quando furono costretti a varcare i Pirenei), occupando anche l'ultima enclave romana, nella valle della Senna. A conclusione del processo, culminato verso il 490, scelse come propria capitale Lutetia, poi chiamata Parigi. Oltre alle capacità militari, furono la collaborazione con l'aristocrazia gallo-romana e l'episcopato cattolico a garantire ai Franchi il dominio definitivo.
Il regno franco, composto da uno dei popoli meno romanizzati, era l'ultimo ancora pagano in Europa occidentale. Nel 496, Clodoveo I fece una scelta singolare, si convertì imponendo il battesimo al proprio popolo, non però secondo la fede ariana – predominante tra i popoli germanici – ma secondo il credo niceno, accettando dunque la sottomissione solo e soltanto al vescovo di Roma. La scelta ebbe una portata storica estremamente forte, in quanto i Franchi furono di fatto il primo popolo che accettò il primato del vescovo di Roma. Clodoveo in questo modo si assicurò il sostegno del clero ed «eliminò quei motivi di diffidenza e di incomprensione che tante complicazioni stavano creando agli ariani Ostrogoti e Visigoti». Ciò favorì l'integrazione tra l'aristocrazia gallo-romana e la nobiltà guerriera franca; questi ultimi si stabilirono con le loro clientele armate, sfruttando i patrimoni fondiari di cui erano venuti in possesso e fondando nuove chiese e monasteri. Allo stesso tempo risultò fondamentale l'attività dei vescovi, come Gregorio di Tours che scrisse la Historia Francorum.

Il Regno dei Franchi, nel 567, dopo la morte di Cariberto I

Il regno di Clodoveo si frammentò tra gli eredi, secondo le usanze del tempo che consideravano le conquiste territoriali alla stregua del patrimonio personale di beni mobili. I quattro figli maschi di Clodoveo suddivisero il regno in altrettante regioni, che negli anni successivi vennero anche allargate grazie a conquiste verso oriente e verso sud. Nel corso del tempo diversi sovrani acquisirono il controllo totale o parziale dell'intero regno, ma questo fu sempre soggetto alla tendenza disgregatrice coi vari passaggi di successione dinastica. Restavano invece fuori dalla sfera di influenza franca lo stato degli Alemanni (più o meno l'attuale Svizzera), la Bretagna, la Settimania e i Vasconi, ovvero i popoli baschi dell'area pirenaica.
Nel VI secolo, il regno franco era in crisi a causa della continua disgregazione politica e per alcune difficoltà in agricoltura. I re merovingi, per la loro debolezza cronica, vennero infatti chiamati re fannulloni. Il loro potere ben presto si affievolì a favore dei maestri di palazzo, un alto incarico che conferiva il comando dell'esercito e dell'esecutivo; questa carica, nel regno franco, era stata assunta dalla famiglia dei Pipinidi. I Pipinidi man mano emersero a scapito dei re merovingi: nel 687 Pipino di Herstal, dopo aver vinto la battaglia di Tertry ruiscì a guadagnare l'appoggio della nobiltà e divenne così la nuova guida per i franchi; la potenza della famiglia venne rinsaldata dalla vittoria di Carlo Martello nella battaglia di Poitiers sugli arabi e infine definitivamente consacrata con Pipino il Breve, che divenne re dei franchi.

#### L'ascesa dei Carolingi
Alla morte di Carlo Martello (741) la Francia era priva di re (Teodorico IV era morto nel 737 senza eredi), ma non di maggiordomi, coi figli di Carlo Pipino il Breve e Carlomanno più forti che mai. Essi misero sul trono Childerico III, dalla genealogia incerta, eloquentemente soprannominato il re fantasma, essendo solo un fantoccio nelle mani dei pipinidi. Il regno era di fatto comandato da Carlomanno (il nord con Austrasia, Alemannia e Turingia) e Pipino (il sud con Neustria, Borgogna e Provenza). Carlomanno si ritirò in seguito in un'abbazia, così che Pipino si trovò a essere di fatto l'unico uomo di potere. In questo contesto Pipino si decise a fare il passo fondamentale, inviando a papa Zaccaria degli ambasciatori nel 751 per saggiarne la disponibilità a incoronarlo re.

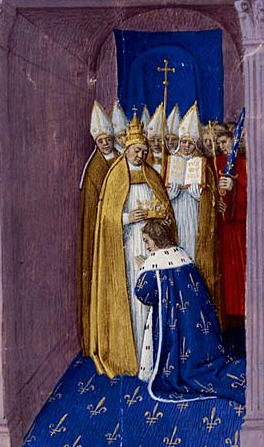
Incoronazione di Pipino III secondo il pittore e miniaturista Jean Fouquet (XV secolo)

Pipino, assodata la disponibilità del papa che proprio in quegli anni era in cerca di alleati contro la minacciosa espansione dei Longobardi verso Roma, fece rinchiudere il suo signore Childerico III, e si proclamò alla testa del regno al suo posto. La fine del regno dei merovingi fu marcata, secondo la tradizione franca, dei "re capelluti", dalla rasatura che venne imposta a Childerico. Pipino diventò così il primo re dei Franchi carolingi, per prima cosa secondo le consuetudini del suo popolo e in seguito per la Chiesa cattolica. Fu cruciale per la storia europea l'atto, giuridicamente illegittimo, dell'incoronazione papale (fino ad allora i re erano stati solo benedetti dal Papa, mentre lo status giuridico a regnare doveva provenire dall'unico erede dell'Impero romano, il sovrano bizantino). È incerto se Pipino cedette una parte dell'Italia centro-meridionale al pontefice, proprio negli anni in cui avvenne la creazione del documento falso della donazione di Costantino. Quel che è noto è che sicuramente il papato intendeva creare un proprio dominio territoriale indipendente. Iniziò con Pipino anche la cerimonia dell'"unzione" regale con uno speciale olio benedetto, un atto estraneo al mondo germanico o romano, che si rifaceva direttamente all'unzione dei Re d'Israele presente nella Bibbia.
Papa Stefano II si recò in Francia per chiedere il supporto di Pipino, che ricevette con la nomina per sé e per i suoi figli a patrizi romani (cioè protettori di Roma), e inviò i suoi eserciti in Italia nel 754 e nel 756, sconfiggendo le truppe di re Astolfo dei Longobardi, riconquistando le terre bizantine dell'Esarcato di Ravenna e della Pentapoli, territori che erano finite sotto la mano del re longobardo Astolfo: si trattava di un'area che comprendeva le città di Forlì e Ravenna fino ad Ancona. Si impadronì di queste terre, ma ne fece dono al papa anziché restituirle ai romei, che protestarono invano contro questo atto di forza. Importantissima fu la cosiddetta donazione di Sutri, avvenuta nel 728 quando il re longobardo Liutprando cedette e regalò a Papa Gregorio II il castello di Sutri; ciò portò alla costituzione dello Stato della Chiesa. La benevolenza del papato e l'energia dei nuovi sovrani cancellarono presto dalla memoria collettiva qualsiasi ricordo di usurpazione.

#### L'impero carolingio

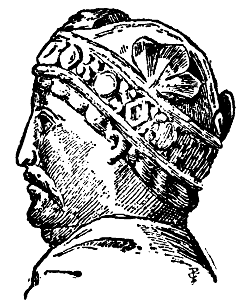
Possibile profilo di Carlo Magno, ripreso dalla statua equestre in bronzo fatta fondere nell'860-870 circa ispirandosi alla statua di Teodorico portata da Ravenna ad Aquisgrana

Carlo Magno, figlio di Pipino il Breve, fu senza alcun dubbio il sovrano che segnò maggiormente l'epoca carolingia, per la longevità del suo regno, ma anche grazie al suo carisma, alle sue conquiste militari (riuscì a estendere il regno dai Franchi a tutta la Gallia, eccetto la Bretagna, alla maggior parte della Germania, all'Italia (nel 774 depose Desiderio, l'ultimo re longobardo) e alla Spagna) e alle sue riforme (nel campo dell'educazione, dell'economia, e l'inizio della restaurazione dello Stato). Carlo condusse diverse campagne militari di successo, specie contro i Sassoni e gli Avari, convertiti a forza al cristianesimo. Un sostanziale fallimento fu invece la sua azione contro gli Arabi di al-Andalus che doveva servire a qualificarlo come "difensore" della cristianità, rinverdendo il passato trionfo del nonno Carlo Martello contro i musulmani nella battaglia di Poitiers. Non solo Carlo dovette rinunciare al suo assedio di Saragozza, vuoi per l'indisponibilità dei cristiani spagnoli di avere Carlo come loro "difensore", vuoi per l'arrivo di inquietanti notizie circa un'improvvisa grave ribellione dei Sassoni, ma la sua retroguardia, nel valicare i Pirenei per tornare in territorio franco, fu decimata dalle popolazioni basche (in parte sommaria cristianizzate ma ancora sostanzialmente pagane) nel famoso passo di Roncisvalle: tale episodio è ricordato nei secoli a venire dalle Chansons des gestes.

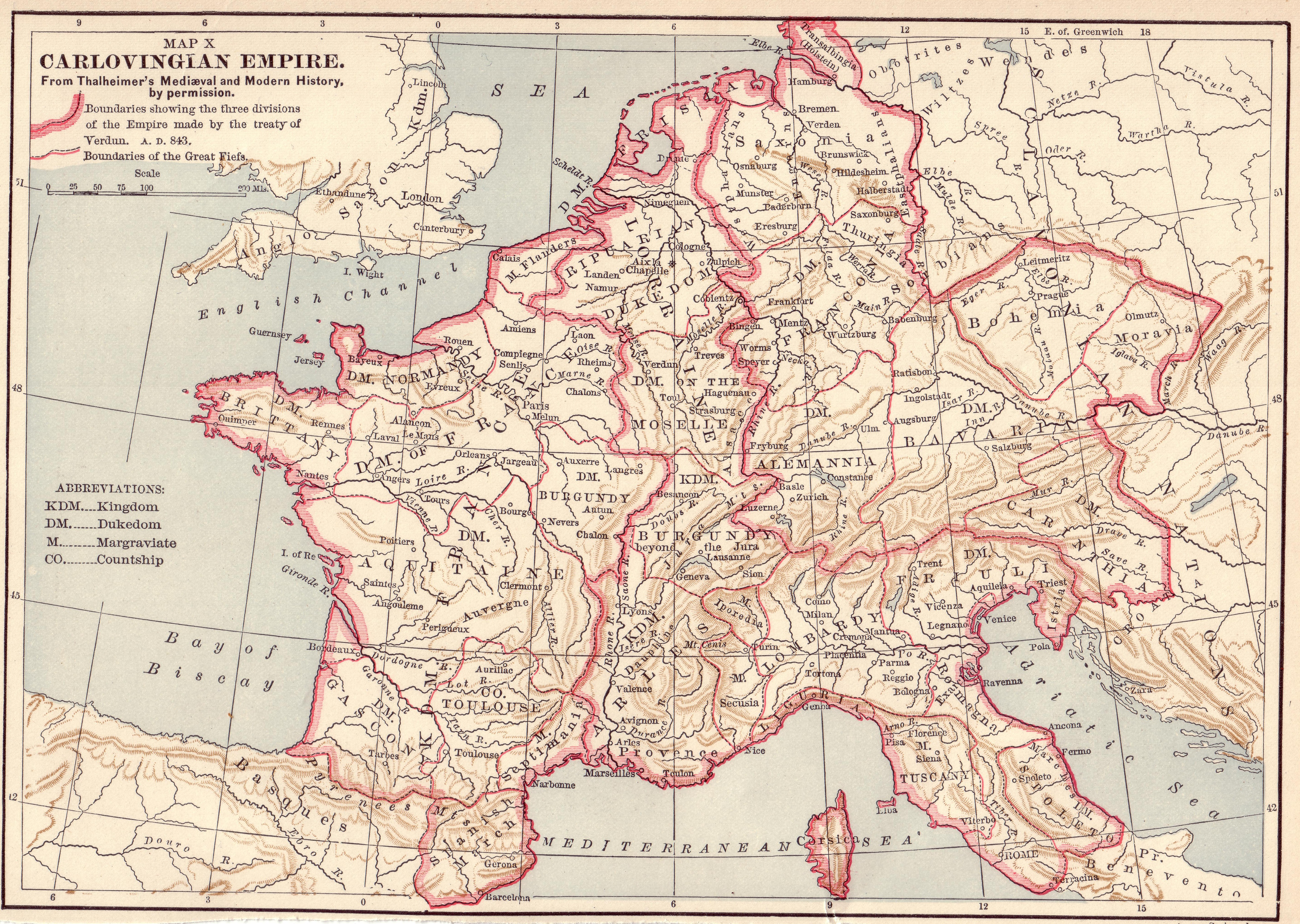
L'Impero carolingio alla massima estensione, con i confini della divisione dell'843

A seguito dei successi riportati contro i Longobardi, si alleò col papa, il quale lo incoronò imperatore il giorno di Natale dell'800: era nato l'Impero carolingio. Giuridicamente, una qualsiasi legittimazione temporale sarebbe dovuta pervenire dall'imperatore bizantino, ma Carlo e il papa agirono nel solco dell'unzione di Pipino il Breve, legittimati dalla pretesa continuità rispetto all'Impero romano rivendicata dal papa e dalla crisi dell'Impero bizantino, dilaniato dalle lotte interne e dall'eresia iconoclasta.
Carlo Magno si pose a capo di una federazione di popoli che conservavano i loro costumi; al fianco di cariche elettive tipiche della tradizione germanica, come quella dei conti e dell'assemblea dei liberi da loro presieduta, non si stravolse l'assetto precedentemente esistente nei territori sottomessi. È il caso dell'Italia, dove, poiché i Franchi erano poco numerosi anche dopo la conquista, rimasero attive le cariche longobarde, ovvero quelle dei duchi, così come in Sassonia prevalsero le autorità proprie di quel popolo. La maggiore differenza rispetto al passato consisteva nel fatto che i conti diventarono i possessori fondiari più importanti, sia per le proprie terre in allodio (di loro proprietà privata), sia per le terre concesse in beneficio, da parte del re o di un altro signore più potente, cui si legavano. Ciò comportò una duplice funzione: carica popolare della tradizione germanica e signore fondiario di vaste curtes, che lo rendeva responsabile di una giustizia, nelle sue terre, di tipo signorile, che proprio egli nella tutela dell'ordinamento tradizionale, doveva combattere. In tal senso, i continui capitolari del re, e gli appelli inviati tramite i suoi emissari, i missi dominici, erano indirizzati ai conti nella necessità di richiamarli al rispetto delle consuetudini nelle loro proprietà.

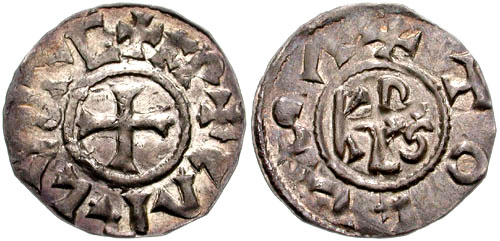
Monete di Carlo Magno

Fu grazie a Carlo Magno che si superò il tradizionale schema dei regni romano-barbarici e si inaugurò un modello di Stato «nuovo e originale», più rispondente alle necessità dell'epoca. A prescindere da quanto rozzi potessero essere stati i meccanismi, non si possono dimenticare i notevoli impegni profusi da Carlo Magno in campo diplomatico (si pensi ai legami intrattenuti con l'impero bizantino e addirittura con il lontano califfo di Baghdad), l'interesse dimostrato in campo religioso e teologico e i tentativi di unificare leggi e sistema monetario.
La presunta centralizzazione dell'Impero carolingio va comunque considerata in base al più frequente legame del re, la cui carica popolare era ora maggiormente legittimata nella nuova veste di imperatore cristiano, con i capi militari. Nel periodo carolingio, il rapporto vassallatico ebbe una funzione importante, ma non costituì un sistema definito (fu decisivo mezzo di ricomposizione territoriale soltanto tra il X e XII), e soprattutto l'ordinamento prevalente, anche sotto Carlo Magno, restò quello tradizionale. Il re inoltre disponeva di cariche importanti come gli scabini - giudici che tutelavano la giustizia tradizionale - e i marchesi (Markgraf). Questi ultimi erano posti alla guida delle regioni periferiche dell'impero, e avevano la funzione di guidare le autorità più importanti, raggruppando più contee, e coordinare la vita militare.
Già con il figlio di Carlo Magno, Ludovico il Pio, la debolezza del potere centrale aveva innescato una deriva dell'Impero carolingio della quale approfittarono le aristocrazie per esercitare il potere in maniera sempre più libera e arbitraria. Con la successione a Ludovico si scatenò tra i figli dell'imperatore una guerra civile, con Ludovico ancora in vita, che fu ricomposta solo dopo la morte dell'imperatore, con la concessione del primogenito Lotario I di terre ai suoi fratelli superstiti secondo la divisione originariamente pensata dal padre (trattato di Verdun, 843). Con la morte di Lotario si avvicendarono sul trono gli altri due fratelli Ludovico II il Germanico e Carlo il Calvo, per poi vedere l'ascesa di Carlo il Grosso, figlio di Ludovico il Germanico. Pressato dalle incursioni saracene e normanne, Carlo fu costretto ad abdicare dall'aristocrazia franca che si rifiutava di obbedirgli, venendo imprigionato e senza alcun erede: nell'888 l'Impero carolingio vacillava già in profonda crisi.

### La società feudale

#### Economia e società tardoantica
Già nel VI secolo la cosiddetta peste di Giustiniano aveva decimato la popolazione delle città, mentre fin dalla tarda antichità continuava il processo di spopolamento con abbandono delle città e dei villaggi nelle campagne in favore di villae difese militarmente, dove i contadini si assoggettavano a un regime di semi-libertà in cambio di protezione. Si calcola che tra VII e VIII secolo la popolazione europea registrò il livello più basso. I nuclei urbani non cessarono mai di esistere, arroccati spesso attorno alla maggiore autorità locale che era il vescovo, unici garanti di una certa attività politica, economica e intellettuale. Il sistema stradale romano si degradò rapidamente, sia per l'incuria, sia per la deliberata distruzione da parte delle popolazioni locali che ormai vedevano le strade come mezzo per facilitare l'arrivo di eserciti nemici e razziatori. Gli spostamenti di lungo raggio ormai si facevano preferibilmente per via fluviale e marittima.
Il paesaggio dell'Europa alto medievale era dominato da boschi, foreste e paludi, soprattutto nelle aree dove c'era stato un forte popolamento germanico, per via dello stile di vita di queste popolazioni, basato su caccia e allevamento brado. Le pratiche agricole erano assai ridotte e con bassissimi rendimenti (intesi come rapporto tra seminato e raccolto), almeno fino all'introduzione del grande aratro a ruote con coltro e versoio, che si ebbe lentamente a partire dall'VIII secolo. Gli animali maggiormente allevati erano i suini, anche se nel mondo romano-bizantino restò la predilezione per gli ovini.
Non si deve confondere l'idea di un contadino alto-medievale con quella del suo corrispettivo basso-medievale: se infatti si può parlare di "contadino" (abitante del "contado", cioè nelle campagne fuori dalle città) esso non era prevalentemente "agricoltore", ma espletava tutta una serie di attività, come quelle di pastore, cacciatore, allevatore, pescatore e raccoglitore di frutti spontanei, che garantivano alla sua dieta una certa varietà in quantità non necessariamente scarse.

#### Economia curtense

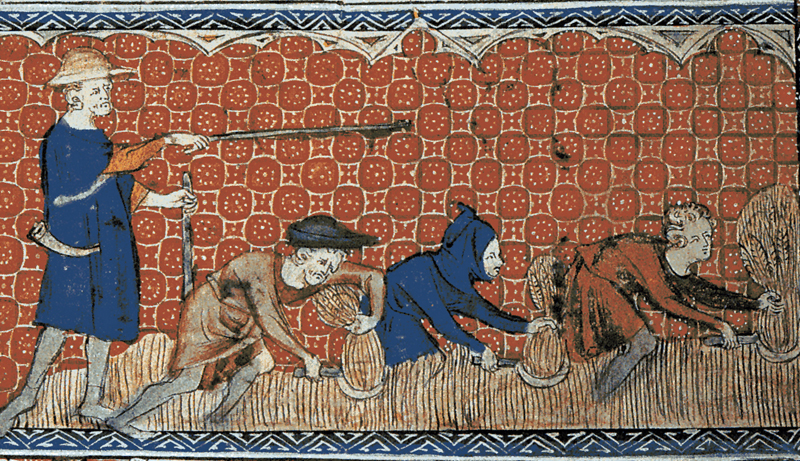
servi della gleba in una miniatura del XIV secolo

Mentre l'impero romano d'Occidente aveva basato la propria economia sugli scambi commerciali, soprattutto marittimi, e sulla vita urbana, gravitando verso il Mediterraneo, il mondo carolingio aveva come base economica l'agricoltura latifondistica, caratterizzata prevalentemente da una produzione di sussistenza. Le curtes erano articolate in base a una distinzione tra la terra direttamente gestita dal proprietario fondiario attraverso manodopera servile direttamente alle sue dipendenze, la pars dominica (terra del dominus), e la terra data in concessione ai coloni, la pars massaricia. Quest'ultima era composta da piccoli poderi, detti mansi, sufficienti al sostentamento di una famiglia (5-30 ettari), concessi in affitto a famiglie di massari liberi in cambio di un canone in denaro o in natura oppure affidati al lavoro dei servi casati. I massari pagavano al proprietario un canone e si impegnavano a effettuare nella parte dominica un certo numero di servizi per il signore, detti corvées. Solitamente, la pars dominica comprendeva un mulino e altri servizi utili alla comunità.
Le curtes non rappresentavano territori compatti, ma risultavano frammisti spesso a possessi di altri signori fondiari, indominicati o in concessione. I "villaggi" erano spesso collocati dove maggiore era la concentrazione di terre frammiste, e riunivano le abitazioni di coloni che rispondevano a diversi signori. Gli scambi erano quasi del tutto inesistenti, malgrado venga valutato in modo piuttosto positivo il ruolo delle eccedenze della produzione fondiaria. Nei villaggi o in centri più consistenti e di nuova formazione erano frequenti piccoli mercati locali, dove lo scambio avveniva prevalentemente tramite il baratto, data la scarsità di moneta. Perciò è indubbia la presenza di scambi spontanei, regionali: d'altra parte, le rotte continentali nord-sud vedevano commercianti musulmani che dalle sponde occupate dell'Africa proponevano beni di lusso e merci pregiate, così come i Frisoni, attivi nella regione moso-renana, e gli Ebrei. In passato, l'economia curtense era ritenuto un sistema totalmente chiuso e autarchico, mentre gli storici contemporanei sottolineano la presenza di un seppur modesto commercio.
In un'ottica più ampia, è a partire dall'inizio del secolo IX, nonostante le invasioni, che iniziò quel movimento che comporterà un aumento della resa agricola e conseguentemente demografico, fondamentale per la rinascita dell'occidente medievale. Certamente, nel periodo carolingio, l'elemento più rilevante, rispetto al quadro desolante dei due secoli precedenti, sembrava limitarsi a una riorganizzazione della produzione agricola nella nascita della villa classica carolingia: le vie di comunicazione erano sempre prive di manutenzione, mentre le vie fluviali e marittime apparivano privilegiate.
Se dall'XI secolo si registrò un aumento nella produzione agricola, ciò non significò inequivocabilmente un miglioramento nell'alimentazione, perché i maggiori terreni coltivati significarono anche una riduzione dell'habitat della selvaggina e dei frutti spontanei, sostituiti dal nutrizionalmente più povero pane. Inoltre, tra il XI e il XII secolo il feudalesimo ridusse la libertà di caccia e pesca, distanziando sempre maggiormente l'alimentazione dei ceti subalterni da quella dei ceti dirigenti. Ciò ebbe come conseguenza un'endemica denutrizione, che alla lunga ridusse le naturali difese organiche e spianò la strada all'epoca delle grandi epidemie.

#### Vassallaggio
Alla disgregazione del potere centrale e al pericolo delle incursioni esterne, la società europea rispose colmando "spontaneamente" i vuoti di potere tramite la rete vassallatico-beneficiaria. Consisteva nella sottomissione di individui (i vassalli) ad altri (i signori), in un rapporto privato che prevedeva reciproci vantaggi: in cambio della fedeltà e del servizio del vassallo il signore concedeva infatti un beneficio, spesso un terreno, ma poteva anche essere di carattere monetario o materiale di altro tipo. Nel caso di terreni più ampi il vassallo poteva ricevere anche diritti giuridici consistenti nell'immunità e nella delega ad amministrare la giustizia e a goderne dei proventi pecuniari.
Il beneficio però restava di proprietà del signore, concesso in possesso al vassallo, che quindi non poteva né trasmetterlo in eredità, né alienarlo. In questo contesto si collocava il Capitolare di Quierzy dell'877 da Carlo il Calvo, il quale concesse la possibilità di trasmettere i benefici ricevuti durante i precedenti regni in eredità, seppur provvisoriamente, fino a che il re non avesse deciso se confermare o riassegnare i benefici. Il Capitolare di Quierzy è invece tradizionalmente considerato come l'inizio del feudalesimo, poiché la scuola giurisdizionalista, di cui Ganshof fu il capostipite, considerava tale capitolare come «la concessione dei feudi maggiori», cosa che, come si è visto, non è vera. Si consideri, inoltre, che il termine feudo è attestato per la prima volta nel X secolo e che il suo uso sistematico risale solamente al XII secolo. Il vero punto di svolta coincise con il 1037, quando, in seguito alla rivolta milanese dei valvassori, l'imperatore Corrado II concesse l'irrevocabilità e la trasmissibilità ereditaria dei beneficia con la Constitutio de feudis. Da quel momento, e non prima, si può cominciare a parlare di sistema feudale, sebbene la sua sistemazione giuridica si ebbe solo nel secolo XII e si consolidò definitivamente nel secolo XIII. Tale diritto, chiamato diritto feudale, sopravvisse tra alterne vicende fino almeno al XVIII secolo.

## Insediamento slavo, bulgaro e avaro
Nel corso del VI secolo, fecero la loro comparsa nei territori bizantini balcanici gli Slavi, invero già stanziatisi nel secolo precedente a nord e a nord-est dei Carpazi e fino al Don. L'origine etnografica dei protoslavi risulta ancora oscura, specialmente a causa della penuria di informazioni conosciute relative a quella civiltà. La maggioranza degli studiosi tende comunque a collocare l'area di provenienza originaria in una regione comprese entro i confini delle attuali Polonia, Cechia, Slovacchia e Ucraina. Occorre comunque ricordare che non esistette una comunità slava primordiale, in quanto essa andò presto a mescolarsi con popoli di culture diverse e, gradualmente, ogni gruppo slavo dell'una o dell'altra regione assunse delle proprie autonome caratteristiche. Non si trattava inoltre di tribù nomadi, circostanza che le distingueva nettamente da quelle protagoniste delle invasioni barbariche: gli Slavi si dedicavano infatti all'agricoltura, all'allevamento e avevano una propria struttura politico-amministrativa, sia pur rudimentale. Nel VI secolo, ovvero quando gli Slavi fecero la loro piena comparsa nella storia europea, tale processo era già in corso da tempo. Si spiega così la lenta ma costante divisione andata formandosi tra Slavi occidentali (Slavi dell'Elba, Polacchi, Cechi, Slovacchi), meridionali (Sloveni, Croati, Serbi, Macedoni) e orientali (Russi, Ucraini, Russi bianchi). Fra il X e l'XI secolo, le differenze in ambito economico, sociale, giuridico e religioso avevano raggiunto una distanza tale da poter far ritenere ogni gruppo a sé stante, in quanto essi avevano comunque una propria peculiare identità, malgrado fossero affini linguisticamente.
Gli Slavi meridionali si insediarono nei territori bizantini dei Balcani tra VII e VIII secolo, dopo avervi compiuto già al tempo di Giustiniano incursioni sempre più frequenti, che tuttavia non avevano messo in pericolo il controllo di quell'area. I successori di Eraclio II dovettero assistere alla perdita graduale di ampi territori nei Balcani, ormai indifendibili rispetto ai continui attacchi nemici. Fu soltanto «in linea alquanto teorica» che alcune tribù, tra cui gli antenati dei moderni croati e serbi, riconobbero la supremazia di Costantinopoli sulle loro terre. La situazione si aggravò all'incirca dagli anni Ottanta del VI secolo, quando la loro pressione si intensificò e si andò a sovrapporre a quella degli Avari, una popolazione le cui origini appaiono incerte (di lingua turca, provenivano dalle steppe a nord del Caucaso ed erano probabilmente mongolici). Gli Avari si stabilirono in Pannonia, rinunciando gradualmente alla propria natura semi-nomade, e vi rimasero per diversi secoli. Il punto di maggiore spinta coincise con l'assedio di Tessalonica (Salonicco) e di Costantinopoli, avvenuto mentre Bisanzio era impegnata in una logorante guerra con i persiani. Ciò impedì ogni seria capacità di reazione e l'insediamento degli slavi comportò, nel giro di un secolo, la completa slavizzazione dei Balcani e la scomparsa di ogni traccia dell'urbanesimo antico e della civiltà greco-latina, soppiantata da un processo di ruralizzazione generale. Il primo storico tentativo di costituire uno Stato slavo coincise con la nascita del regno di Samo, una confederazione guidata per un ventennio, lungo le rive slovacche del Danubio, da un mercante franco di nome Samo e che poi ritornò sotto l'egida avara.
Fu solo sul finire del VII secolo che i romei, liberatisi temporaneamente dal pericolo arabo, tentarono di recuperare in qualche maniera la propria influenza nei Balcani. Qui, intanto, la situazione si era complicata con la conquista, da parte del popolo turco dei Bulgari, della Mesia e in seguito della Tessaglia e della Macedonia, regioni in cui già si erano insediate tribù slave. Fu in quel momento che gli Slavi e i popoli di provenienza asiatica, specie i già citati Avari e i Bulgari, vennero a contatto in modo intenso. Su questi presupposti, ebbe luogo la costituzione di una sorta di entità politica bulgaro-slava guidata da un khan (si parla di sette tribù slave), riconosciuta da Bisanzio ufficialmente con un trattato di pace. Nell'865, sia pur più per scopi politici, il khan bulgaro Boris I accettò di essere battezzato e venne fondata la Chiesa bulgara, assoggettata al patriarca di Costantinopoli, ma che sviluppò anche delle proprie caratteristiche nazionali. Suo figlio Simeone I il Grande visse per un decennio a Costantinopoli, assorbendone la cultura; i suoi successi militari spinsero Bisanzio a concedergli l'utilizzo del titolo di "imperatore subordinato", cioè caesar (contratto secondo la loro lingua in czar, cioè zar), a sottolineare la sua volontà di richiamare la compagine imperiale. Anche la Romania subì diverse contaminazioni esterne, forgiando però con il tempo una propria peculiare identità (si pensi, in particolare, agli albori della lingua rumena, compresa nel novero delle lingue neolatine). Le prime embrionali formazioni politiche rumene (ducati e voivodati) confluirono, secoli più tardi, nel Principato di Valacchia e nel Principato di Moldavia. Un destino differente subì la Transilvania, occupata dalle comunità magiare e confluita nel loro Stato ancora prima del 900.
In alcune delle regioni balcaniche di insediamento slavo (Tracia, Macedonia, Tessaglia, Epiro) si tentò di recuperare le posizioni perdute, alternando terribili massacri a pressioni diplomatiche e intelligenti progetti di acculturazione. Fu la grande distanza geografica tra le varie aree che Costantinopoli doveva presidiare a rendere difficilissime le operazioni di controllo delle regioni. Sicuramente un peso preponderante assunse in questo contesto l'opera di evangelizzazione, con la Chiesa romana e quella bizantina che gareggiarono per la supremazia ecclesiastica. È per questo che taluni studiosi sono soliti distinguere tra «Slavia ortodossa» e «Slavia romana». Una simile frammentazione culturale-religiosa risultò particolarmente evidente in zone di confine, come nel caso della Croazia e della Serbia.
Nel processo di cristianizzazione assunsero un ruolo da protagonisti due missionari bizantini provenienti da Tessalonica, i quali erano di origine slava o comunque la conoscevano, ossia Cirillo (morto nel 909) e suo fratello Metodio (morto nell'885). Non limitandosi alla semplice evangelizzazione, essi stimolarono attivamente la sfera culturale creando una lingua liturgica slava, in cui si sarebbe espressa ben presto anche un'abbondante produzione letteraria. Per questa lingua lo stesso Cirillo creò per la prima volta un alfabeto, il glagolitico, partendo dalla base dell'alfabeto greco corsivo; ad essi seguì l'alfabeto cirillico, da cui sono derivati gli alfabeti russo, bulgaro e serbo. La regione in cui Cirillo e Metodio si erano insediati fu la Grande Moravia, «una dominazione slava autonoma che s'imperniò in Moravia» e si estese anche in Boemia e nelle regioni occupate dagli slavi tra l'Elba e l'Oder, acuendo così i contrasti sussistenti con i franchi in quella regione. Il momento di maggiore splendore coincise con il regno di Svatopluk I (871-894), quando probabilmente tra i vari territori accorpò anche l'alta Vistola, ma la Grande Moravia cessò di esistere a causa dei dissidi insorti tra i successori di Svatopluk e cadde sotto i colpi dei guerrieri ungari. In Polonia, infine, per lo sviluppo di una prima entità di un certo livello occorse attendere l'avvento di Miecislao I (962-992), il quale unì le tribù dei Polani ad altre comunità stanziate nei dintorni, aderì al cristianesimo e diede vita a un ducato sotto la guida della dinastia dei Piast. Verso la fine dell'Alto Medioevo, le comunità che vivevano nella moderna Polonia godevano di una compattezza tale da poter contrastare le spinte germaniche di espansione verso est: è il caso della vittoriosa rivolta slava del 983, verificatasi in Polabia.

## Nuove incursioni barbariche: Ungari, Normanni e Saraceni
Se tra il V e l'VIII secolo le incursioni di popolazioni "barbare" erano state pressoché ininterrotte, esse erano venute prevalentemente da est, con popolazioni di ceppo uro altaico, quali Avari e Bulgari. Una nuova ondata si registrò nel IX secolo, con gruppi non numerosi ma molto agguerriti e affamati di preda, provenienti sia da est (Ungari), ma anche, e questa fu una novità nel panorama europeo, da sud (Saraceni) e da nord (Normanni). Per la prima volta dal tempo dei Vandali le incursioni provenivano dal mare e ciò comportò gravi conseguenze per tutti gli insediamenti costieri, che andò dallo spopolamento alla vera e propria rifondazione in zone interne più al riparo.

### Incursioni ungare
Mentre l'impero carolingio prendeva forma, le migrazioni dei popoli seminomadi continuavano a proseguire. Tra tutte, vi era in particolare una popolazione che si stava muovendo dall'area della steppa pontico-caspica verso l'Europa, quella degli Ungari. Insediatisi durante la prima metà del IX secolo in una regione nota storiograficamente come Etelköz (grosso modo la moderna Ucraina centrale e orientale costiera), i magiari si spostarono gradualmente verso ovest, raggiungendo nell'895-896 la Pannonia sotto la guida del loro capo Árpád e completando in tempi abbastanza brevi la conquista del bacino dei Carpazi (honfoglalás).
Raggiunto quel territorio che oggi corrisponde all'Ungheria e alla Transilvania, le loro abitudini non mutarono con lo stanziamento, tanto che eseguirono innumerevoli incursioni nell'Europa carolingia sia in direzione della Germania sia della Francia, dove intorno al 937 raggiunsero i dintorni di Parigi. Fu colpita anche l'Italia, con gli Ungari che nell'899 raggiunsero Pavia e causarono devastazione nella pianura padana. Addirittura, nel 922 e nel 947 raggiunsero sia la Campania sia la Puglia. Le razzie si manifestarono in maniera periodica nella prima metà del X secolo, toccando finanche la Spagna (943) e il Belgio (954). Ne sono state contate almeno tredici per l'Italia, dodici per la Baviera, dieci per la Sassonia, nove per la Borgogna.
Fu principalmente la polverizzazione dell'impero carolingio a far sì che i guerrieri ungari trovassero terreno fertile per le loro operazioni, i quali sfruttarono la propria posizione predominante per ricevere il pagamento di cospicui tributi, a patto di non attaccare. A salvarsi dall'orda furono il più delle volte le grandi città, in quanto gli abili arcieri e cavalieri ungari non erano preparati a sostenere lunghi assedi, preferendosi concentrare su attacchi fulminei e a sorpresa. Oltre alle campagne e agli insediamenti di dimensione medio-piccola, furono vari i monasteri che soffrirono le razzie e persero ricchezze e oggetti di culto ancora oggi considerati perduti. Quando venne eletto al trono il duca sassone Enrico detto l'Uccellatore (919-936), questi seppe dare una risposta forte a tali problemi promulgando una riforma amministrativa e militare del regno, oltre a fare edificare una serie di fortezze che fungessero da centri difensivi, amministrativi, politici ed economici (un po' come erano state le abbazie al tempo di Carlo Magno). Grazie ai suoi successi, i duchi tedeschi decisero di eleggere dopo di lui suo figlio, Ottone. Abile sovrano, egli era riuscito a prevalere in una guerra durata quindici anni contro la vicina Boemia, costringendo il duca locale Boleslao I a giurargli fedeltà. Fu anche grazie a questo risultato che poté avvalersi del supporto boemo quando sconfisse, in maniera decisiva, gli Ungari nella battaglia di Lechfeld del 10 agosto 955. A seguito di questo scontro, la spinta magiara gradualmente si ridusse fino a esaurirsi del tutto e quella popolazione che una volta era seminomade si adattò alle abitudini del resto del continente. Il completamento di questo percorso avvenne quando, nel 1000 o nel 1001, il sovrano ungaro di nome Vajk (il futuro Santo Stefano I) si convertì al cristianesimo e ricevette la corona di re da parte di papa Silvestro II. Il regno d'Ungheria sopravvisse in maniera indipendente fino al 1538.

## L'Europa nord-orientale
I rinnovati commerci nel continente europeo videro la comparsa sulla scena di aree un tempo escluse dallo scacchiere economico-politico, come le estremità nord ed est verso la Scandinavia e verso la Russia. Dal X secolo nacquero numerosi centri nuovi, che fecero da propulsori alla cristianizzazione e allo sviluppo delle ampie aree che andavano dalle coste del mare del Nord fino ai grandi fiumi russi. Tipicamente queste città non avevano mura in pietra, ma terrapieni e palizzate, ed erano strutturate con due centri: un castello o fortezza dove risiedeva il signore locale e dove si trovava la cattedrale, e una zona mercantile con i fondachi e i depositi delle merci. Nuove città del genere si trovano da Quentovic, nelle Fiandre, fino a Novgorod, in Russia. Quest'ultima nel nome porta il carattere di "nuovo" che caratterizzò le nuove fondazioni urbane. Le nuove città avevano spesso un regime fiscale privilegiato, poiché era nell'interesse dei signori locali lo sviluppo di zone spopolate con il conseguente aumento delle colture, in zone già boscose o paludose, delle derrate alimentari e della ricchezza in generale.
Nelle zone già appartenute alla confederazione dei sassoni i conquistatori carolingi fondarono nuove città (come Amburgo) o potenziarono quelle esistenti (come Brema). Da qui, Ludovico il Pio istituì diocesi che ebbero il compito di organizzare le missioni per evangelizzare la Danimarca, la Scandinavia e le regioni orientali.
Nelle monarchie nordiche le conversioni procedettero costantemente, ma non in maniera forzata, con battesimi di massa, essendo il re deponibile dall'assemblea (il Bund) per questo non in grado di imporre variazioni culturali e religiose troppo drastiche. Per esempio in Svezia re Olav si convertì nel 1008, ma non poté fare altro che agevolare le missioni; ciò fece scattare la reazione dei tradizionalisti pagani, che si strinsero attorno al tempio di Uppsala, timorosi che alla conquista culturale avrebbe seguito una perdita di indipendenza anche politica. Il tempio fu distrutto solo nel corso dell'XI secolo. La Finlandia invece fu cristianizzata con l'invasione svedese del XII secolo di Erik IX.
Più conflittuale fu la colonizzazione del Baltico, con la concorrenza tra tedeschi e scandinavi, i quali spesso distrussero le città rivali dopo aver fondato le proprie. Di solito ebbero la meglio gli scandinavi, ma i nuovi centri, alcuni dei quali oggi difficili da individuare, declinarono a partire dall'XI secolo, forse per l'agguerrita concorrenza commerciale tedesca.
La dinastia ottoniana aveva fondato numerose città anche sul confine orientale della Germania, la più importante delle quali era Magdeburgo: distrutta dagli slavi, venne rifondata nel 962 da Ottone I. Divenuta sede arcivescovile, vi si formò Adalberto di Praga, il vescovo che fu martirizzato mentre tentava di convertire gli slavi dell'Oder. A egli seguirono però altri missionari, ai quali seguì infine una campagna militare che li decimò.

### La Chiesa greca e l'evangelizzazione dell'Europa orientale
Tra gli obiettivi della dinastia amoriana sul trono di Costantinopoli vi fu l'evangelizzazione delle genti slave, dai quali si aspettavano di ottenere un più ossequioso rapporto con l'Impero bizantino. Già al tempo di Michele III due fratelli di Tessalonica, Cirillo e Metodio, avevano iniziato la cristianizzazione della Grande Moravia traducendo la Bibbia in un dialetto slavo della Macedonia, il paleoslavo, ovvero la lingua sacra degli slavi evangelizzati. Essi crearono un nuovo alfabeto elaborato a partire da quello greco, il "glagolitico", detto poi, proprio da san Cirillo, cirillico. Nell'865 il khan bulgari, Boris I di Bulgaria, accettò di essere battezzato e venne fondata la Chiesa bulgara, assoggettata al patriarca di Costantinopoli, ma che sviluppò anche delle proprie caratteristiche nazionali. Boris assunse allora il titolo di "imperatore subordinato", cioè caesar (contratto secondo la loro lingua in czar, cioè zar), a sottolineare la sua volontà di entrare nella compagine imperiale.

### La nascita della Rus'
Ancora più importante della conversione dei Bulgari fu per la Chiesa greca l'evangelizzazione dello sterminato territorio tra il mar Baltico, il Volga e il Dnestr, abitato dagli slavi orientali e divenuto poi terra dei Rus' (in futuro detta Russia). Nell'Alto Medioevo vi si trovava una serie di principati attorno a varie città-mercato governate da principi-guerrieri. Queste città erano state fondate dai variaghi dalla Svezia, dei mercanti-marinai-predoni che risalivano i fiumi compiendo redditizi commerci che, passando dal Mar Nero, sfociavano fino a Costantinopoli. Nella zona orientale dell'immensa pianura al di sopra del mar Nero un principe variago, Rjurik, verso la fine del IX secolo riuscì a pacificare le popolazioni slave e finni, fondando Novgorod ("Città Nuova"), il cui nome rivela l'influenza slava. I suoi successori Hoskuld e Dyri si spinsero più a sud, fino alla città-emporio Kiev, al centro di numerosi traffici commerciali tra i quali la via dell'ambra, lungo la quale si scambiavano anche legname, cera, miele, resina e pellicce. Nell'860 i variaghi tentarono di attaccare Costantinopoli, che vennero respinti e divennero da allora oggetto di attenzione per i basileis, che iniziarono a reclutare alcuni di loro come guardie di palazzo.
Un nuovo attacco e un nuovo accordo tra bizantini e variaghi si ebbe col principe di Kiev Igor', che dopo il 944 permise l'arrivo di missionari greci nelle sue terre. Il processo di conversione al cristianesimo orientale fu graduale e culminò nel 957 con il battesimo della vedova di Igor, la principessa Olga. In seguito, nacquero delle leggende secondo le quali Igor avrebbe chiamato al suo cospetto rappresentanti di tutte le religioni dell'epoca (ebrei, musulmani, cristiani latini e cristiani orientali), scegliendo quella più adatta al suo principato. Più tardi Svjatoslav I ampliò il principato, conquistando il "khanato" dei Cazari e respingendo a sud del Danubio i Bulgari, ma morì in battaglia contro la popolazione turco-mongola dei Peceneghi. Seguì un periodo di frazionamento, che terminò con la riunificazione di san Vladimiro, battezzato nel 968 e maritato alla principessa bizantina Anna, sorella di Basilio II. A quell'epoca Kiev divenne una grande capitale, sede metropolitica e centro di irradiazione culturale e cristiana per il territorio circostante. È da allora che si può iniziare a parlare di Rus'.
A Vladimiro successe Jaroslav il Saggio, che sottomise il khanato bulgaro del Volga, strinse rapporti diplomatici con i bizantini e con i polacchi e pose le basi giuridiche del Codice Russo, una mediazione tra leggi giustinianee e diritto consuetudinario slavo. A Kiev e Novgorod il monaco Ilarione fondò importanti scuole di copisti e di traduttori. Jaroslav si avvalse dei boiardi, proprietari terrieri a capo di gente armata, simili ai vassalli dell'occidentale. Dopo Jaroslav si ebbe una nuova frazione in principati (di Kiev, di Novgorod, di Vladimir e di Rjazan'), con un lento decadere culturale e politico di Kiev (tra XII e XIII secolo), mentre la città di Mosca veniva fondata nel 1147.

## La cultura altomedievale

### La rinascita carolingia

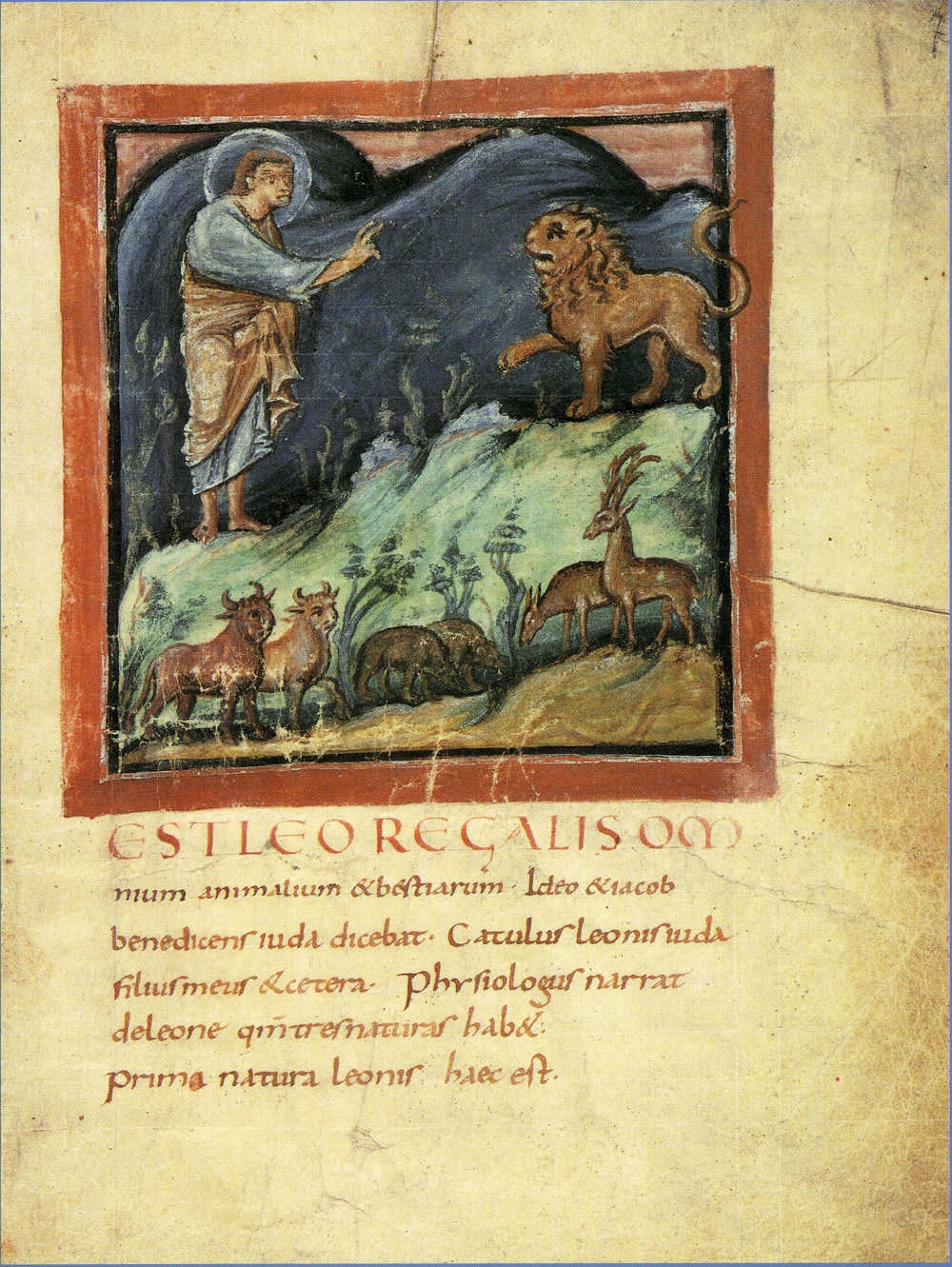
Pagina del Fisiologo di Berna, in minuscola carolina

Carlo Magno sostenne una ripresa culturale (rinascenza carolingia), favorita dall'influenza della cultura anglosassone, che si concretò nell'istituzione della Schola Palatina, presso il palazzo reale di Aquisgrana: fu favorito l'insegnamento delle arti secondo la divisione nel trivium, e nel quadrivium, in un rinnovato interesse per gli studi classici. In generale ripresero vigore le scuole presso le sedi vescovili, le scuole cattedrali, e nei monasteri. I più importanti autori contemporanei (e vicini) a Carlo Magno sono ricordati prevalentemente per opere storiche: Eginardo, scrisse un’importante (e anche l'unica) biografia di Carlo, la Vita Karoli, in cui il sovrano è tratteggiato prevalentemente secondo la tradizionale regalità germanica; e Paolo Diacono, longobardo, che fu autore dell'Historia Langobardorum, opera fondamentale per la storia del regno longobardo. Alcuino di York, fu importante per la direzione della Schola Palatina.
È nel periodo carolingio che venne elaborata una nuova forma di scrittura, la minuscola carolina, per facilitare il lavoro di copia degli amanuensi e la lettura dei testi essenziali, costituendo la base di ogni successiva corsiva minuscola.

### IlCorpus iuris civilis
Se sul piano militare, demografico, economico e sociale le politiche di Giustiniano furono degli insuccessi, almeno parziali, egli conquistò una fama duratura per la sua rivoluzione giuridica, che organizzò il diritto romano in una forma e uno schema organico che rimane alla base della legge di diverse nazioni odierne. Il Corpus iuris civilis era formato dal primo Codice (Novus Iustinianus Codex), Digesto (Digestum, seu Pandectae, raccolta degli iura, cioè le opere di giuristi presieduti dal grande giurista Triboniano), le Istituzioni (Institutiones Iustiniani sive Elementa, destinate all'insegnamento del diritto nelle scuole) e il secondo Codice (Codex repetitae praelectionis, ovvero il Codice vero e proprio con la raccolta delle leges imperiali), con il quale le nuove leggi si armonizzavano con quelle antiche.

### L'apporto culturale arabo

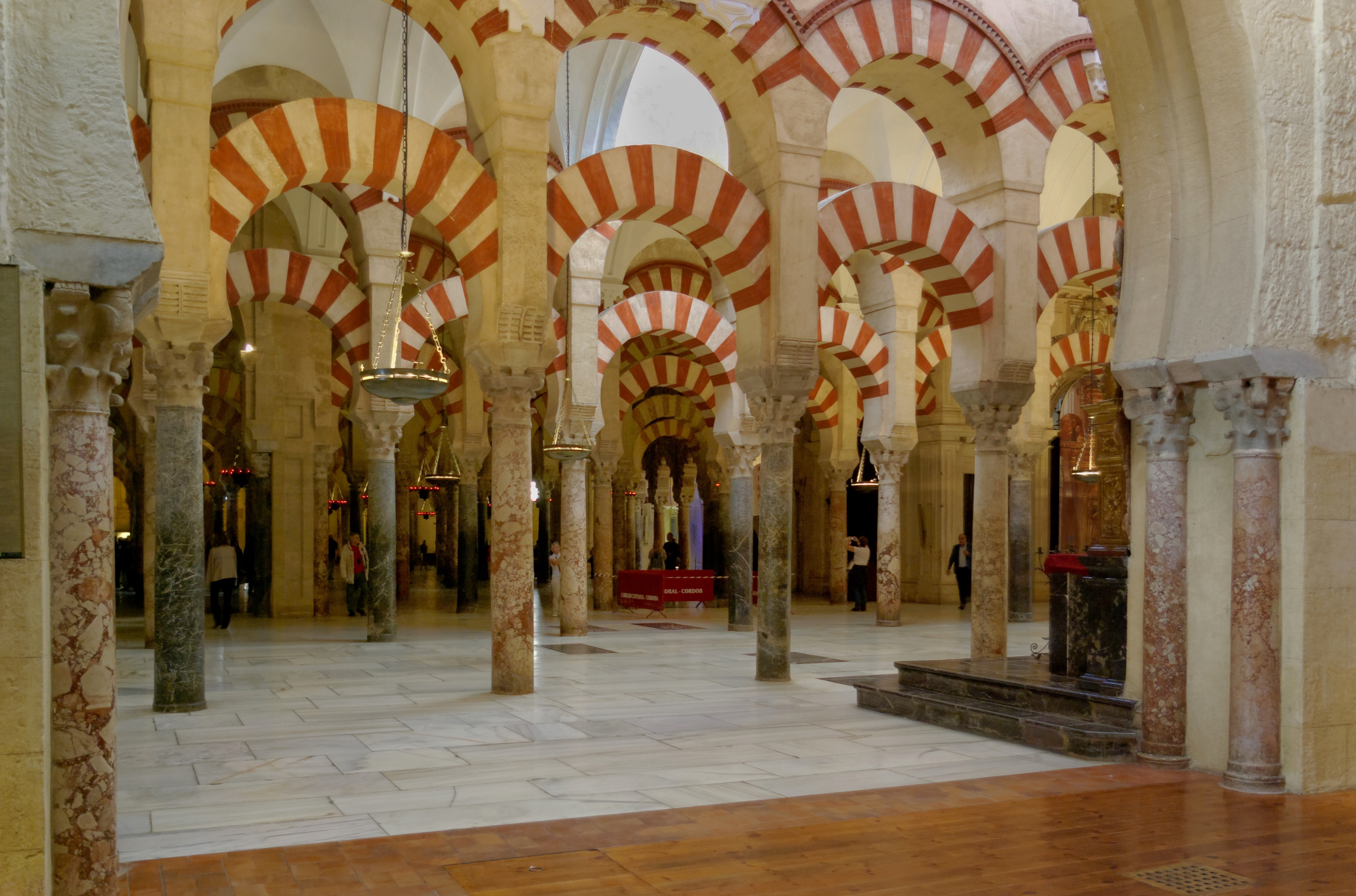
La Grande moschea di Cordova (interno)

L'elemento arabo-berbero (senza dimentichare anche il lascito persiano) portò all'Occidente cristiano nuove conoscenze tecnologico-scientifiche, specie nell'agricoltura, con l'introduzione di non poche piante del tutto sconosciute (canna da zucchero, carciofo, riso, spinaci, banane, zibibbo, cedri, limone, arancia dolce o cotone, come pure spezie di vario tipo, quali la cannella, i chiodi di garofano, la noce moscata - ossia di Mascate - il cardamomo, lo zenzero e lo zafferano). Avvenne altresì la reintroduzione di colture abbandonate dalla fine del cosiddetto periodo classico "antico" (innanzi tutto l'ulivo e l'albicocco). Furono introdotte poi le tecniche costruttive dei mulini ad acqua e a vento, la carta (di provenienza cinese), e tecniche bancarie quali l'assegno e la lettera di cambio, senza dimenticare il formidabile apporto nella scienza della matematica, quali l'algebra o la trigonometria, il sistema decimale (elaborato in ambito indiano) o il concetto di zero. I musulmani svilupparono grandemente la medicina, le scienze naturali, l'alchimia (genitrice della moderna chimica) e l'astrologia, con gli annessi studi astronomici (da ricordare l'introduzione dell'astrolabio). Anche nella filosofia il loro apporto contributivo per l'Europa continentale fu di capitale importanza grazie sia alle traduzioni da essi approntate o da essi commissionate, sia all'interpretazione o reinterpretazione dei grandi filosofi dell'antichità. Vennero nuovamente divulgati o riscoperti non pochi testi di filosofia e di pensiero scientifico prodotti sia in età classica sia in età ellenistica. Grazie a tali traduzioni l'Europa occidentale e centrale (che aveva quasi del tutto cancellato il ricordo del retaggio culturale espresso nell'antichità classica in lingua greca) tornò in possesso di opere da tempo trascurate e a rischio di totale oblio. I musulmani sotto dominazione abbaside, fatimide e andalusi crearono biblioteche e strutture d'insegnamento pubbliche che - come nel caso di Cordova - costituirono di fatto le prime università del Vecchio Continente, alimentate dal sapere della cultura persiana antica, da quella indiana e da quella greca ed ebraica. In Occidente la fama di medici quali Avicenna e Razī divenne duratura, tanto che i loro lavori divennero libri di testo fino al XVIII secolo, mentre di notorietà non minore fruirono gli studi di filosofi quali Averroè (che di Aristotele "il gran Comento feo", diceva Dante Alighieri) e Geber, considerato per secoli anche in ambito cristiano il più grande alchimista.

## La Chiesa altomedievale

### Il monachesimo e l'opera di evangelizzazione

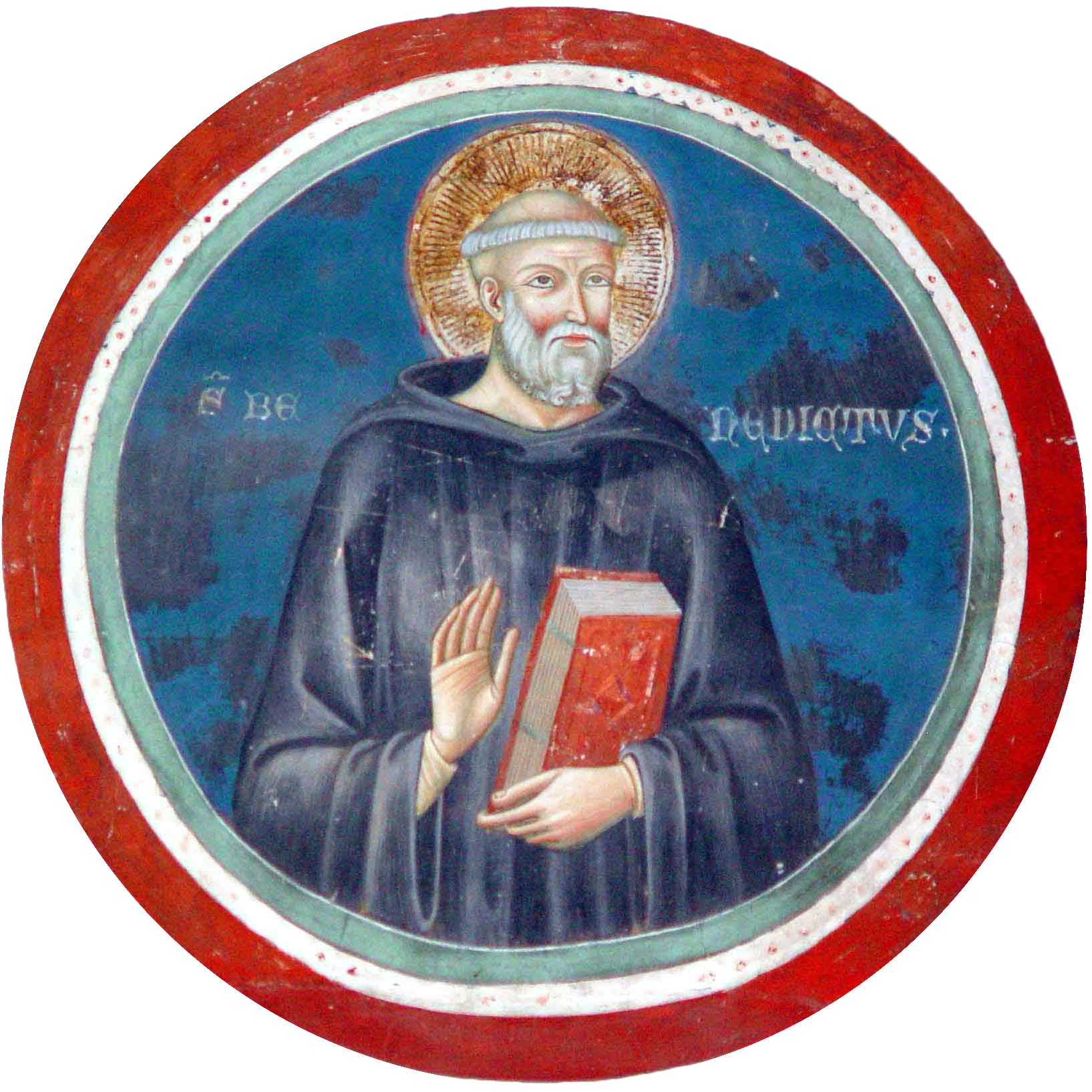
San Benedetto da Norcia, affresco nell'abbazia territoriale di Subiaco

La Chiesa consisteva essenzialmente in una federazione di chiese episcopali riunite in province metropolitane: i vescovi designavano il clero locale, spesso in accordo con le autorità civili, di cui erano la guida suprema, e si consultavano con altri vescovi nei sinodi provinciali sulle questioni liturgiche e legate alla disciplina.
Spesso, tuttavia, i vescovi rispondevano a un capo politico, come il re visigoto, che era riuscito a legare a sé l'episcopato e riusciva a riunire tutti i vescovi del regno visigoto. L'importanza di questi ultimi assunse livelli talmente elevati da condizionare la scelta dei nuovi sovrani. Il vescovo di Roma, diversamente dagli altri, andava acquisendo maggiormente quel ruolo di guida della gerarchia ecclesiastica che lo portò a frequenti confronti in materia teologica con la Chiesa ortodossa, come la questione dell'iconoclastia nell'VIII secolo.
Nel VI secolo in Europa si diffuse il monachesimo, un'istituzione dai tratti originali, che si presentò come una novità rispetto alla tradizionale società cristiana fondata sul dualismo tra il clero e i fedeli. Fondamentale fu l'attività di Benedetto da Norcia, che nel 529 si stabilì a Montecassino e istituì una Regola comune di vita cenobitica che nel corso dei secoli venne impiegata in tutto l'Occidente: il lavoro manuale divenne elemento importante nel percorso della comunità monastica. L'impostazione delle comunità era molto diversa da quella bizantina: in Italia era incentrata su un sereno equilibrio tra vita spirituale e vita manuale quotidiana, a differenza dei modelli orientali incentrati sull'esperienza mistica e ascetica.
L'esperienza monastica aspirava al raggiungimento di un modello di vita cristiana condotta secondo una regola estremamente rigida, nella penitenza, nell'isolamento dal mondo, nelle preghiere e in un radicalismo religioso del tutto nuovo: questo nasceva sia dall'esigenza di una coerente imitazione di Cristo, sia in un percorso di salvezza immediato. I precursori furono gli anacoreti, individui che si ritiravano nell'isolamento più assoluto, rifiutando ogni contatto umano; in seguito, però, molti di essi compresero l'importanza di una comunità più allargata in cui la disciplina era regolata da norme comuni: sant'Antonio abate, san Basilio e san Pacomio furono gli iniziatori del primo cenobitismo in Oriente.
Tra il IV e il VI secolo il monachesimo si diffuse inizialmente nelle regioni mediterranee, in Catalogna, in Provenza e in Italia, per poi raggiungere le regioni interne del continente.
Il modello benedettino si impose lentamente, nel corso di un paio di secoli, su un'altra tradizione, quella del monachesimo irlandese, che ebbe come principale esponente nel continente san Colombano: nel suo peregrinare dall'Irlanda, passando per la Gallia, fino all'Italia settentrionale, esercitò una notevole influenza sulla vita religiosa. Tuttavia le consuetudini iro-scote, legate a tradizioni culturali estranee all'Occidente latino e poco attente agli aspetti organizzativi della comunità, furono presto affiancate da altre regole e verso il IX secolo sostituite della regola di San Benedetto come voluto dall'imperatore Ludovico il Pio. La tradizione irlandese fin dal V secolo, nata in un contesto originale, in una terra mai sottomessa a Roma e slegata all'Occidente, ebbe un'importanza decisiva soprattutto nell'attività missionaria presso gli anglo-sassoni, che ricevettero una prima evangelizzazione, e nell'opera di diffusione e conservazione della cultura grazie agli scriptoria ed alle biblioteche che raccolsero su pergamena, come da tradizione celtica e non romana, tutti i testi biblici, evangelici e religiosi e opere classiche greco-romane.

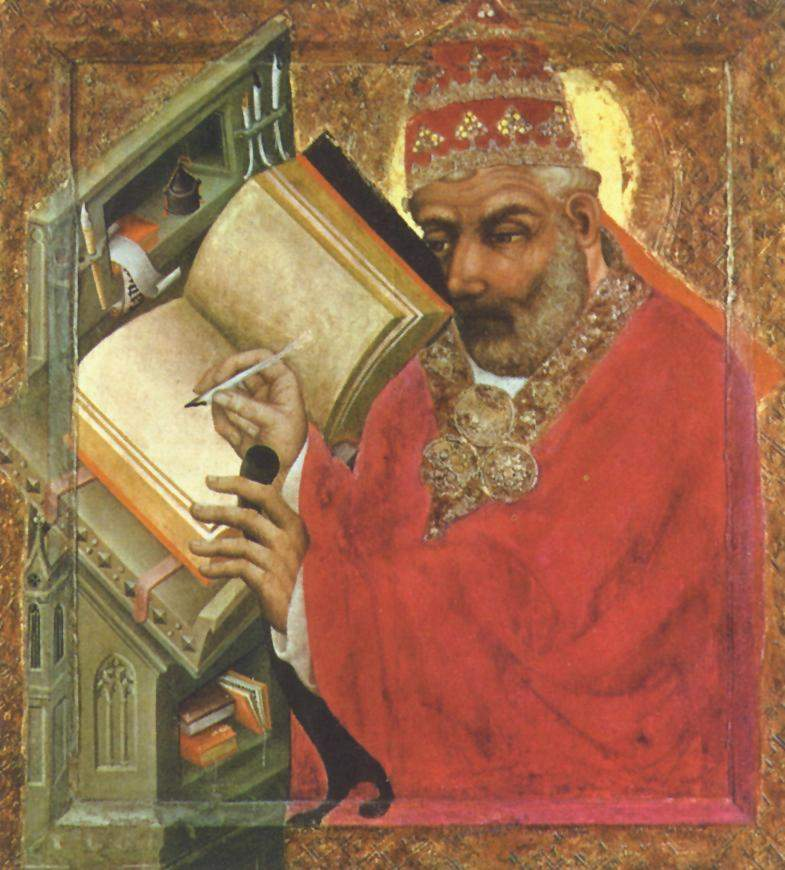
San Gregorio Magno nello studio, Maestro Teodorico da Praga, 1370 circa

Il monachesimo benedettino fu propagato e diffuso in Italia grazie all'opera di papa Gregorio I (540-604), il quale, monaco presso il monastero di Sant'Andrea a Roma, divenne vescovo di Roma. Nel 596, Gregorio inviò una serie di monaci, capitananti da sant'Agostino di Canterbury, dal monastero benedettino che egli stesso aveva fondato sul colle Celio fino alla Gran Bretagna, dove essi si insediarono a Canterbury. Da lì compirono una profonda opera di cristianizzazione, ai danni del paganesimo residuo.
I monasteri si diffusero in Europa e divennero non solo centri religiosi, ma anche economici e di diffusione e conservazione della cultura. Infatti, nelle biblioteche dei monasteri furono raccolti, conservati e copiati moltissimi testi classici che, in tal modo, si salvarono dalla distruzione.
Il suo merito fu, prevalentemente, quello di aver compreso la distanza tra la Chiesa orientale e quella occidentale: in tal senso, pur riconoscendo l'autorità di Bisanzio, legò maggiormente il vescovo di Roma all'episcopato occidentale, conferendogli un ruolo di guida, e rafforzò la sua autorità politica nel ducato bizantino di Roma. Si impegnò inoltre nella conversione dei popoli di religione ariana, come i Visigoti (nel 587 con re Recaredo I) e i Longobardi (all'inizio del VII secolo con Teodolinda e re Agilulfo), ma soprattutto inviò in Inghilterra sant'Agostino, monaco benedettino, a evangelizzare gli anglo-sassoni ancora pagani. Sant'Agostino ottenne la conversione dei sovrani, riuscendo così a far ricostruire le antiche sedi episcopali (egli stesso divenne arcivescovo di Canterbury), a fondare monasteri e a favorire una cristianizzazione attenta nel rispettare gli usi locali. La penetrazione a nord dell'isola, portò i missionari benedettini a scontrarsi presto con gli evangelizzatori irlandesi, che però a partire dal 664, su decisione presa in comune accordo dai sovrani dei regni anglosassoni dopo il sinodo di Whitby, dovettero ripiegare.
Dall'Inghilterra, dove più fertile fu il movimento benedettino, iniziò un percorso di evangelizzazione che interessò soprattutto il nord della Germania: l'anglosassone san Bonifacio nell'VIII secolo evangelizzò la Turingia e l'Assia e fondò diverse abbazie prima di subire il martirio. L'Inghilterra diventò così un centro propulsore di cultura cristiana e latina ed ebbe il ruolo decisivo di propagare il cristianesimo in regioni culturalmente e linguisticamente più vicine e legarle maggiormente al nuovo occidente cristiano, romano e germanico insieme.

### Verso lo scisma d'Oriente
La Chiesa d'Occidente e quella d'Oriente erano sostanzialmente concordi sui grandi temi teologici stabiliti dai concili, ma iniziavano ormai a differire sul piano liturgico e disciplinare. Ai dissapori sullo scisma dei tre capitoli di epoca giustinianea, dell'eresia iconoclasta e della competizione proselitica, si aggiunsero le incomprensioni in seguito all'incoronazione papale di Carlo Magno "imperatore". Nell'867 il patriarca di Costantinopoli Fozio iniziò uno scisma per le accuse al papa di aver manipolato le conclusioni del concilio di Nicea del 325, aggiungendo al Symbolon (Credo) la formula che lo Spirito Santo procede oltre che dal Padre anche dal Figlio (la questione del "Filioque"). Fozio fu scomunicato da Niccolò I e poi, reinsediatosi, di nuovo da Giovanni VIII (881), finché il basileus Leone VI il Saggio non lo depose nell'886. Il contenzioso di Fozio lasciò un profondo segno nel contenzioso tra le due sedi patriarcali. Ulteriori dissapori si sommarono quando Ottone I rinnovò il titolo imperiale nell'incoronazione papale, irritando il "legittimo" imperatore bizantino, anche se allora si cercò di rimediare col matrimonio tra la principessa bizantina Teofano e il figlio di Ottone, Ottone II. Il vero e proprio scisma si consumò nell'XI secolo e, nonostante i tentativi per rimediarvi nel XV secolo, è tuttora uno dei grandi problemi tra Chiesa cattolica e ortodossa.

## L'Europa post-carolingia

### L'Europa occidentale nel X secolo
L'Europa assistette alla progressiva polverizzazione del potere sia per la debolezza dell'Impero, sia per lo stato di emergenza causato dalle nuove invasioni. Ciononostante, le attività commerciali trovarono gradualmente pace e sicurezza e ciò permise una ripresa dei commerci. Questo isolamento e dispersione del potere aveva favorito la comparsa di caratteri sempre più marcatamente nazionali nelle ex-regioni dell'Impero romano, tanto che già dal IX-X secolo è lecito parlare di nascita delle nazioni moderne: a metà del IX secolo si hanno già le prime tracce scritte di antiche forme di quelle che sono oggi la lingua francese o tedesca. In ambito storiografico, si tende sempre più a credere che in concomitanza dell'anno Mille non avvenne un'improvvisa crescita della società europea, ma vi fu un lungo periodo di sviluppo dell'economia e di aumento demografico proseguito tra i secoli VIII e XIII.

#### Francia

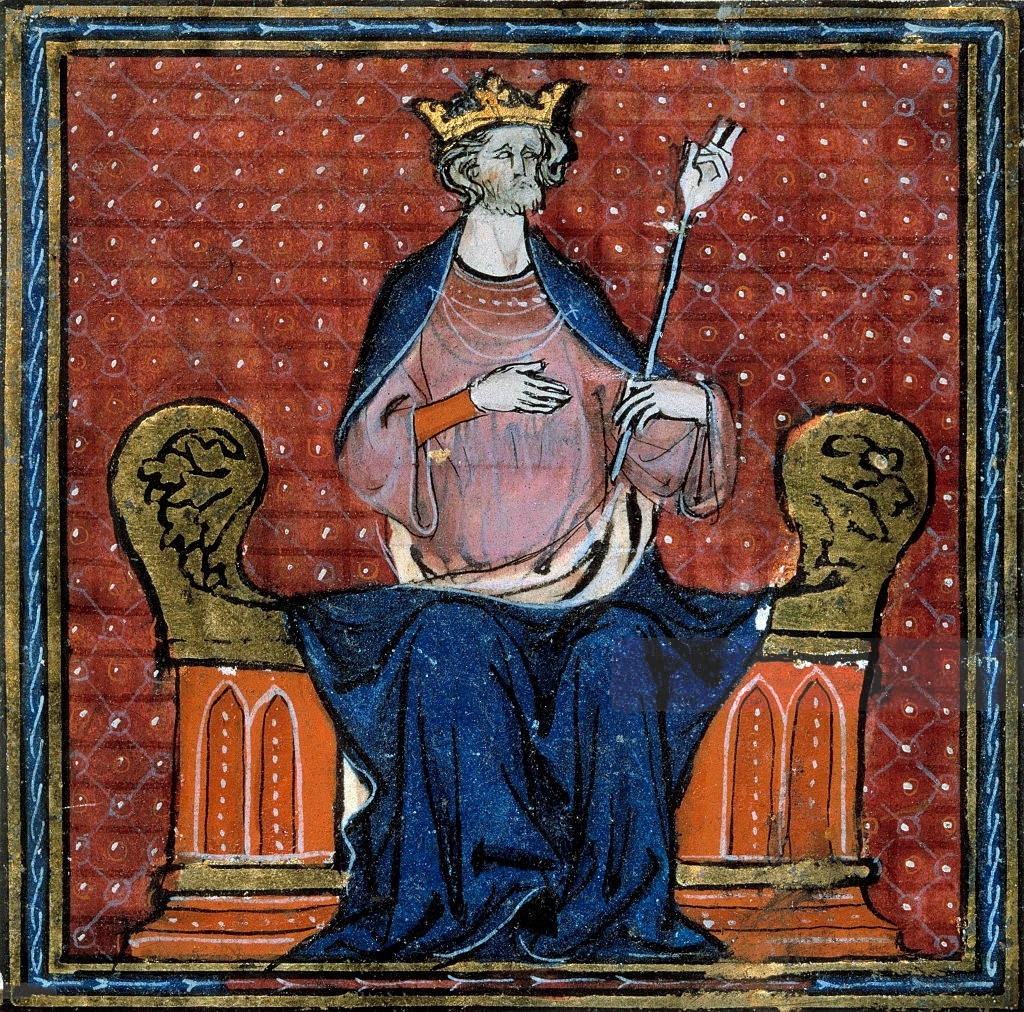
Incoronazione di Ugo Capeto

Nel X secolo la corona francese fu contesa tra i Carolingi e i discendenti del conte di Parigi Oddone. Nel 987 Ugo Capeto, della dinastia di Oddone, riuscì a prendere il potere fondando la dinastia che da lui prese il nome di capetingia. Il nuovo regno di Francia si estese gradualmente verso ovest (Britannia), verso sud (Occitania) e verso est (Renania), sopravvivendo tra alterne vicende fino al 1792. Prima dell'inizio dell'XI secolo, i Capetingi erano stati in grado di controllare solo la Francia centro settentrionale, con il resto del regno diviso in potenti ducati (Bretagna, Normandia, Aquitania e Lorena) e le contee di Fiandra, Champagne, Borgogna e Tolosa.
Le terre poste tra il Rodano e le Alpi, suddivise tra i regni di Borgogna e di Provenza, vennero riunite tra il quarto e il quinto decennio del X secolo in un unico regno, detto successivamente Regno di Arles, che andava dalle coste provenzali sino a Basilea. I suoi monarchi, stretti tra Francia e Germania, risultarono piuttosto deboli, e nel 1032, con la morte di Rodolfo III, il regno divenne appannaggio del sovrano tedesco.

#### Italia

L'Italia intorno al 1000

La situazione italiana era molto simile a quella della Borgogna: una corona puramente formale ma combattuta con ferocia tra i vari pretendenti. Dopo la deposizione di Carlo il Grosso nell'887, come nel resto del mondo carolingio, anche nel regno d'Italia la grande aristocrazia cercò di affermare il proprio diritto a eleggere il monarca. Ciò costrinse i sovrani avvicendatisi sul trono a legittimare il proprio diritto a regnare rinegoziando i propri rapporti con i grandi aristocratici, allo scopo di garantirsi il loro supporto politico-militare. Avendo goduto di una così cattiva fama, questo periodo è noto nella storiografia tradizionale come "anarchia feudale", dipinta semplicisticamente come una fase di disgregazione del potere centrale.
Alcuni dei sovrani più rilevanti di questo periodo furono Berengario I, Guido e Lamberto di Spoleto e Ugo di Provenza, il quale cercò di risolvere le diatribe ereditarie sul titolo associandolo subito a suo figlio Lotario II. Questi però scomparve già nel 950, per cui gli successe il marchese d'Ivrea Berengario II; costui, temendo lotte e trame per il potere, fece perseguire la vedova di Lotario II, Adelaide, che si rivolse all'imperatore tedesco Ottone I, chiedendo aiuto a fronte di quella che riteneva l'usurpazione della corona da parte di Berengario. Ottone I accettò, trovando un pretesto per scendere in Italia, dove doveva avere già progetti una volta consolidato il suo potere in Germania. Dopo aver sconfitto Berengario, entrò nella capitale Pavia, sposò Adelaide e si cinse della corona italiana nel 951, legandola a quella imperiale. Ottone avrebbe forse voluto proseguire verso Roma, ma la pressione degli Ungari in Germania lo costrinse al rientro. Da allora, la corona d'Italia passò ai successori di Ottone I fino al 1002.
Nello stesso periodo, anche il papato visse un'epoca particolarmente turbolenta, con l'elezione papale che era finita in balìa dell'aristocrazia romana: lo dimostra la circostanza che, tra l'877 e il 962, si affermarono al soglio pontificio ben ventuno papi (saeculum obscurum).

#### Spagna
La penisola iberica era quasi completamente in mano al califfato di Cordova, che però non riusciva a imporre la propria autorità nel mosaico di emirati sovente in lotta tra loro. Il nord del paese, invece, era in mano cristiana, con i regni delle Asturie e di Navarra che stavano riorganizzandosi e che a partire dalla fine del X secolo avrebbero dato vita alla Reconquista. I confini vennero progressivamente spostati verso sud, come dimostra ad esempio il cambiamento della capitale delle Asturie. Essa fu infatti spostata da Oviedo a León da Alfonso III il Grande. Non potendo procedere con campagne di ampio respiro, i cristiani erano soliti effettuare razzie verso la meseta, l'altipiano centrale. Altri regni impegnati nella riconquista furono la Navarra (regno dal 926, poi collegato alla Castiglia), l'Aragona, regno indipendente dal 1035, e la contea catalana di Barcellona, già facente parte dell'Impero carolingio. Alla fine del X secolo esisteva una frontiera tra cristiani e musulmani verso il fiume Duero, che era abbastanza fluida. Dopo aver respinto alcuni attacchi tra 985 e 1003, i catalani ambivano a spostare il confine fino a Tarragona.

#### Isole britanniche
L'Inghilterra si evolse in maniera quasi "naturale", dato il suo carattere insulare, dall'eptarchia a un regno unitario. Dopo aver liberato il territorio dalla minaccia dei corsari vichinghi, re Alfredo il Grande del Wessex iniziò a unificare la nazione. Sebbene i danesi non smisero di saccheggiare le coste, l'Inghilterra seppe costruire una solida tradizione monarchica. Restavano fuori dal controllo dei re inglesi le fiere popolazioni celtiche di Scozia, Irlanda, Galles, e Cornovaglia.

#### Germania
In Germania non si ebbe una delineazione nazionale altrettanto lineare, essendo ancora forte la distinzione in quattro etnie fondamentali: sassoni, bavari, franconi e svevo-alemanni. Il regno tedesco risultava così composto da diversi ducati, detti regna, nei quali venivao perpetuate le tradizioni etnico-politiche e il cui duca si poneva come mediatore tra il sovrano e le aristocrazie regionali. La corona tedesca veniva aggiudicata dal IX secolo attraverso un sistema elettivo che gravitava tra questi quattro duchi, impostando un carattere tipicamente federale che ancora oggi sopravvive nelle istituzioni della Germania contemporanea. Il carattere dinastico del potere non era escluso, ma era meno radicato che in altri paesi. Inoltre, la situazione all'inizio del X secolo si presentava particolarmente grave, per la polverizzazione del potere a fronte delle pericolose minacce esterne causate dalle frequenti invasioni ungare.
A ristabilizzare la Germania fu il fondatore della monarchia tedesca, il duca di Sassonia Enrico l'Uccellatore (919-936), il quale seppe dare una risposta forte a tali problemi promulgando una riforma amministrativa e militare del regno, oltre a fare edificare una serie di fortezze che fungessero da centri difensivi, amministrativi, politici ed economici – dunque svolgendo, almeno in parte, il ruolo delle abbazie al tempo di Carlo Magno. Nel 935, egli ottenne una significativa vittoria contro gli Ungari, assoggettando anche le popolazioni slave tra Elba e Oder. Grazie ai suoi successi, i duchi tedeschi decisero di eleggere dopo di lui suo figlio Ottone, che continuò l'opera paterna e, dopo esser già prevalso in una guerra con la Boemia che gli consentì di avvalersi del supporto del duca locale Boleslao, surclassò definitivamente gli Ungari sul fiume Lech nel 955 (battaglia di Lechfeld). Gli sconfitti furono convertiti al cristianesimo e vennero fatti insediare sul medio corso del Danubio, dando origine a un regno che da essi prese il nome di Ungheria.

### Trasformazioni economiche e sociali

#### Incastellamento
Dalla fine del IX secolo le esigenze difensive avevano portato all'erezione di numerose fortezze, e almeno inizialmente queste erano innalzate per sola volontà dei sovrani; e molte di esse continuarono ad essere costruite ad esempio in Germania di fronte all'intensificarsi delle incursioni ungare. Ma nonostante il primordiale carattere pubblico dei castelli, la cui edificazione era rigidamente concessa dai sovrani, in breve tempo signori laici ed ecclesiastici si impadronirono dei castelli regi o comitali oppure iniziarono ad edificarne di nuovi. In questo modo, i castelli divennero i centri di dominazioni signorili grandi e piccole pur mantenendo il loro scopo primario, quello difensivo.
Ma non solo i signori fondiari eressero delle fortificazioni sui propri possedimenti privati; molti castelli infatti vennero innalzati dagli ufficiali pubblici delle antiche circoscrizioni carolingie – conti, duchi e marchesi – che spesso ne affidavano la gestione a custodi fidati, utilizzando i rapporti vassallatico-beneficiari. Ne conseguì che, così come conti e duchi patrimonializzarono la propria carica pubblica creando dinastie radicate territorialmente, anche i castellani incominciarono a prendere possesso del fortilizio assegnato in maniera ereditaria.

### Annotazioni
1. ↑  L'arianesimo era un ramo del cristianesimo che fu proposto per la prima volta all'inizio del IV secolo dal presbitero alessandrino Ario. Ario proclamò che Cristo non fosse veramente divino, ma un essere creato. La sua premessa fondamentale era l'unicità di Dio, l'unico autoesistente e immutabile; il Figlio, che come figlio non risultava autoesistente, non poteva essere Dio: Cardini e Montesano, 2019, p. 19.

### Fonti
1. 1 2 3 4  Vitolo, 2000, p. 30.
2. ↑  Vitolo, 2000, p. 31.
3. 1 2 3  Cardini e Montesano, 2019, p. 30.
4. ↑  Cardini e Montesano, 2019, pp. 22-23.
5. ↑  Cardini e Montesano, 2019, pp. 33-34.
6. 1 2 3  Cardini e Montesano, 2019, p. 31.
7. ↑  Heather, p. 602, nota 54.
8. ↑  Ravegnani 2012, pp. 31-32.
9. ↑  Ravegnani 2012, p. 32.
10. ↑  Ostrogorskij, 2014, p. 46.
11. ↑  Heather, p. 232.
12. ↑  Heather, pp. 230-232.
13. 1 2  Cardini e Montesano, 2019, p. 32.
14. ↑   Alan Cameron, Jacqueline Long e Lee Sherry, Barbarians and politics at the Court of Arcadius, University of California Press, 1993,  pp. 332-333, ISBN 0-520-06550-6.
15. ↑  Vitolo, 2000, p. 34.
16. ↑  Cardini e Montesano, 2019, p. 33.
17. ↑  Cardini e Montesano, 2019, p. 34.
18. ↑  Cardini e Montesano, 2019, pp. 35-37.
19. ↑  Cardini e Montesano, 2019, pp. 34-35.
20. ↑  Cardini e Montesano, 2019, p. 35.
21. 1 2 3 4 5  Cardini e Montesano, 2019, p. 41.
22. ↑  Cardini e Montesano, 2019, p. 42.
23. 1 2  Vitolo, 2000, p. 29.
24. 1 2 3 4  Cardini e Montesano, 2019, p. 39.
25. ↑  Cardini e Montesano, 2019, pp. 26-28, 30.
26. 1 2 3  Tabacco e Merlo, 2004, p. 72.
27. ↑  Cardini e Montesano, 2019, p. 40.
28. 1 2  Vitolo, 2000, p. 45.
29. 1 2  Vitolo, 2000, p. 38.
30. 1 2 3 4 5 6 7  Vitolo, 2000, p. 46.
31. ↑  Ascheri, 2007, pp. 18-24.
32. ↑  Tabacco e Merlo, 2004, p. 174.
33. ↑  Vitolo, 2000, p. 39.
34. 1 2  Tabacco e Merlo, 2004, p. 71.
35. ↑  Golinelli, 2004, pp. 47-48.
36. ↑  Golinelli, 2004, p. 48.
37. 1 2 3  Cardini e Montesano, 2019, pp. 46-47.
38. 1 2  Ostrogorskij, 2014, p. 59.
39. ↑  Ostrogorskij, 2014, p. 53.
40. ↑  Ostrogorskij, 2014, pp. 55-56.
41. ↑  Ostrogorskij, 2014, pp. 59-60.
42. ↑  Ostrogorskij, 2014, p. 61.
43. ↑  Ostrogorskij, 2014, p. 60.
44. ↑  Herm, 1985, pp. 156-157, 160-161.
45. ↑  Cardini e Montesano, 2019, p. 46.
46. ↑  Tamassia, pp. 58-61, 65.
47. ↑  Procopio, De Bello Gothico, II, 29.
48. ↑  Ravegnani, 2004, p. 26.
49. ↑  Procopio, De Bello Gothico, III, 24
50. ↑  Tamassia, p. 119.
51. ↑  Procopio, Storia Segreta, 9
52. ↑  Ravegnani, 2004, pp. 33-34.
53. ↑  Ravegnani, 2004, pp. 49-52.
54. ↑  Ravegnani, 2004, p. 53.
55. ↑  Ravegnani, 2004, p. 63.
56. 1 2  Cardini e Montesano, 2019, p. 82.
57. ↑  Ravegnani, 2004, pp. 63-74 , 69-70.
58. ↑  Vitolo, 2000, p. 66.
59. ↑   Peste, in Universo del corpo, Roma, Istituto dell'Enciclopedia Italiana, 1998-2000.
60. ↑  Ostrogorskij, 2014, pp. 64-65.
61. 1 2 3 4 5 6 7  Cardini e Montesano, 2019, p. 84.
62. ↑  Treadgold, 2005, pp. 94-95, 100.
63. ↑  Ostrogorskij, 2014, p. 70.
64. ↑  Ostrogorskij, 2014, p. 71.
65. 1 2  Montanari, 2002, pp. 35-36.
66. ↑  Ostrogorskij, 2014, p. 85.
67. ↑  Treadgold, 2005, p. 129.
68. 1 2  Cardini e Montesano, 2019, p. 85.
69. 1 2 3 4 5  Cardini e Montesano, 2019, p. 203.
70. ↑  Cardini e Montesano, 2019, pp. 206, 209.
71. 1 2 3 4 5 6 7  Cardini e Montesano, 2019, p. 204.
72. ↑  Cardini e Montesano, 2019, pp. 204-205.
73. 1 2 3  Ostrogorskij, 2014, p. 155.
74. ↑  Gallina, Tabacco e Merlo, 2001, pp. 153-155, 160.
75. ↑  Cardini e Montesano, 2019, p. 205.
76. ↑  Gallina, Tabacco e Merlo, 2001, pp. 169-170.
77. ↑  Gallina, Tabacco e Merlo, 2001, pp. 171-174.
78. 1 2  Cardini e Montesano, 2019, p. 190.
79. ↑  Ostrogorskij, 2014, p. 183.
80. 1 2 3 4 5  Cardini e Montesano, 2019, p. 212.
81. ↑  Ostrogorskij, 2014, pp. 209-210.
82. ↑  Cardini e Montesano, 2019, pp. 212-213.
83. 1 2  Cardini e Montesano, 2019, p. 213.
84. ↑  Ostrogorskij, 2014, pp. 253-255.
85. ↑  Ostrogorskij, 2014, pp. 260-271.
86. ↑  Kalisky, 1972, pp. 23-30.
87. 1 2 3  Cardini e Montesano, 2019, p. 91.
88. ↑  Kalisky, 1972, pp. 61-63.
89. ↑  Kalisky, 1972, pp. 63-66.
90. ↑  Cardini e Montesano, 2019, pp. 91-92.
91. ↑  Kalisky, 1972, pp. 66-74.
92. ↑  Montanari, 2006, pp. 49-50.
93. ↑  Kalisky, 1972, pp. 85-88.
94. ↑  Kalisky, 1972, pp. 102-105.
95. ↑  Kalisky, 1972, pp. 115-116.
96. ↑  Montanari, 2006, p. 51.
97. ↑  Kalisky, 1972, pp.
98. ↑  Kalisky, 1972, pp. 119-122.
99. ↑  Kalisky, 1972, pp. 122-128.
100. ↑  Cardini e Montesano, 2019, p. 101.
101. ↑  Kalisky, 1972, pp. 164-166.
102. ↑  Kalisky, 1972, pp. 128-145.
103. ↑  Kalisky, 1972, p. 145.
104. ↑  Herm, 1985, pp. 172-173.
105. ↑  Kalisky, 1972, pp. 142-145.
106. 1 2  Barbero, 2006, p. 12.
107. ↑  Kalisky, 1972, pp. 141-142.
108. ↑  Cardini e Montesano, 2019, p. 106.
109. 1 2 3  Cardini e Montesano, 2019, p. 107.
110. ↑  Kalisky, 1972, p. 143.
111. ↑  Kalisky, 1972, p. 144.
112. ↑  Cardini e Montesano, 2019, p. 104.
113. 1 2  Cardini e Montesano, 2019, p. 185.
114. ↑  Cardini e Montesano, 2019, p. 186.
115. ↑  Cardini e Montesano, 2019, p. 189.
116. ↑  Cardini e Montesano, 2019, pp. 187, 189-190.
117. ↑  Montanari, 2002, p. 83.
118. ↑  Golinelli, 2004, p. 91.
119. ↑  Montanari, 2002, pp. 104-105.
120. ↑  Golinelli, 2004, pp. 125-126.
121. ↑  Montanari, 2006, pp. 54-55.
122. 1 2  Golinelli, 2004, p. 66.
123. ↑  Cardini e Montesano, 2019, p. 191.
124. ↑  Vitolo, 2000, p. 116.
125. ↑  Rovagnati, 2003, p. 30.
126. ↑  Jarnut, 2002, p. 34.
127. ↑  Jarnut, 2002, pp. 24-26, 44.
128. ↑  Barni, 1974, pp. 79-83.
129. ↑  Barni, 1974, pp. 38-43.
130. 1 2  Cardini e Montesano, 2019, p. 48.
131. ↑  Barni, 1974, pp. 55-71.
132. ↑  Barni, 1974, pp. 73-98.
133. ↑  Cardini e Montesano, 2019, pp. 48-49.
134. ↑  Barni, 1974, pp. 98-118.
135. ↑  Giovanni Tabacco, Alto Medioevo, in Tabacco e Merlo, 1981, p. 89.
136. ↑  Ortalli.
137. ↑  Montanari, 2002, pp. 27-28.
138. 1 2 3  DeVries, 1999, p. 15.
139. ↑  Davies, 1999, p. 218.
140. 1 2  Davies, 1999, p. 217.
141. 1 2  DeVries, 1999, p. 16.
142. 1 2 3  Davies, 1999, pp. 214-215.
143. 1 2  Davies, 1999, p. 215.
144. ↑  DeVries, 1999, p. 18.
145. ↑  DeVries, 1999, pp. 18-20.
146. ↑  Cardini e Montesano, 2019, p. 148.
147. 1 2  Davies, 1999, p. 216.
148. ↑  Orr Anderson, 1922, p. cxvi.
149. ↑  Orr Anderson, 1922, pp. 16-117.
150. 1 2 3 4  Davies, 1999, p. 167.
151. 1 2  Davies, 1999, p. 155.
152. ↑  Davies, 1999, p. 164.
153. 1 2  Davies, 1999, p. 211.
154. 1 2  Davies, 1999, p. 221.
155. 1 2 3 4  Davies, 1999, pp. 200-201.
156. ↑  Davies, 1999, p. 113.
157. ↑  Davies, 1999, p. 156.
158. ↑  Davies, 1999, p. 179.
159. 1 2  Davies, 1999, p. 160.
160. ↑  Davies, 1999, pp. 169-170.
161. ↑  Davies, 1999, p. 180.
162. ↑  Davies, 1999, pp. 234-235.
163. 1 2 3  Cardini e Montesano, 2019, p. 53.
164. ↑  Vitolo, 2000, p. 42.
165. 1 2  Montanari, 2002, p. 27.
166. 1 2 3  Vitolo, 2000, p. 43.
167. ↑  Cardini e Montesano, 2019, pp. 53-54.
168. ↑  Cardini e Montesano, 2019, p. 56.
169. ↑  Barbero, 2006, pp. 12-13.
170. 1 2  Cardini e Montesano, 2019, p. 130.
171. ↑  Barbero, 2006, pp. 12-13, 22-23.
172. 1 2 3 4 5  Vitolo, 2000, p. 130.
173. ↑  Barbero, 2006, pp. 12, 22-24.
174. ↑  Cardini e Montesano, 2019, pp. 130-131.
175. ↑  Cardini e Montesano, 2019, p. 131.
176. ↑  Cardini e Montesano, 2019, p. 57.
177. ↑  Barni, 1974, pp. 173-174.
178. ↑  Barbero, 2006, pp. 13 e ss.
179. ↑  Barbero, 2006, pp. 37-39.
180. ↑  Barbero, 2006, pp. 45, 114.
181. ↑  Hägermann, 2004, pp. 39-65.
182. ↑  Barbero, 2006, pp. 63-69.
183. ↑  Barbero, 2006, pp. 156-181.
184. ↑  Cardini e Montesano, 2019, p. 161.
185. ↑  Barbero, 2006, pp. 177-185.
186. 1 2  Cardini e Montesano, 2019, p. 132.
187. 1 2  Cardini e Montesano, 2019, p. 139.
188. ↑  Cardini e Montesano, 2019, pp. 144-145.
189. ↑  Golinelli, 2004, pp. 85-86.
190. ↑  Golinelli, 2004, pp. 86-88.
191. 1 2  Cardini e Montesano, 2019, p. 111.
192. ↑  Cardini e Montesano, 2019, p. 121.
193. 1 2  Cardini e Montesano, 2019, p. 112.
194. ↑  Cardini e Montesano, 2019, pp. 112-113.
195. 1 2 3  Cardini e Montesano, 2019, pp. 114-115.
196. ↑  Giovanni Tabacco, Alto Medioevo, in Tabacco e Merlo, 1981, pp. 175-176.
197. ↑  Barbero, 2006, pp. 301-311.
198. ↑  Cardini e Montesano, 2019, p. 115.
199. ↑  Barbero, 2006, pp. 314-324, 334-337.
200. ↑  Cardini e Montesano, 2019, p. 114.
201. 1 2  Cardini e Montesano, 2019, p. 122.
202. 1 2  Cardini e Montesano, 2019, p. 113.
203. ↑  Bordone e Sergi, 2009, pp. 107-108.
204. ↑  Bordone e Sergi, 2009, pp. 108-109.
205. ↑  Tabacco e Merlo, 2004, p. 153.
206. 1 2 3 4 5 6 7 8  Vitolo, 2000, p. 57.
207. ↑  Tabacco e Merlo, 2004, pp. 153-154.
208. 1 2 3  Tabacco e Merlo, 2004, p. 154.
209. 1 2 3 4 5  Tabacco e Merlo, 2004, p. 108.
210. 1 2 3  Vitolo, 2000, p. 58.
211. ↑   Bulgaria, su Treccani. URL consultato il 30 marzo 2024.
212. 1 2  Tabacco e Merlo, 2004, pp. 155-156.
213. ↑   Romania, su Treccani. URL consultato il 30 marzo 2024.
214. 1 2 3 4 5 6  Vitolo, 2000, p. 59.
215. ↑  Tabacco e Merlo, 2004, p. 109.
216. ↑  Tabacco e Merlo, 2004, p. 159.
217. ↑   Mieszko I, su Treccani. URL consultato il 30 marzo 2024.
218. 1 2  Vitolo, 2000, p. 149.
219. 1 2 3 4 5 6 7 8  Vitolo, 2000, p. 150.
220. 1 2  Tabacco e Merlo, 2004, p. 156.
221. 1 2  Vitolo, 2000, p. 167.
222. 1 2 3  Cardini e Montesano, 2019, p. 223.
223. 1 2 3 4 5 6 7 8 9 10  Cardini e Montesano, 2019, p. 224.
224. 1 2  Cardini e Montesano, 2019, p. 225.
225. 1 2 3 4  Cardini e Montesano, 2019, p. 208.
226. 1 2 3  Cardini e Montesano, 2019, p. 209.
227. ↑  Cardini e Montesano, 2019, pp. 209-210.
228. ↑  Cardini e Montesano, 2019, p. 210.
229. 1 2 3 4 5 6 7 8  Cardini e Montesano, 2019, p. 211.
230. ↑  Gallina, Tabacco e Merlo, 2001, pp. 190-194.
231. 1 2  Golinelli, 2004, pp. 77-78.
232. ↑  Golinelli, 2004, p. 77.
233. ↑  Ascheri, 2007, pp. 27-27.
234. 1 2  Ascheri, 2007, pp. 29-33.
235. ↑  Ascheri, 2007, pp. 33-34.
236. ↑  Cardini e Montesano, 2019, p. 261.
237. ↑  Cardini e Montesano, 2019, pp. 16-17.
238. ↑  Cardini e Montesano, 2019, p. 59.
239. ↑  Cardini e Montesano, 2019, pp. 59-60.
240. ↑  Cardini e Montesano, 2019, pp. 64-65.
241. ↑  Ascheri, 2007, pp. 39-41.
242. ↑  Cardini e Montesano, 2019, p. 66.
243. ↑  Rapetti, 2013, pp. 11-14, 18-19.
244. ↑  Cardini e Montesano, 2019, p. 67.
245. ↑  Rapetti, 2013, pp. 52-56, 73-74.
246. ↑  Cantarella, Polonio e Rusconi, 2022, p. 19.
247. 1 2  Cardini e Montesano, 2019, p. 71.
248. ↑  Rapetti, 2013, pp. 66-67.
249. ↑  Azzara, 2006, pp. 42-43.
250. ↑  Cardini e Montesano, 2019, p. 176.
251. 1 2 3  Cardini e Montesano, 2019, p. 239.
252. ↑  Giovanni Tabacco, Alto Medioevo, in Tabacco e Merlo, 1981, p. 203.
253. ↑  Bloch, p. 426.
254. ↑  Cardini e Montesano, 2019, p. 147.
255. 1 2  Cardini e Montesano, 2019, p. 160.
256. ↑  Cardini e Montesano, 2019, p. 164.
257. ↑  Vitolo, 2000, p. 166.
258. ↑  Cardini e Montesano, 2019, pp. 193-194.
259. ↑  Cardini e Montesano, 2019, p. 196.
260. ↑  Vitolo, 2000, p. 100.
261. ↑  Montanari, 2002, pp. 152-153.
262. ↑  Cardini e Montesano, 2019, p. 244.
263. 1 2 3 4 5  Cardini e Montesano, 2019, p. 158.
264. ↑  Giovanni Tabacco, Alto Medioevo, in Tabacco e Merlo, 1981, p. 199.
265. ↑  Golinelli, 2004, p. 112.
266. ↑  Giovanni Tabacco, Alto Medioevo, in Tabacco e Merlo, 1981, pp. 191-192.
267. ↑  Giovanni Tabacco, Alto Medioevo, in Tabacco e Merlo, 1981, pp. 194-197.
268. ↑  Giovanni Tabacco, Alto Medioevo, in Tabacco e Merlo, 1981, pp. 192-193.

### Fonti primarie
- Cassiodoro, Chronica, in  Theodor Mommsen (a cura di), Auctores antiquissimi XI, in Monumenta Germaniae Historica[collegamento interrotto], Berlino, 1894,  pp. 109-161.
- Procopio di Cesarea, La Guerra Gotica, 4 libri
- Procopio di Cesarea, Storia segreta
- Agazia Scolastico, Storie (Libri I-II)
- Velleio Patercolo, Historiae Romanae ad M. Vinicium libri duo.
- Paolo Diacono, Historia Langobardorum, in  Georg Waitz (a cura di), Scriptores rerum Langobardicarum et Italicarum saec. VI–IX, in Monumenta Germaniae Historica, Hannover, 1878.

### Fonti secondarie
- Mario Ascheri, Introduzione storica al diritto medievale, Torino, Giappichelli, 2007, ISBN 978-88-348-7723-4, SBN URB0655939.
- Claudio Azzara, Il papato nel Medioevo, Bologna, Il mulino, 2006, ISBN 88-15-11367-3, SBN UBO3090966.
- Alessandro Barbero, Carlo Magno - Un padre dell'Europa, Laterza, 2006, ISBN 88-420-7212-5.
- Gianluigi Barni, I Longobardi in Italia, Novara, De Agostini, 1974, ISBN non esistente.
- Marc Bloch, La società feudale, Torino, Einaudi, 1999  [1939], ISBN 978-88-06-15253-6.
- Renato Bordone e Giuseppe Sergi, Dieci secoli di Medioevo, Torino, Einaudi, 2009.
- Glauco Maria Cantarella, Valeria Polonio e Roberto Rusconi, Chiesa, chiese, movimenti religiosi, 4ª edizione, Bari-Roma, GLF editori Laterza, 2022, ISBN 978-88-581-4676-7, SBN PBE0187330.
- Franco Cardini e Marina Montesano, Storia medievale, Firenze, Le Monnier Università, 2006, ISBN 88-00-20474-0.
- Franco Cardini e Marina Montesano, Storia medievale, 2ª ed., Firenze, Le Monnier Università, 2019, ISBN 978-88-00-74815-5.
- Philippe Contamine, La guerra nel Medioevo, Bologna, Il Mulino, 1986, ISBN 88-15-01160-9, SBN CFI0023371.
- Norman Davies, Isole. Storia dell'Inghilterra, della Scozia, del Galles e dell'Irlanda, Milano, Mondadori, 1999, ISBN 9788861590441.
- (EN) Kelly DeVries, The Norwegian Invasion of England in 1066, Woodbridge, Boydell & Brewer, 1999, ISBN 9781843830276.
- Mario Gallina, Giovanni Tabacco e Grado Giovanni Merlo, Il Medioevo, in Giovanni Filoramo e Daniele Menozzi (a cura di), Storia del Cristianesimo, Roma, Laterza, 2001, ISBN 88-420-6559-5, SBN TO01041629.
- Paolo Golinelli, Breve storia dell'Europa medievale: uomini, istituzioni, civiltà, 2ª ed., Pàtron, 2004, ISBN 978-88-555-2749-1, SBN MOD0891995.
- Dieter Hägermann, Carlo Magno, Il signore dell'Occidente, traduzione di G. Albertoni, Einaudi, 2004, ISBN 978-88-06-16273-3.
- Peter Heather, La caduta dell'Impero romano: una nuova storia, Milano, Garzanti, 2006, ISBN 978-88-11-68090-1.
- Gerhard Herm, I bizantini, Garzanti, 1985, ISBN non esistente, SBN CFI0090569.
- Jörg Jarnut, Storia dei Longobardi, Torino, Einaudi, 2002, ISBN 88-06-16182-2.
- René Kalisky, Storia del mondo arabo, volume 1°, Verona, Bertani editore, 1972  [1968], ISBN non esistente, SBN RAV0184853.
- Hagen Keller, Gli Ottoni. Una dinastia imperiale fra Europa e Italia (secc. X e XI), a cura di Giovanni Isabella, Roma, Carocci Editore, 2012, ISBN 978-88-430-5714-6, SBN VEA1064889.
- Massimo Montanari, Storia medievale, 7ª ed., Laterza, 2006, ISBN 978-88-420-6540-1, SBN AQ10081962.
- (EN) Alan Orr Anderson, Early Sources of Scottish History, Edimburgo, Oliver & Boyd, 1922.
- Gherardo Ortalli, Il ducato e la "civitas Rivoalti": tra carolingi, bizantini e sassoni, in Storia di Venezia, Roma, Istituto dell'Enciclopedia Italiana, 1992. URL consultato il 21 agosto 2024.
- Georgij Ostrogorskij, Storia dell'Impero bizantino, traduzione di Piero Leone, Torino, Einaudi, 2014, ISBN 978-88-06-22416-5.
- Anna Maria Rapetti, Storia del monachesimo medievale, Il mulino, 2013, ISBN 978-88-15-24656-1.
- Giorgio Ravegnani, I Bizantini in Italia, Bologna, Il Mulino, 2004, ISBN 978-88-15-09690-6.
- Giorgio Ravegnani, La caduta dell'Impero romano, Bologna, Il Mulino, 2012, ISBN 978-88-15-23940-2.
- Sergio Rovagnati, I Longobardi, Milano, Xenia, 2003, ISBN 88-7273-484-3.
- Giovanni Tabacco e Grado Giovanni Merlo, Corriere della Sera, 2004.
- Giovanni Tabacco e Grado Giovanni Merlo, Medioevo V-XV secolo, collana La civiltà europea nella storia mondiale, Bologna, Il Mulino, 1981, ISBN non esistente, SBN RAV0050773.
- Giovanni Tamassia, Storia del regno dei Goti e dei Longobardi in Italia, II, 1827, ISBN non esistente.
- Warren Treadgold, Storia di Bisanzio, Bologna, Il Mulino, 2005, ISBN 978-88-15-09823-8.
- Giovanni Vitolo, Medioevo. I caratteri originali di un'età di transizione, collana Biblioteca aperta Sansoni, ed. 1, Sansoni, 2000, ISBN 978-88-38-31857-3.